# Geschiedenis van Europa
Dit artikel is een overzicht van de (menselijke) geschiedenis van het werelddeel Europa. Deze valt ruwweg chronologisch in te delen in de prehistorie, de klassieke oudheid, de middeleeuwen, de nieuwe tijd, de moderne tijd en de eigentijdse tijd.
Een Europese economische eenheid bestond in de oudheid in de vorm van het Romeinse handelsnetwerk; dit besloeg vooral het zuidelijk deel van het continent, ofwel het noordelijk deel van het Middellandse Zeegebied. Met name sinds de opmars van de islam in het Middellandse Zeegebied en als reactie daarop de kruistochten in de middeleeuwen en vervolgens de strijd tegen het Ottomaanse Rijk in Zuidoost-Europa in de 16e en 17e eeuw is een groeiende culturele eenwording waar te nemen, die hand in hand ging met de verspreiding van het christendom over het gehele continent; dit verdrong langzaamaan vrijwel alle andere religies, ook in de gebieden die niet tot het Romeinse Rijk hadden behoord, zij het dat het noordelijk deel veel langer aan de oude cultus vasthield. Enige mate van economische samenhang, vergelijkbaar met die in de Romeinse tijd, werd pas weer bereikt in de 16e eeuw met de opkomst van het kapitalisme. Desondanks werd Europa nooit een staatkundige eenheid, maar was het toneel van een bloedige strijd, die zijn dieptepunt vond in de Eerste en Tweede Wereldoorlog; deze beide Europese conflicten verspreidden zich tevens naar andere delen van de wereld.
Vanaf de 16e eeuw begonnen Europese koloniale mogendheden andere delen van de wereld in onderlinge rivaliteit te overheersen, hetgeen in de 19e eeuw leidde tot een Europese hegemonie op het wereldtoneel. In de wetenschappelijke en industriële revoluties ontstane nieuwe ideeën en technieken konden door deze hegemonie vanuit Europa over de rest van de wereld worden verspreid.
De opkomst van de Verenigde Staten (van oorsprong een Europese kolonie) en de Sovjet-Unie (die deels in Europa lag) en de twee wereldoorlogen verdeelden het continent in de tweede helft van de 20e eeuw grofweg in twee gescheiden economisch-politieke blokken. Tegelijkertijd begon een groeiende groep landen door middel van economische en politieke samenwerking aan een proces dat de Europese eenwording wordt genoemd, vanuit de wens verdere oorlogen binnen Europa te voorkomen. Na het uiteenvallen van de Sovjet-Unie in 1990-1991 groeide enerzijds de toenadering tussen de Oost- en Westeuropese landen, maar anderzijds ook de politieke en economische verwijdering met Rusland. 

## Benaming
De benaming Europa voor dit werelddeel werd aanvankelijk niet gebruikt. Deze vond pas later ingang. Uit de Middeleeuwen is een kaart van Europa bekend van Isidorus van Sevilla waarop de naam nog niet voorkomt.
Sinds begin 16e eeuw na de eerste grote Europese ontdekkingsreizen de atlascartografie ontstond en er wereldkaarten met de diverse continenten werden gepubliceerd, waaronder de Universalis Cosmographia van de Duitse cartograaf Martin Waldseemüller met daarop ook de recentelijk bekend geworden delen van Noord- en Zuid-Amerika, groeide het besef van Europa als een afzonderlijk continent.
In de sedert 1471 door de druk verbreide uitgaven van oude kaarten was er geen van Europa als geheel: Europa werd verdeeld in tien afzonderlijke deelkaarten, “Tabulae Europae”, zonder overzichtskaart. Pas in de Mappae Europae van 1536 en in de Ptolemaeus-editie van Sebastian Münster van 1540 komt een in houtsnede gedrukt Europa-kaartje voor. De oudst bekende volwaardige kaart van het continent als zodanig met de duidelijke vermelding Europa betreft de kaart die Abraham Ortelius in 1570 in de eerste atlas Theatrum Orbis Terrarum opnam.

## Pre- en protohistorie
De prehistorie (de tijd voor de geschiedschrijving) wordt ingedeeld in grofweg: steentijd (vanaf 2 miljoen jaar terug tot ca. 5000 jaar geleden), bronstijd (vanaf ca. 3000 v.Chr. tot 1200 jaar voor het begin van de christelijke jaartelling) en wordt dan gevolgd door de protohistorische ijzertijd. In noordelijk Europa begon de ijzertijd pas rond 800 v.Chr.
Het vroegste met zekerheid te dateren materiaal dat door mensachtigen in Europa bewerkt is, stamt uit Isernia La Pineta in het zuiden van Italië, waar stenen werktuigen en dierlijke beenderen werden gedateerd op ongeveer 730.000 v.Chr. De mensensoort die daar leefde werd door de archeologen Homo Aeserniensis gedoopt. Tegen 375.000 v.Chr. waren de meeste gebieden bewoond, behalve Scandinavië, de Alpen en het noorden van Eurazië.

### Steentijd
De geschiedenis van Europa begint met de komst van de mens. De eerste periode in de geschiedenis van Europa is de steentijd. In de steentijd maakte de mens gebruiksvoorwerpen van steen, maar waarschijnlijk ook van hout, hoorn en been. De steentijd wordt op zijn beurt ingedeeld in 'oude steentijd' (Paleolithicum) en 'nieuwe steentijd' (neolithicum). Daartussenin geldt vooral voor noordelijk Europa een 'tussensteentijd' (Mesolithicum).

#### Paleolithicum

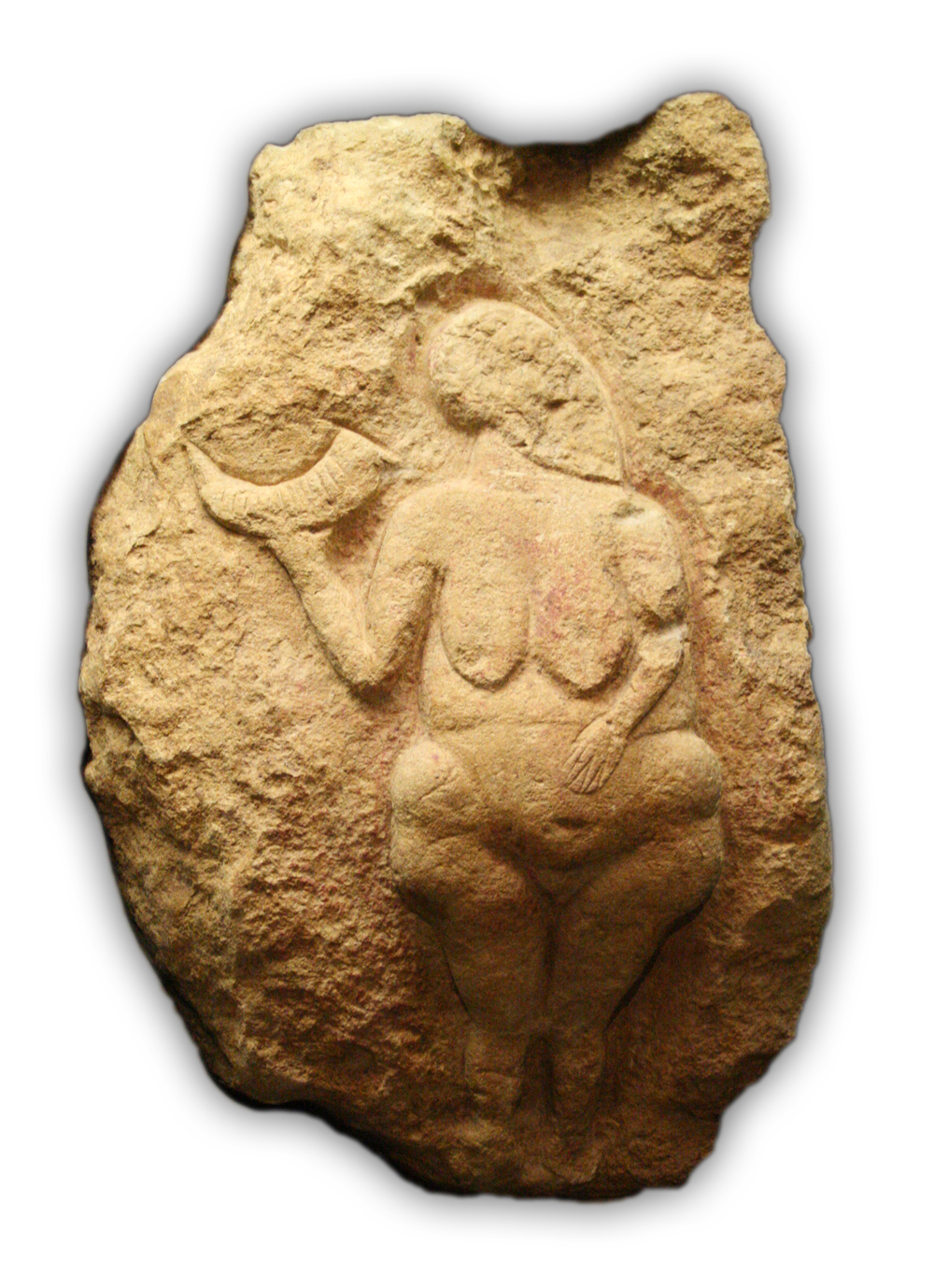
Venus van Laussel

De oudste menselijke resten zijn ongeveer twee miljoen jaar oud: Homo georgicus.
Uit de periode van Homo erectus, tegenwoordig vaak als Homo ergaster ingedeeld, zijn in Europa slechts een klein aantal materiële vondsten en geen skeletvondsten bekend.
Duidelijker wordt het beeld vanaf Homo antecessor en met name bij Homo heidelbergensis, waarvan tot in Noord-Europa meerdere vondsten zijn gedaan.
Vanuit Homo heidelbergensis ontwikkelde zich in Europa de neanderthaler. Schedels en zelfs hele geraamtes hiervan werden in heel Europa ontdekt. Hij maakte hier twee ijstijden door, waarna de anatomisch moderne mens Europa rond 45.000 BP zou bereiken. Deze eerste moderne Europeanen zijn binnengekomen vanuit West-Azië. Deze populatie heeft weinig genetische verwantschap met de huidige Europeanen. Ze werd 37.000 jaar geleden opgevolgd door een bevolking die archeologisch tot het Aurignacien behoort en waarvan het oudste specimen tot nog toe leefde in de Belgische Grotten van Goyet. Deze cultuur werd later verdrongen door nieuwe migratie van een genetisch onderscheiden Gravettienbevolking, maar rond 25.000 jaar geleden doken haar nazaten terug op in Spanje als dragers van een Magdaleniencultuur. Naarmate de ijskappen smolten, verspreidden ze zich vanaf 19.000 BP terug over Europa.
De Neanderthaler en Homo Sapiens kwamen een tijdlang samen voor en verwekten ook gemengde nakomelingen. Alle nu levende mensen hebben 1 tot 4 procent van hun DNA overgehouden aan Neanderthalers die in het verre verleden in de stamboom terug te vinden zijn. Bij de vroegste moderne Europeanen was dit zelfs 3 tot 6 procent, maar door natuurlijke selectie is dit later verminderd.
Een volgende migratiegolf begon rond 12.000 v.Chr. Vanuit het Nabije Oosten kwam een bevolking binnen die onder meer het gen voor blauwe ogen meebracht. Tot dan toe hadden de Europeanen donkere gelaatstrekken en ogen.
In Zuid-Europa brengt de Homo sapiens grotschilderingen aan en maakt beeldhouwwerken, waarvan de Venus van Laussel in de Dordogne het bekendste is.

#### Mesolithicum
Het Mesolithicum (middensteentijd) is de aanduiding voor de cultuurperiode in Noord-Europa die begint na het aflopen van de laatste ijstijd ca. 10.500 v.Chr. en eindigt wanneer een samenleving overschakelt op landbouw en veeteelt en tal van nieuwe technologieën ontwikkelt of overneemt (neolithicum). Jagen, vissen en verzamelen waren de middelen van bestaan van de mensen in Mesolithische culturen, die doorgaans als rondtrekkende jagers-verzamelaars leefden; nederzettingen zijn zeldzaam en meestal tijdelijk. Vondsten uit het Mesolithicum tonen aan dat steenbewerkingstechnieken verfijnder werden en dat magisch-religieuze gebruiken veelvuldiger voorkwamen.
| Mesolithicum in Europa (uitklapbaar) | Mesolithicum in Europa (uitklapbaar) | Mesolithicum in Europa (uitklapbaar) |
| Periode                              | Noordelijk en West-Europa | Zuidelijk en Oost-Europa |
| ------------------------------------ | --- | --- |
| 11.350 v.Chr. IJstijd                | Het Weichselien (de laatste ijstijd) raakt ten einde. In Noordwest-Europa is er geen ijs en sneeuw, maar toendra. De mensen in deze streken van de paleolithische Hamburgcultuur en Magdalénien, jagen op kuddes trekkende rendieren. Zelfs op mammoeten, tot zelfs op de drooggevallen Doggersbank van de Noordzee.                                                                                     | |
| 11.350 – 10.700 v.Chr. Allerød       | Dan volgt een wat warmere periode, Allerød-interstadiaal met bijna de huidige temperaturen. De mensen hier van de laat-Paleolithische Federmessercultuur, Magdalénien, en Ahrensburgcultuur, jagen op rendieren. In Noord-Amerika smelten gletsjers en ontstaan reusachtige glaciale meren. | |
| 10.500 v.Chr. Mesolithicum           | Einde van de ijstijd. | |
| 10.000 v.Chr. Jonge Dryas            | Van ongeveer 10.000 v.Chr. tot 9000 v.Chr. heerst in de noordelijke delen van Europa de zogenaamde Jonge Dryas-stadiaal, waardoor het klimaat in Nederland en België overeenkomt met een poolwoestijn. De Jonge Dryas is een koude periode die het warmer worden van het klimaat aan het einde van de ijstijd tijdelijk onderbreekt. Ahrensburgcultuur in Noord-Duitsland en het zuiden van Scandinavië. | Dit millennium en het volgende zijn een tijd van grote veranderingen in klimaat, geografie en fauna. De zeespiegel begint te stijgen. Hoewel dit zich over een langere periode uitstrekt sterven vele dieren uit, vooral de grotere zoals mammoet, wolharige neushoorn, sabeltandtijger, grondluiaard en het Amerikaanse paard en kameel. |
| 9560 v.Chr.                          | De jonge Dryas hield plotseling op. Binnen een paar decennia werd het veel warmer. | |
| 8000 v.Chr.                          | De Fosna-Hensbackacultuur (ca. 8300-7300 v.Chr.) in Zweden en Noorwegen maakt de overgang van Paleolithicum naar Mesolithicum en wordt opgevolgd door de Nøstvet- en Lihultcultuur. | 8000–7000: Sauveterrien |
| 7500 v.Chr.                          | In Noordwest-Europa ontstaat de mesolithische Maglemosecultuur (7500 – 6000 v.Chr.) | Rond 7500 ontstaat de nederzetting Çatal Hüyük in Anatolië. In Griekenland ontstaat de Sesklocultuur, 7400 – 6200 v.Chr. Vanaf hier loopt de verspreiding van het Neolithicum over heel Europa. |

#### Neolithicum

Europa in het late neolithicum.

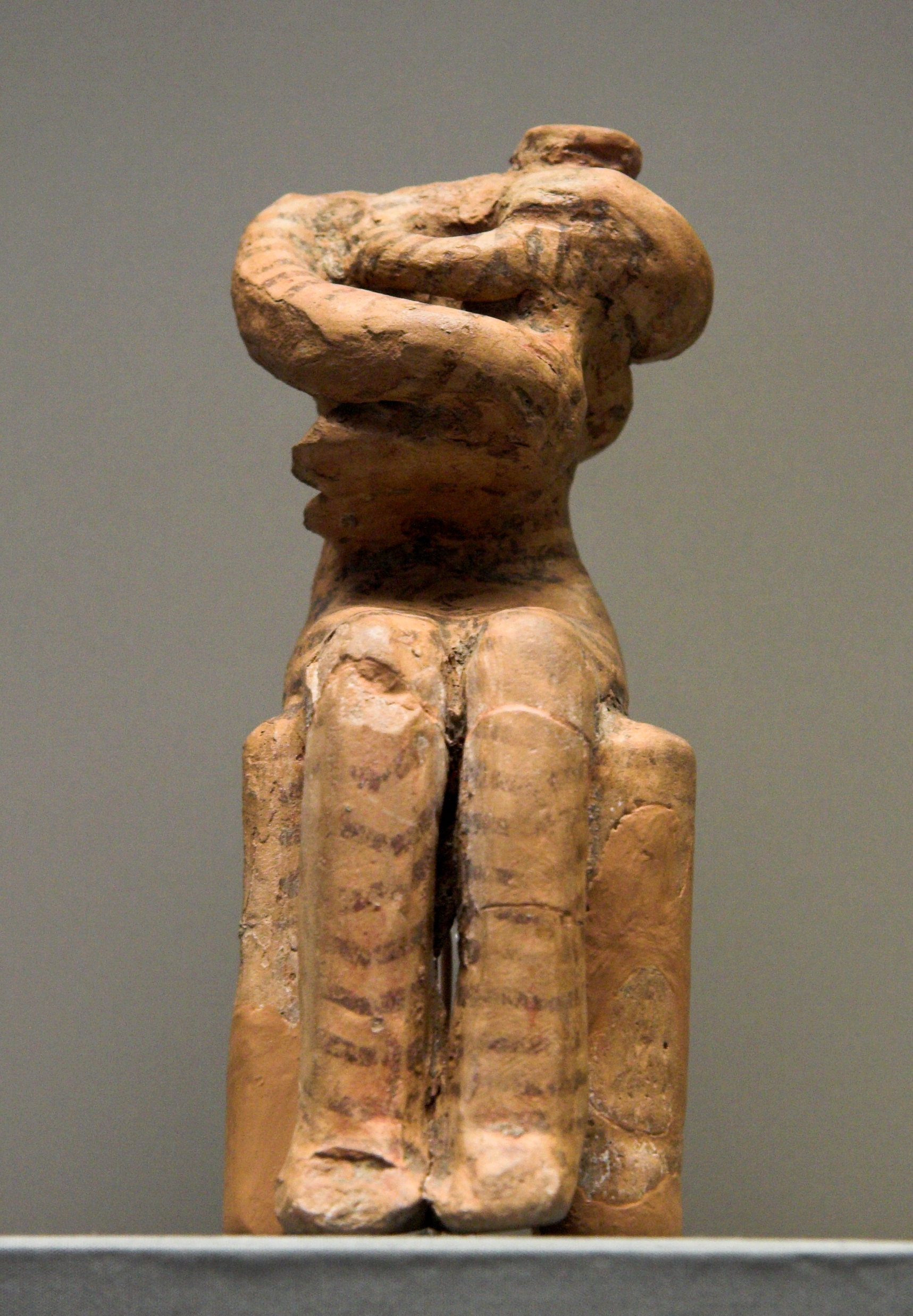
Vrouwelijk figuur met kind van terracotta, Sesklocultuur

In het neolithicum, de nieuwe steentijd, bestonden er in het algemeen matrilineaire, samenlevingsvormen van plaatselijke volksstammen, die soms enige samenhang vertoonden, waardoor er van een "cultuur" sprake kon zijn. Het neolithicum begon in Centraal-Europa al in het 6e millennium v.Chr., terwijl het vanwege de zich terugtrekkende ijstijd pas duizend jaar later in Noord-Europa zou aanbreken.
Na het einde van de ijstijd leefden de mensen in het noorden van Europa nog lange tijd overwegend van jagen en verzamelen. Meer in het zuiden van Europa begon het neolithicum – gekenmerkt door de overgang op landbouw en veeteelt – al vroeg. De eerste vaste huizen die zijn gevonden, bij Sesklo in Griekenland, dateren uit het 7e millennium v.Chr: de Sesklocultuur.
| Neolithicum in Europa (uitklapbaar) | Neolithicum in Europa (uitklapbaar) | Neolithicum in Europa (uitklapbaar) |
| Periode                             | Noordelijk en West-Europa | Zuidelijk en Oost-Europa |
| ----------------------------------- | --- | --- |
| 7500 v.Chr.                         | In Noordwest-Europa ontstaat de mesolithische Maglemosecultuur (7500 – 6000 v.Chr.) | Rond 7500 ontstaat de nederzetting Çatal Hüyük in Anatolië. In Griekenland ontstaat de Sesklocultuur, 7400 – 6200 v.Chr. Vanaf hier loopt de verspreiding van het Neolithicum over heel Europa. |
| 7000 v.Chr. Aardewerk               | | Het varken wordt in Klein–Azië tot huisdier gemaakt. Aardewerk verschijnt nu op vele plaatsen in het Midden–Oosten, het Middellandse Zeegebied, in het westen tot in Spanje en in het zuiden tot in Ethiopië |
| 6500 v.Chr. Verspreiding            | Engeland wordt een eiland. De zeespiegel blijft stijgen en een groot deel van het Noordzeegebied, waaronder het Doggerland, verdwijnt onder de golven. | Het Neolithicum begint zich vanuit de vruchtbare sikkel en Zuid-Anatolië te verspreiden over Europa. Mogelijk wordt deze verspreiding versneld door het onderstromen van de Zwarte Zee. Deze verspreiding reikt tot in de Balkan en het Middellandse Zeegebied, voornamelijk door migratie, maar verder richting Noordwest-Europa, voornamelijk door imitatie (via sociale- en handelscontacten). De nieuwe neolithici hebben de volgende vaardigheden: landbouw en veeteelt, een paar eeuwen later ook pottenbakken. Er zijn twee verspreidingsroutes van het Neolithicum naar Europa. 1. via het Middellandse Zeegebied 2. een route noordwestwaarts via de Balkan. |
| 6200 v.Chr. Landbouw                | | Landbouw bereikt de Balkan, waarschijnlijk vanuit Anatolië. Starčevo-Köröscultuur in Oost-Europa en de Balkan, 6200 – 5600 v.Chr. Hieruit is waarschijnlijk de Bandkeramische cultuur voortgekomen. De oudste landbouwnederzettingen treft men op Sicilië; waarschijnlijk zijn ze van de Balkan afkomstig. |
| 6000 v.Chr.                         | Kongemosecultuur (6000 – 5200 v.Chr.) | Vinčacultuur (6000 – 2500 v.Chr.) in Zuidoost–Europa |
| 5500 v.Chr. Inwijkelingen           | Rond 5500 breekt de landengte tussen Denemarken en Zweden door en wordt het Ancylusmeer de Oostzee. De Bandkeramische cultuur ontstaat in onder andere Zuid-Limburg. en lijkt 'afgekeken' van de neolithici van de Starčevo-Köröscultuur. Inwijkelingen brengen al hun vaardigheden mee: landbouw, veeteelt en pottenbakken. | |
| 5300 v.Chr.                         | De Ertebøllecultuur (ca. 5300 v.Chr. – 3950 v.Chr.) is een voornamelijk Zuid-Scandinavische cultuur van jager-verzamelaars en vissers van het eind van het Mesolithicum en het begin van het Neolithicum. | |
| 5000 – 4500 v.Chr. Godincultus      | | Cycladische, Maltezer en Kretenzische kunst is verwant. Cycladen (eilandenring rond Delos) hebben typisch gestileerde godinnenbeeldjes in ‘nachthemdvorm’ of andere in 'vioolvorm' van ca. 18 cm met lange nek. Mannelijke figuurtjes, die er ook bij aangetroffen worden soms, zijn altijd muzikanten. |
| 4400 v.Chr.                         | | Vinčacultuur (ca. de Balkan): 700 landbouwsites teruggevonden: godinbeeldjes ("stiff-neck godesses") (5e – 4e millennium v.Chr.) altijd rond de 5 cm groot. Soms met gaatjes (gebruik als amuletten?) |
| 4000 v.Chr. - Megalieten            | De neolithische trechterbekercultuur in het zuiden van Scandinavië volgt de Ertebøllecultuur op. | Megalithische tempels van Malta: (4e – 3e millennium v.Chr.) vergelijkbaar met megalithische constructies Frankrijk en Engeland. Hoefijzervormige ‘tempels’ en grotten. Er zijn ook vrouwenbeelden aangetroffen, die soms worden geïnterpreteerd als moedergodin. |
| 3700 – 3000 v.Chr.                  | Een tweede golf van uitbreidingen van het Neolithicum naar Denemarken en Engeland. | |
| 3300 v.Chr.                         | tussen 3350 en 3210 – Ötzi, de ijsman van de Alpen, vindt de dood in wat nu het grensgebied tussen Oostenrijk en Italië is. Hij blijkt een koperen bijl te hebben. | |
| 3200 v.Chr.                         | De neolithische Pitted-warecultuur vangt in het zuiden van Scandinavië aan (tot -2300). Begin van de megalithische cultuur op de Britse eilanden en in Noordwest-Frankrijk. In het oosten van Ierland bouwt men Newgrange.                                                                                                   | In Hongarije wordt het wiel gebruikt. |
| 3000 v.Chr.                         | Uit die tijd is in de Lage Landen een wiel gevonden. Het is onder andere ook uitgevonden in de landen rond de Alpen. | Begin van de Minoïsche beschaving op Kreta. Naast de Minoïsche beschaving ontstaan nog gelijkaardige godinvererende beschavingen in en rond de Egeïsche Zee: op de Cycladen, het vasteland van Griekenland en in Klein-Azië. |

### Bronstijd

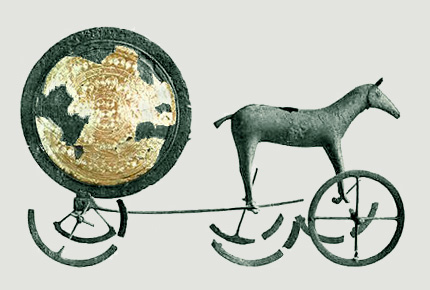
Zonnewagen van brons met bladgoud, Trundholm, ca. 1000-1400 v.Chr., Nationalmuseet, Kopenhagen

Na de steentijd volgde rond 3000 v.Chr. de bronstijd, al begon die niet overal op hetzelfde moment. In Midden-Europa en Anatolië was er tussen de nieuwe steentijd en de bronstijd nog een kopertijd. Brons werd naast vuursteen, dat nog steeds belangrijk bleef, een belangrijk materiaal voor gereedschap en wapens en vooral ook voor siervoorwerpen.
In de Noordelijke Kaukasus ontstond de Majkopcultuur (3700-2500 v.Chr.), die van groot belang was voor de verspreiding van bronstechnologie over Europa.

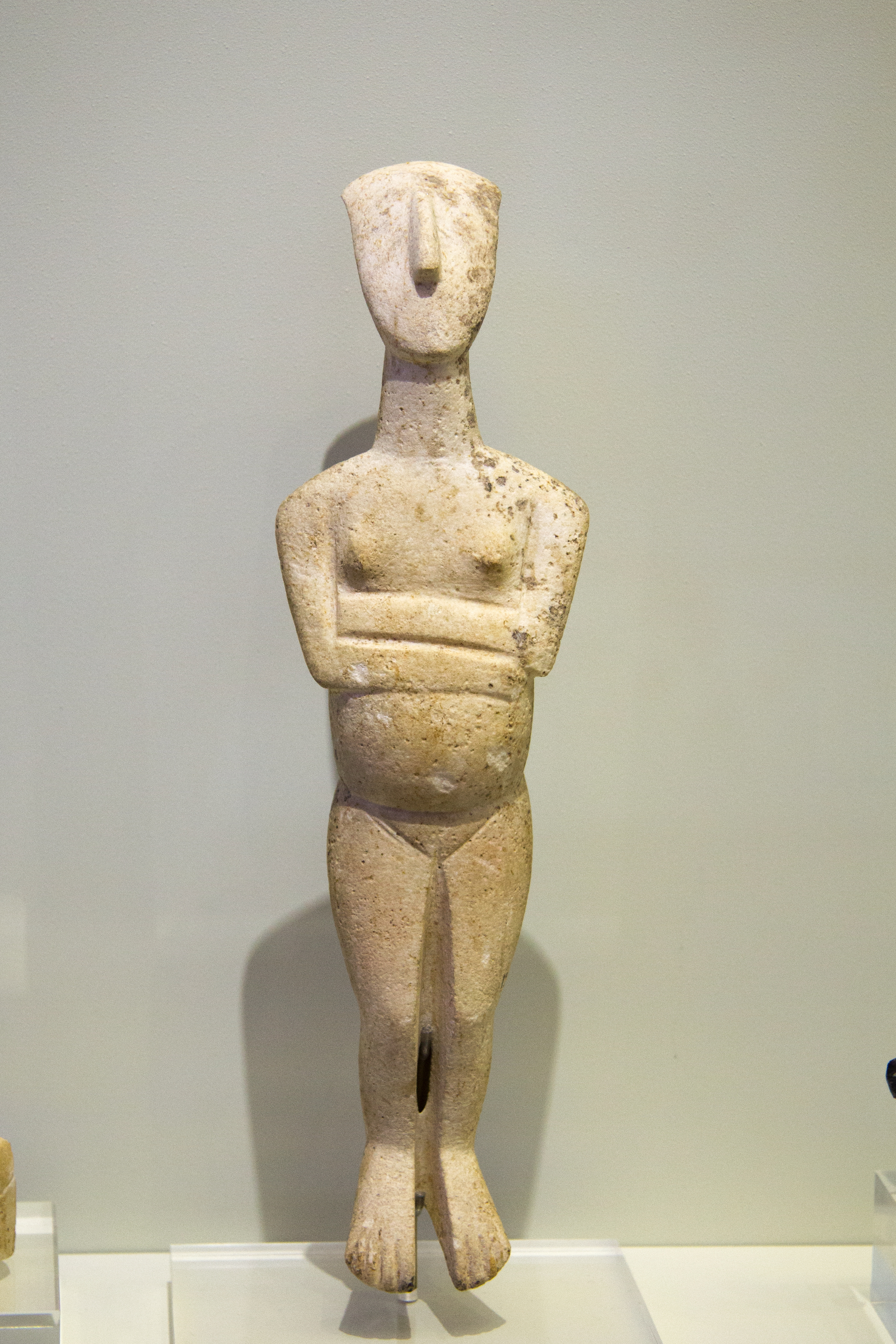
Cycladenidool van een staande zwangere vrouw gevonden op Kreta en nu in het archeologisch museum van Iraklion, 2600–2300 v. Chr.

In de bronstijd zagen de eerste beschavingen het licht. Op de Cycladen kwam de Cycladische beschaving tot bloei. De eerste geletterde beschaving in Europa die we op dit moment kennen is de Minoïsche beschaving op Kreta, die daar ontstond rond 3000 v.Chr. Daar werd het Lineair A ontwikkeld. De sedentaire culturen rond het Middellandse Zeegebied breidden naar alle kanten even snel uit en behielden Kreta als centrum. Het was daar een centrum van intens handelsverkeer over zee met de Cycladen, Anatolië, Mesopotamië, het Oude Egypte en, via het eerste Suezkanaal (dat van oost naar west liep en de Nijl verbond met de Rode Zee) ook met het Verre Oosten via Elam tot de bloeiende Indusbeschaving toe.
Rond 2200 v.Chr. kwamen volgens de koerganhypothese de Indo-Europeanen vanuit hun stamgebied in Oekraïne en Zuid-Rusland Midden-Europa binnen.

#### Myceense beschaving
Na ca. 1900 v.Chr. begonnen enkele Indo-Europese stammen die zich in Griekenland hadden gevestigd, die samen de Achaeërs worden genoemd, een Griekse identiteit te vormen.

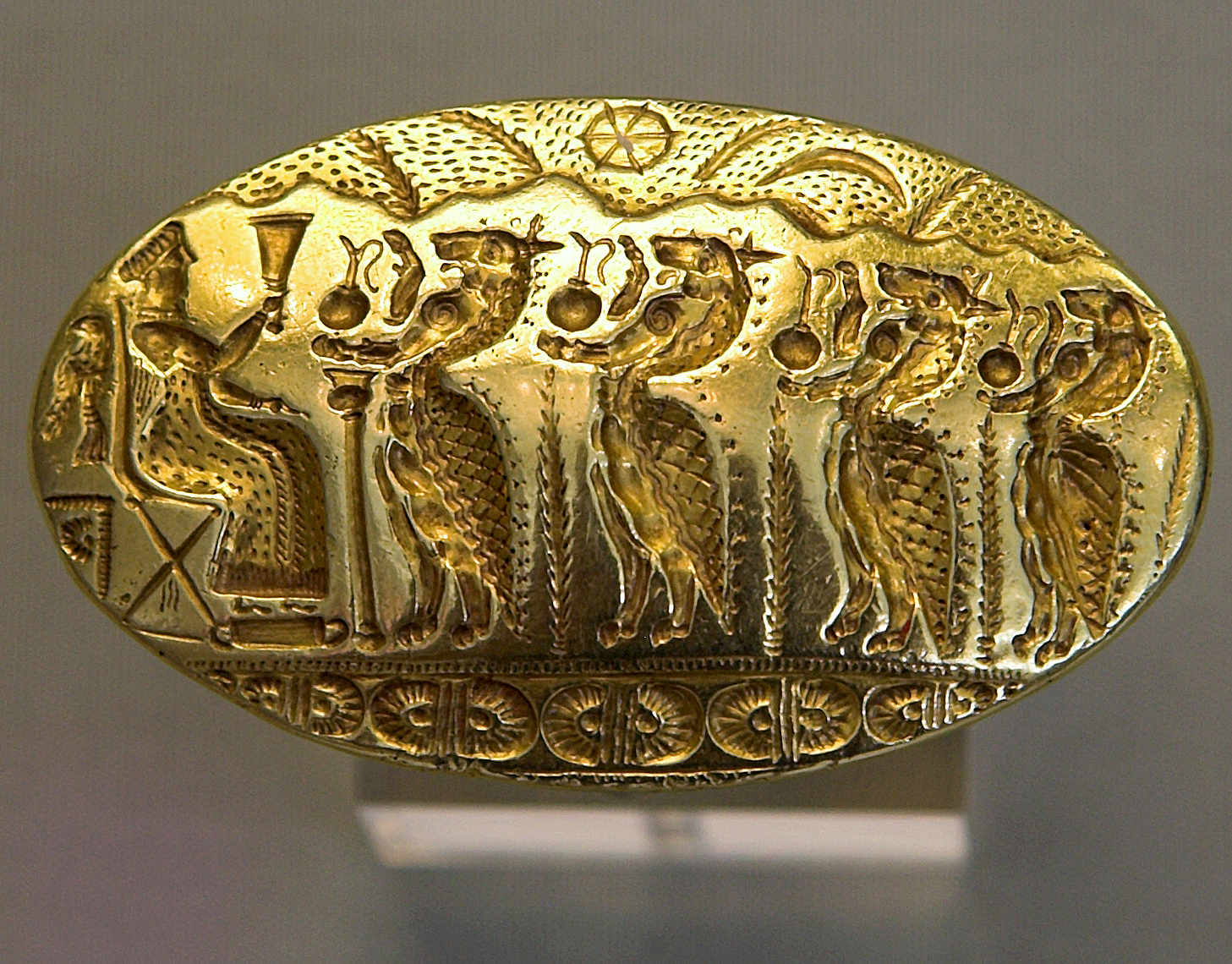
Afbeelding op een gouden ring; een zittende godin met een processie van zeepaarden, Myceense beschaving, Nationaal Archeologisch Museum van Athene

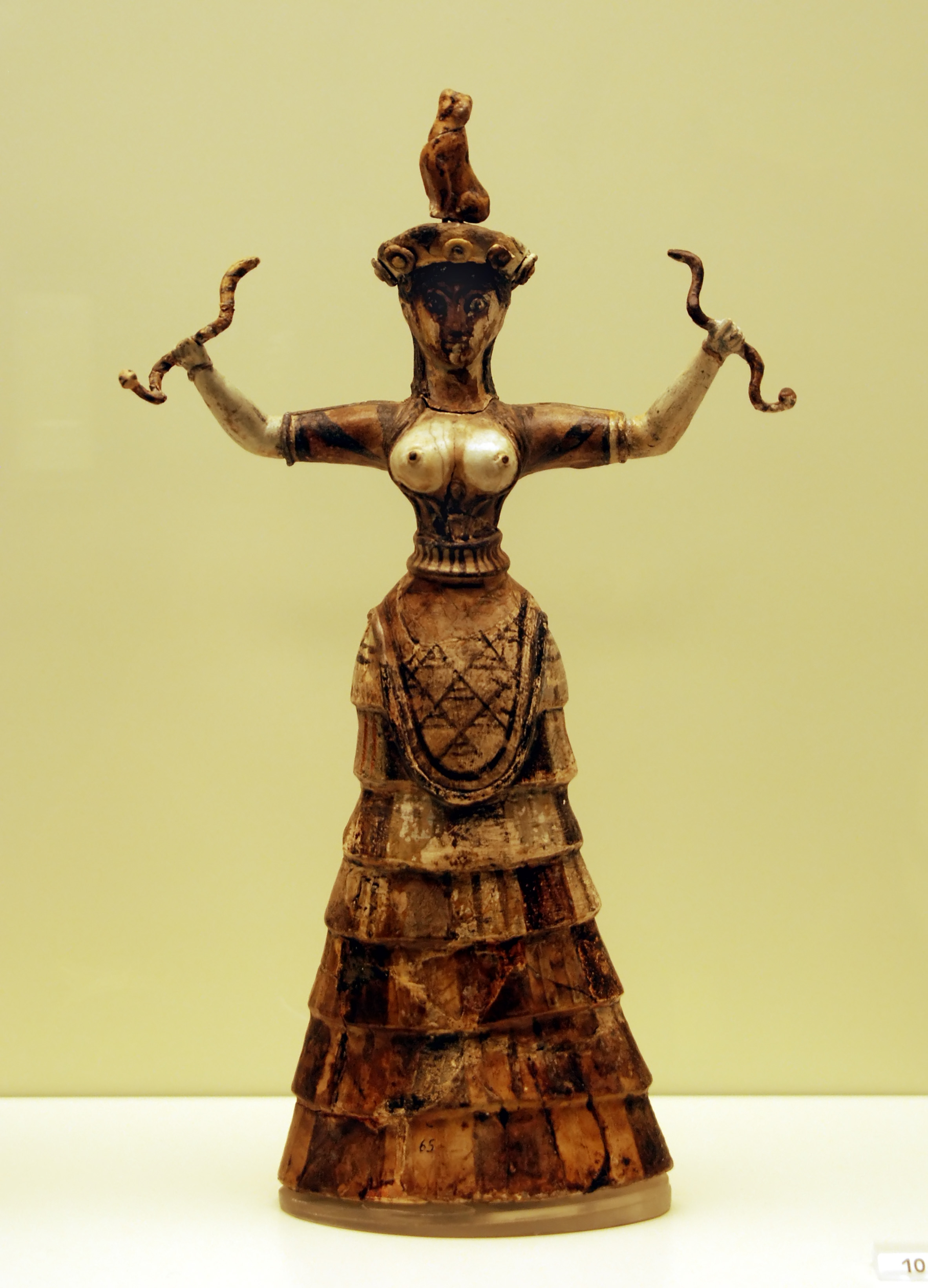
Slangengodin uit het paleis van Knossos op Kreta werpt slangen als bliksemschichten, Minoïsche beschaving, ca. 1600 v.Chr.

Voor 1600 v.Chr. hadden de Achaeërs het schiereiland Peloponessus bereikt en er de Pelasgen de oorspronkelijke voor-Griekse bevolking onderworpen. Voortaan zouden de Achaeërs de Myceners genoemd worden. De Myceners woonden aanvankelijk naast de Minoïsche en Cycladische beschaving en ze zouden veel van de oorspronkelijke bewoners van Griekenland overnemen. De Myceners waren echter een krijgsvolk, ze woonden in burchten, vestingen boven op akropolissen. Hun rijk bestond uit verschillende kantons en sub-kantons met elk een eigen hoofdplaats, en een hiërarchie geleid door een militaire aristocratie.
De Myceners leefden vooral van landbouw, veeteelt en handel, maar ook plunderingen van buurvolken. Zo kwamen zij in conflict met de Minoïsche beschaving. Ze hebben veel op het eiland Kreta geplunderd en waren verantwoordelijk voor de ondergang van deze beschaving, die ergens in de 14e of 15e eeuw v.Chr. plaatsvond, al namen zij er veel van over. De Myceners zouden tegelijk de Cycladische beschaving ten val brengen. Tussen 1400 en 1200 v.Chr. kende het Myceense rijk een periode van expansie en had het door intensief scheepvaartverkeer zijn invloed in het oostelijke deel van de Middellandse Zee en tot in Italië vergroot. In dit hele gebied hadden de Myceners handelscontacten met andere volken; plunderen deden ze daarnaast nog steeds. De Myceners werden tussen 1200 en 1000 v.Chr. door de eveneens Griekse Doriërs onderworpen, waarmee de Griekse klassieke oudheid begon.
De Fenicische en Filistijnse handelaars, ook wel 'Zeevolken' genoemd, betrokken bij de uitwisseling van goederen en cultuurelementen ook Spanje en Portugal, en zelfs het zuiden van Engeland. Ook te land was er vanouds de 'Zijderoute' die zorgde voor uitwisseling van goederen, personen en cultuur met India en verder verwijderde streken in Azië.
| Bronstijd in Europa (uitklapbaar) | Bronstijd in Europa (uitklapbaar) | Bronstijd in Europa (uitklapbaar) |
| Periode                           | Noordelijk en West-Europa | Zuidelijk en Oost-Europa |
| --------------------------------- | --- | --- |
| 3000 v.Chr.                       | Uit die tijd is in de Lage Landen een wiel gevonden. Het is onder andere ook gevonden in de landen rond de Alpen. | Begin van de Minoïsche beschaving op Kreta. Naast de Minoïsche beschaving ontstonden gelijkaardige godinvererende beschavingen in en rond de Egeïsche Zee: op de Cycladen, het vasteland van Griekenland en in Klein-Azië. |
| 2900 – 2500 v.Chr.                | Begin van de touwbeker- of standvoetbekercultuur. De bekers werden gemaakt in een slanke S-vorm. In het zuiden van Engeland begon men te bouwen aan Stonehenge, door het aanleggen van een ringgracht. | De Vroeg-Minoïsche beschaving brak aan en duurde tot 2000 v.Chr. In die periode worden talrijke havensteden gesticht op oostelijk Kreta. Er zijn ronde graven gevonden op Mesara. De Vroeg-Minoïsche beschaving beleefde rond 2200 v.Chr. haar hoogtepunt. |
| 2500 v.Chr.                       | De touwbeker- of standvoetbekercultuur maakte plaats voor de klokbekercultuur. De cultuur kende voornamelijk in het gebied van het latere Nederland een grote bloei. Stonehenge, een megalithisch monument uit de Jonge Steentijd en de Bronstijd, werd in die tijd opgericht. Het bestaat thans nog uit aardwerken rondom een cirkelvormig arrangement van grote staande stenen.                                                    | In Midden-Europa (Tsjechië) kent men de Úněticecultuur. In Griekenland begon de Vroeg-Helladische tijd (tot 1850 v.Chr.). In het Egeïsche gebied ontstonden verschillende culturen. In Griekenland zelf ging het vooral om de Boerencultuur. Het gebied omvatte Argolis, Attica, Boeotië, Korinthe, Phocis en Thracië. |
| 2400 v.Chr.                       | In Europa werd rond deze tijd voor het eerst koper gesmolten en bewerkt. | |
| 2300 v.Chr.                       | | In zuidelijk Europa werd brons bewerkt en werden meer en meer gebruiksvoorwerpen vervaardigd in dit materiaal, ter vervanging van een aantal aardewerken voorwerpen. |
| 2200 v.Chr.                       | | Krijgshaftige nomaden trokken uit de streek van het huidige Zuid-Rusland naar Europa. Ze maakten gebruik van aardewerk. |
| 2000 v.Chr.                       | In Nederland zijn vondsten gedaan van nederzettingen, ook koperen voorwerpen, waaruit af te leiden valt dat hier "handelaars" waren, mogelijk uit zuidelijk Europa. Aan de streken langs de kust vestigden zich mensen, die leefden van de visvangst, en ook landbouw raakt meer en meer verspreid. In Zuid-Engeland beleefde de Wessexcultuur haar hoogtijdagen en er werd brons bewerkt. Rond deze tijd werd Stonehenge afgewerkt. | Midden-Minoïsche beschaving. Op Kreta verschenen de eerste paleizen, zoals die van Knossos, Malia en Phaistos. Ze getuigen nog steeds van de bloei van de Minoïsche beschaving. De Kretenzers dreven handel met het Griekse vasteland, maar ook met havensteden in Syrië en Egypte. Ze voerden het beeldschrift in, met als voorbeeld Egypte. |
| 1900 v.Chr. De ploeg              | ca. 1950 – Rond deze tijd deed de ploeg haar intrede in West-Europa. Met deze eenvoudige ploeg kon men al voren trekken in lichte grond. In de Lage Landen begon het Bronstijdperk. Steeds vaker komen er koperen en bronzen voorwerpen voor in deze periode. Er trokken handelaren met metalen voorwerpen rond in de Lage Landen. De doden werden begraven in grafheuvels (Drenthe).                                                | Op Kreta ontstond een meer gestileerd schrift (Minoïsch Lineair B), gebaseerd op lettergrepen. |
| 1800 v.Chr.                       | In Scandinavië werd toen ook met brons gewerkt, dat werd ingevoerd in ruil voor barnsteen en dierenhuiden. Ook in Engeland werd brons als basismateriaal gebruikt voor onder andere wapens. | Ook op het Iberisch Schiereiland werd brons als basismateriaal gebruikt voor onder andere wapens. Indo-Europese stammen, Ioniërs en Eoliërs trokken de Griekse gebieden binnen. (De verschillende culturen zouden later versmelten in de Laat-Helladische cultuur rond 1100 v.Chr.) |
| 1750 – 1700 v.Chr.                | | Uit deze periode stammen de kleitabletten met daarop teksten in het nog onontcijferde schrift lineair A Op Kreta worden de Minoïsche paleizen van o.a Knossos en Phaistos door een hevige aardbeving verwoest. Een nieuwe generatie paleizen ontstond. Knossos werd hersteld en is tegenwoordig het meest bekende. Het centrale bestuur werd hier gevestigd. |
| 1700 – 1600 v.Chr. Vulkanen       | | ca. 1650 – Ontstaan van de steden in het zuiden van Griekenland: het begin van de Myceense cultuur. ca. 1630 – Op het Griekse eiland Thera in de Middellandse Zee, barstte een vulkaan uit. Kreta ondervond grote schade, ook van de asregen als gevolg van de uitbarsting. Een tsunami van 28 meter hoog vernielde het paleis van Knossos en de havens, inclusief de vloot. |
| 1600 v.Chr.                       | | Rond deze periode begon de Laat-Helladische of Myceense tijd. Kleine koninkrijkjes ontstonden in het zuiden van Griekenland. Adellijke heersers verbleven op hun versterkte burchten en werden verdedigd door strijders die gebruikmaakten van strijdwagens. Indo-Europese volkeren vestigden zich op de Peloponnesos en stichtten belangrijke plaatsen in Mycene en Tiryns. Deze volkeren ontwikkelden zich tot de belangrijke Myceense beschaving. ca. 1570 – De Myceense Kretenzers heersten op zee en dreven een levendige ruilhandel met het Egyptische Middenrijk. |
| 1500 v.Chr. Myceense beschaving   | 1479 – 1470 v.Chr. – In Barger-Oosterveld wordt het Tempeltje van Barger-Oosterveld gebouwd. | ca. 1450 v.Chr. – De paleizen op Kreta werden voor de tweede keer verwoest. De Myceners bonden de strijd aan met Kreta. Het paleis van Knossos werd vernietigd. De Myceners dreven handel in het westelijke en het oostelijke deel van de Middellandse Zee. Het lineair Myceense schrift, gebaseerd op het Kretenzische schrift werd ontwikkeld. 1425 v.Chr. – Het paleis van Knossos werd verwoest door een hevige brand, als gevolg van een mislukte opstand tegen de Myceners.                                                                                        |
| 1400 v.Chr.                       | | 1350 v.Chr. – In Hongarije worden de stoffelijke resten bij een begrafenis (na crematie) in urnen bewaard. 1390 v.Chr. – De Dionysoscultus verspreidde zich met veel geweld over Griekenland. |
| 1300 v.Chr.                       | In Nederland werd een juweel gevonden, "het halssnoer van Exloo", daterend uit dit millennium. | 1208 v.Chr. – Koning Agamemnon keerde terug naar Mycene en wordt vermoord door zijn vrouw Clytaemnestra. 1201 v.Chr. – Koning Orestes (1201 – 1150 v.Chr.) besteeg de Myceense troon. Clytaemnestra en haar minnaar Aegisthus werden uit wraak gedood door Orestes. |
| 1200 v.Chr.                       | | In Athene werd een citadel gebouwd: de Acropolis. De Feniciërs stichtten handelssteden langs de Middellandse Zee. 1198 v.Chr. – Odysseus keerde tien jaar na de Trojaanse Oorlog terug in Ithaca. 1189 v.Chr. – Langs de kust van de Middellandse Zee werden steden platgebrand, de zogenoemde Brandcatastrofe. |

### IJzertijd
Na de bronstijd volgde de ijzertijd. Deze begon in Europa niet overal op hetzelfde moment. In West-Europa was dat pas rond de 8e eeuw v.Chr., in Zuid-Europa was dat al 400 jaar eerder. De uitvinding van de ijzerbewerking wordt wel toegeschreven aan de Doriërs, maar was al eerder ontwikkeld in Anatolië en Noord-Syrië.
Wat het gebruik van ijzer lange tijd bemoeilijkte, is dat het in tegenstelling tot koper weinig als zuiver metaal, dus in gedegen vorm voorkomt. Oorspronkelijk kende men alleen het gebruik van het zeldzame meteoritisch ijzer, en het smeltpunt van ijzer ligt aanzienlijk hoger dan dat van koper. Het duurde lang voordat men leerde het ijzer uit zijn erts vrij te maken. Daarna verdrong dit metaal al snel het gebruik van brons, omdat het op veel meer plaatsen kon worden gevonden dan koper. Bovendien is het sterker en harder dan koper, wat vooral voor de wapenfabricage een voordeel is. De gevestigde machtsgroepen, die tot dan het gebruik van koper en tin hadden beheerst, kregen steeds meer concurrentie van min of meer losse groeperingen en benden, die vaak als huurlingen voor nieuwe leiders optraden. De oude aristocratische orde verloor hierdoor steeds meer macht.

## Klassieke oudheid

### Archaïsche periode

#### Archaïsch Griekenland

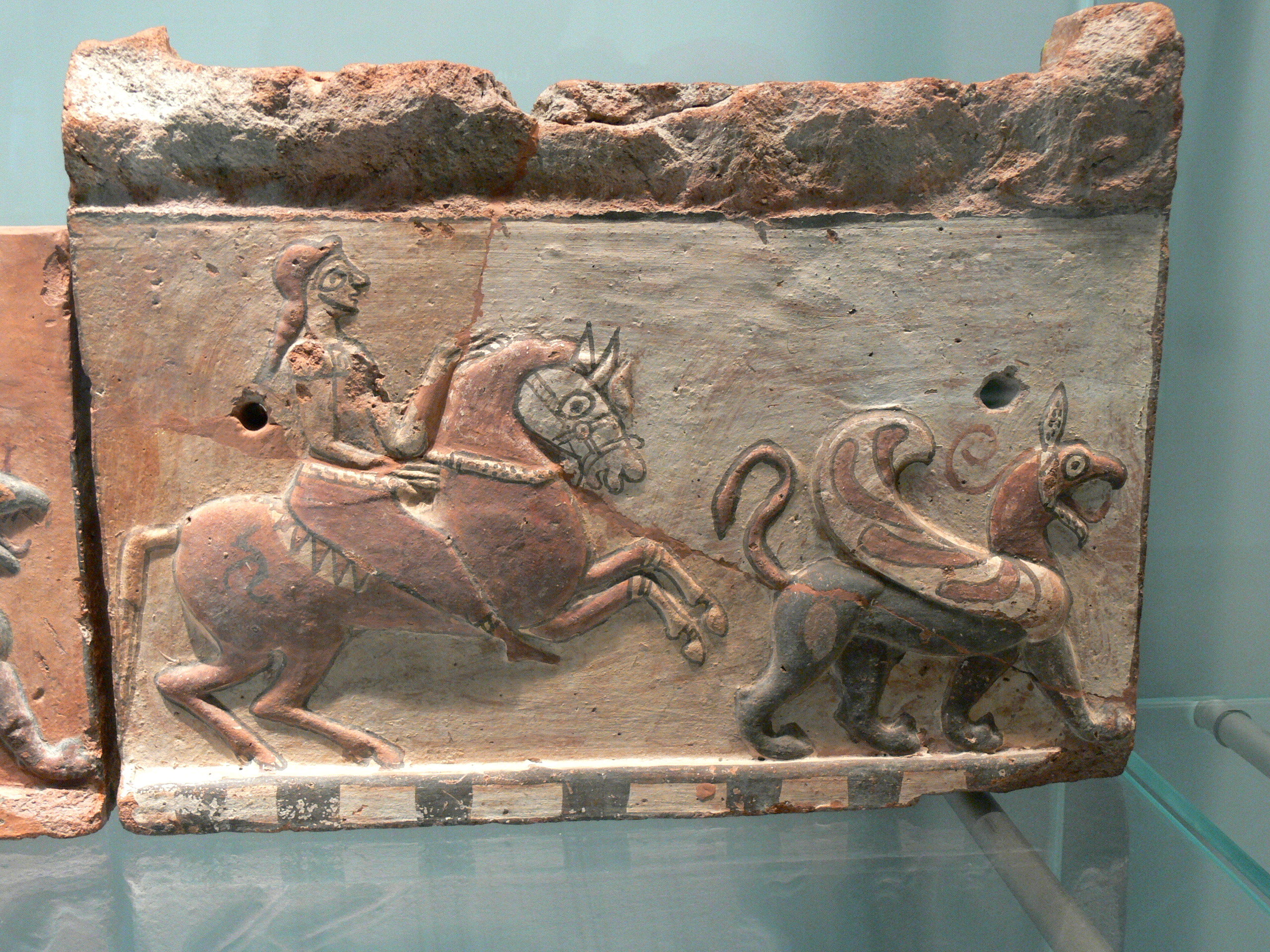
Reliëf uit de archaïsche periode; ruiter en griffioen

De Doriërs drongen met hun ijzeren wapens door naar Peloponnesos. Pas in 900 v.Chr., was de techniek van het ijzer smeden overal in Griekenland goed bekend en benaderden ijzeren voorwerpen de kwaliteit die bronzen voorwerpen 300 jaar eerder kenmerkten. De Duistere eeuwen, werden rond 800 v.Chr. gevolgd door de archaïsche periode, waarin de meest typische staatsvorm van Hellas zich ontwikkelde: de polis.
In verscheidene stadstaatjes namen tirannen de macht in handen. Vaak stonden ze aan de kant van het gewone volk tegenover de aristocratie en bereidden ze een democratische regeringsvorm voor. Er groeide een rivaliteit tussen de zeemogendheid Athene, die de Delisch-Attische Bond voorzat en overheerste, en de landmogendheid Sparta, die op haar beurt de Peloponnesische Bond voorzat en overheerste. Het is waarschijnlijk dat er in de Archaïsche periode een bevolkingsgroei heeft plaatsgevonden. Er werd nieuwe landbouwgrond ontgonnen en er kwam een grote variëteit aan gewassen, waardoor vee steeds minder belangrijk werd. Ook waagden de Grieken zich in navolging van de Feniciërs steeds meer op zee om in hun levensonderhoud te voorzien. De dorpen groeiden uit tot steden. De meeste stadsbewoners waren boeren, die hun land buiten de stad hadden liggen.
Van de 8e eeuw tot de 6e eeuw begonnen de Grieken de kusten van de Middellandse Zee en de Zwarte Zee te koloniseren. Het was een uitlaatklep voor de bevolkingsgroei en de oplossing voor interne conflicten binnen de stedelijke elites. Het schiep de mogelijkheid voor een bedreigde groep om een nieuw bestaan op te bouwen. Ook bevorderde het de Griekse handel, scheepvaart, kennis van de geografie en ruimdenkendheid. Het woord kolonisatie is in dit verband misleidend. De Griekse kolonie was geen wingewest, maar een nieuwe onafhankelijke polis.
De Grieken ontwikkelden de filosofie en dan vooral de natuurfilosofie. Er werd nagedacht over hoe de natuur in elkaar steekt en er werden veelal natuurfilosofische discussies gehouden. Er werden weinig experimenten uitgevoerd om te controleren of beweringen op waarheid berustten, in tegenstelling tot later in de West-Europese ontwikkeling van de wetenschap, het experimenteel testen van hypotheses standaard zou worden. Aan deze aversie tegen het praktische en empirische werk lagen wellicht ten grondslag dat de Grieken die konden lezen en schrijven sowieso weinig ophadden met handwerk, aangezien dat werd geassocieerd met slavenwerk. Verder bestond het idee dat de natuur een evenwicht was, en dat bevindingen die je deed wanneer je de natuur uit haar evenwicht bracht, niet noodzakelijkerwijs ook zouden gelden wanneer de natuur in evenwicht zou zijn gebleven. Als grondleggers van de Griekse filosofie worden de Zeven Wijzen genoemd, al is het niet precies duidelijk wie er tot de Zeven Wijzen behoorden.
Het begin van de Europese literatuur wordt gemarkeerd door de epische dichtwerken Ilias en Odyssee, vermoedelijk in de 8e eeuw v.Chr. geschreven door Homerus aan de oostkust van Klein-Azië.

#### Etrusken

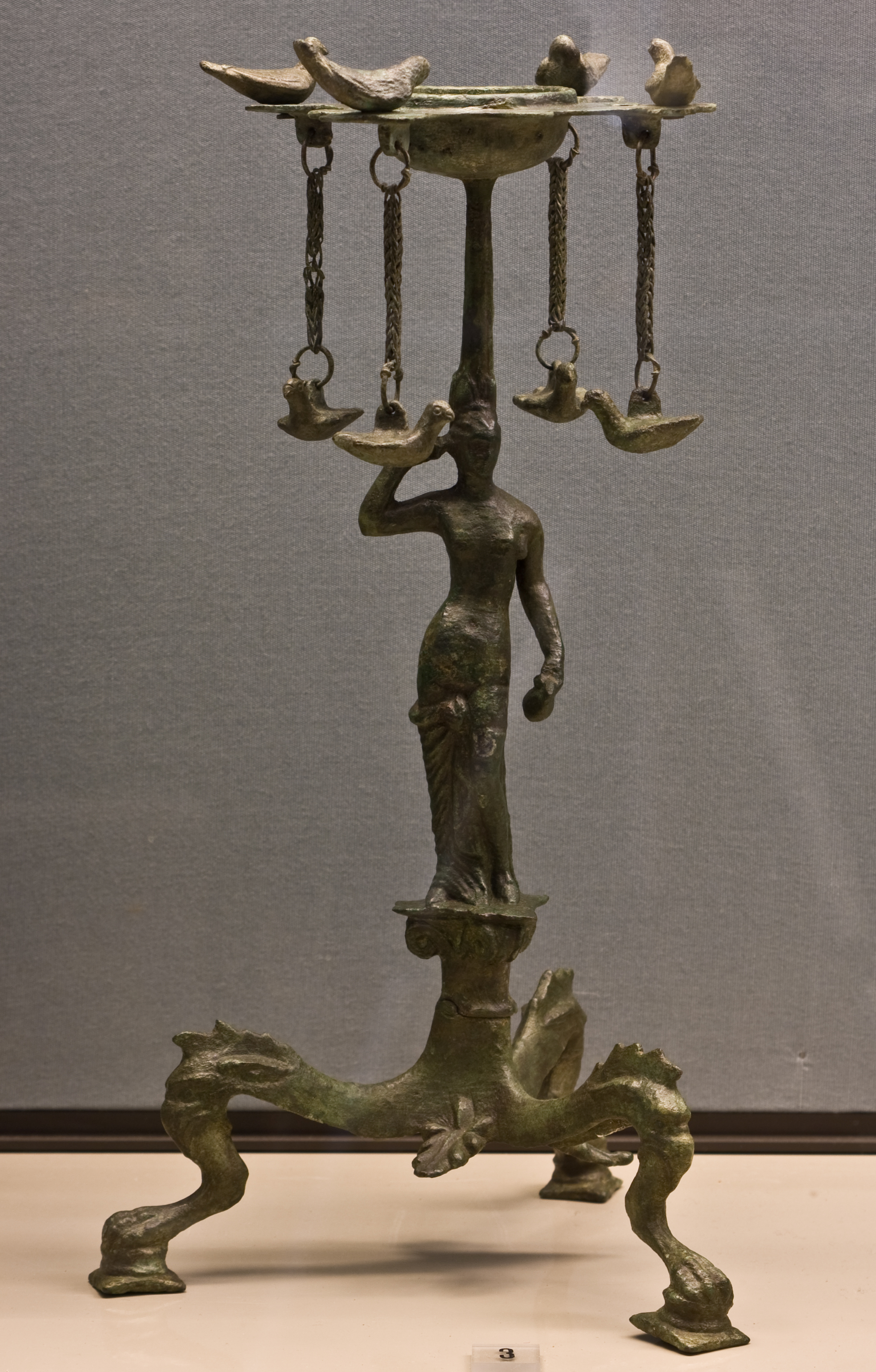
Vier duifjes vliegen rond het hoofd van de halfnaakte liefdesgodin Turan (vergelijkbaar met Aphrodite). Op de rand van het wierookbekken staat een korte inscriptie die aangeeft dat het voorwerp voor het graf van een vrouw met de naam Ramthu Tepia bestemd was, ca. 550-450 v. Chr.

Van 9e eeuw tot ca. 650 v.Chr. bloeide in Italië de Villanovacultuur, een cultuur die zeer verwant is met de Hallstattcultuur. De rijkdom van de Villanovacultuur berustte op de rijke koper- en ijzerertsen van Toscane. De ijzerindustrie produceerde wapens en werktuigen, de bronsindustrie verlegde het accent naar vaatwerk, helmen en sieraden. Deze rijkdom legde de basis voor de Etruskische beschaving. Dit was een beschaving die al in 850 v.Chr. ontstond, maar de Villanovacultuur pas in 650 v.Chr. compleet zou verdringen.
De Etrusken vormden een bevolkingsgroep die het gebied tussen de rivieren de Arno en de Tiber in Italië bewoonde. Rond 850 v.Chr. vestigden Griekse kolonisten zich in Campanië. Ze kwamen in contact met de Etrusken omdat die de ijzermijnen op Elba bezaten. Gestimuleerd door de Grieken ontwikkelden de Etrusken zich tot een hoogstaande cultuur. Dit kon ook door de al genoemde rijkdommen van de Villanovacultuur. De Etrusken zijn groot geworden door hun zeehandel, maar waren ook beruchte zeerovers. Ze handelden voornamelijk in keramiek, wijn en ijzer.
In de 7e eeuw v.Chr. bouwden zij op hun beurt hun zeemacht uit en stichtten verschillende havensteden. De 6e eeuw v.Chr. was hun belangrijkste periode: zij breidden hun "rijk" uit, in noordelijke richting tot aan de voet van de Alpen, en in het zuiden tot Campanië. Op zee bereikten zij de oostkust van Corsica, en zij sloten met de Carthagers een bondgenootschap tegen de Grieken van Magna Graecia. De stad Rome werd misschien niet door hen "gesticht", maar alleszins toch beheerst (de eerste Romeinse koningen waren Etrusken) en zij begonnen met de urbanisatie van Rome.
Toch konden zij in Italië géén eenheid bewerken: de Etruskische steden vormden een zeer losse federatie zonder een sterke leider. Tegen het einde van de 6e eeuw v.Chr. begon hun machtspositie af te takelen. Eerst leden zij in 474 v.Chr. een nederlaag tegen de Grieken onder Hiëro I van Syracuse. Zij verloren langzaam hun greep op Campanië en Latium, en de Tarquinii werden uit Rome verjaagd. Pas rond 400 kwam het einde nader: hun machtige stad Veii werd in 396 v.Chr. door de Romeinen veroverd. Kort daarop kregen zij de genadeslag door de invallende Galliërs, zoals de Romeinen de Kelten noemden, in 390 v.Chr. De Romeinen veroverden toen, na de uitdrijving van de Galliërs, langzaam maar zeker het territorium dat eens aan de Etrusken had toebehoord.
In 256 v.Chr. capituleerde de laatste stadstaat Volsinii en in 90 v.Chr. kregen de Etrusken het Romeinse burgerrecht, waardoor zij definitief in het Romeinse Rijk werden geïntegreerd en hun identiteit als volk langzaam verloren ging.

#### Rome
Rome werd vanaf de 8e eeuw geregeerd door koningen, maar na het schrikbewind van Lucius Tarquinius Superbus werd rond 500 v.Chr. de Romeinse republiek uitgeroepen. Het was toen nog niet veel meer dan een stadstaat. Nadat de Romeinen eerst de omliggende steden hadden veroverd, versloegen ze de in de 4e eeuw v.Chr. de Etrusken ten noorden van Rome en in de 3e eeuw v.Chr. de Samnieten en de Griekse koloniën in het zuiden. Zij kregen uiteindelijk het gehele Italiaanse schiereiland onder controle, door onderlinge verdeeldheid van hun tegenstanders uit te buiten en aantrekkelijke voorwaarden te bieden als zij bondgenoot wilden worden.

### Klassieke periode

#### Griekenland
De belangrijkste stadstaten waren Sparta, Athene, Korinthe, Thebe en Syracuse op Sicilië. Deze hadden sterk van elkaar verschillende politieke structuren. Zo had Athene, de belangrijkste polis, al een door Clisthenes bedachte directe democratie, waarbij het stemrecht echter voorbehouden was aan vrije mannen. Vrouwen bezaten er geen politieke rechten. In die democratie stemde men vooral volgens het eigen belang, iets waar Socrates verandering in probeerde te brengen.
Het oude Griekenland heeft grote namen voortgebracht, zoals de wetenschappers Eratosthenes, Archimedes, Aristarchus van Samothrace, Aristarchus van Samos en Euclides, filosofische scholen als die van de Epicuriërs, de Stoïcijnen en het neoplatonisme, en de grote en belangrijke bibliotheken van Alexandrië en Pergamum. Grote veranderingen vonden plaats in de literatuur, zoals in de poëzie, romanverhalen, reisverhalen en avonturenverhalen.

#### Kelten

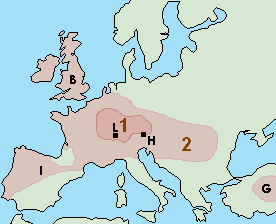
Verspreiding van de Kelten over Europa
1: Oorsprongsgebied ten noorden van de Alpen
L: La Tène
H: Hallstatt
2: Grootste verspreiding in ongeveer 400 v.Chr.
B: Britse eilanden
G: Galatië in Klein-Azië
I: Iberisch Schiereiland

Tegen 800 v.Chr. ontstond de Hallstattcultuur in het oosten van de Alpen, wat het begin zou zijn van de Keltische beschaving, een cultuur met veel gemeenschappelijke elementen. De Kelten maakten gebruik van prehistorische bouwwerken (nemetonen) en heilige bomen om er hun feestelijkheden te houden en hun religie te bedrijven.

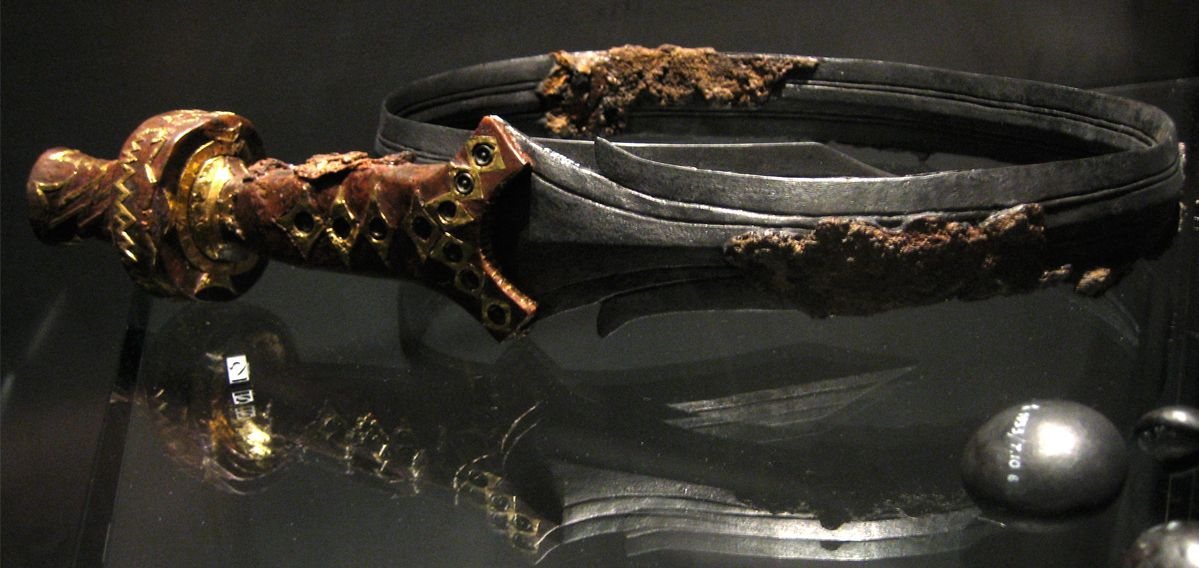
Het kromgesmeed ijzeren zwaard uit het Vorstengraf (Oss) in het Rijksmuseum van Oudheden, Leiden

De Keltische cultuur breidde zich uit over West-Europa en onderhield aanvankelijk goede handelsbetrekkingen met het oude Griekenland. Rond 500 v.Chr. was de verspreiding op haar hoogtepunt. Vanaf dat moment spreekt men van de La Tène-periode. Waarschijnlijk gingen de niet-Indo-Europese volkeren die ze tegenkwamen na verloop van een paar generaties in de Kelten op. Zij onderhielden aanvankelijk ook goede contacten met de Etrusken, met wie ze handel dreven via de Griekse kolonie aan de Gallische zuidkust Massilia.

#### Germanen

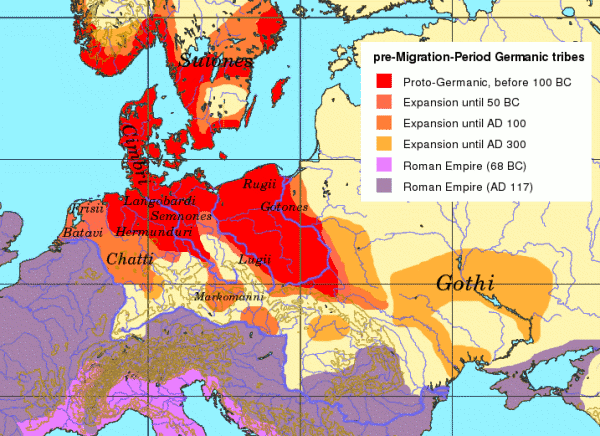
Germaanse stammen voor de volksverhuizingstijd.

In de 6e eeuw v.Chr. leefden in Scandinavië en rond de Oostzee de Germanen. Hier verdreven ze wellicht de eerder gearriveerde Saami, Kelten en Baltische stammen, maar waarschijnlijker is dat ze zich er gedeeltelijk mee vermengden. Dat de Germanen toen nog niet erg talrijk waren lijkt te kunnen worden afgeleid van de veronderstelling dat een aanzienlijk aantal woorden in de Germaanse 'oertaal' overgenomen is van de vroegere niet-Indo-Europese bevolking van rond de Oostzee (zie Germaanse-substraathypothese).

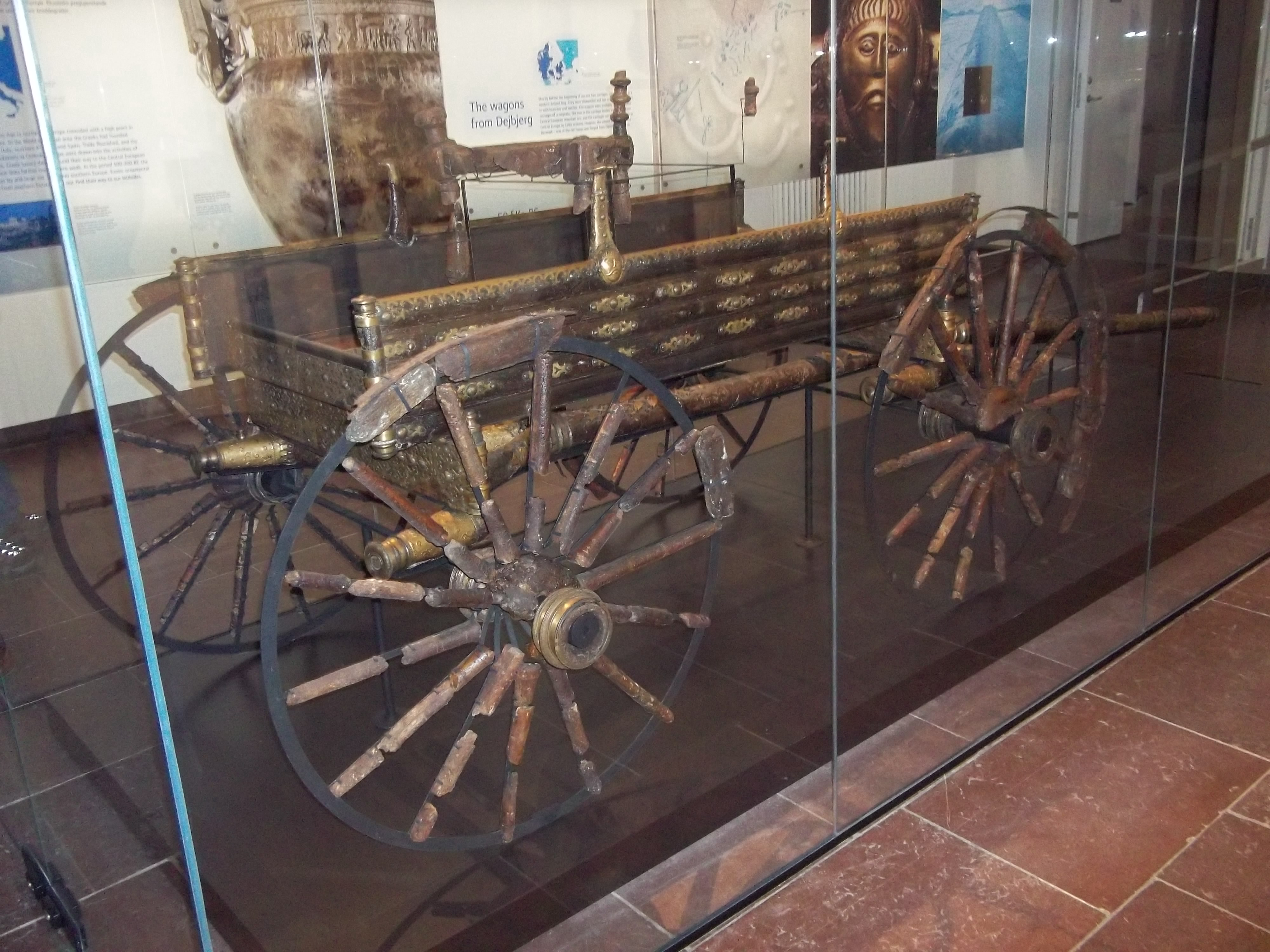
De Dejbjerg wagen, Nationalmuseet

Hun overwicht bestond eerder uit betere wapens, zoals de strijdwagen, dan uit grotere aantallen krijgers. Na verloop van eeuwen ontstond er in deze streken toch een zekere overbevolking en velen van hen migreerden steeds verder naar het zuiden (het huidige Duitsland), om zich van daaruit geleidelijk naar het oosten, zuiden en het westen te verspreiden. Er ontstonden op die manier vele verschillende volksstammen, die op verschillende tijdstippen en plaatsen met andere namen werden aangeduid zoals de Friezen, Toxandriërs, Chatten en Cananefaten.
Leven en cultuur van al deze volken verschilden onderling niet zo veel, zeker niet in de tijd dat de Romeinen een groot deel van Europa veroverden. In hoofdzaak leefden zij in agrarische nederzettingen niet groter dan kleine dorpen. De westelijke volksstammen bestonden voornamelijk uit landbouwers, de oostelijke voornamelijk uit schaapherders en veehoeders (nomaden). De Germanen waren erg gesteld op hun onafhankelijkheid en hadden geen sterke stamverbanden. De Germanen waren waarschijnlijk constant in kleine, weinig serieuze oorlogjes betrokken. Het schrift was dat van de runen. Echt veel werd er door de Germanen niet opgeschreven, en er was geen uitgebreide literatuur. Wel hadden de Germanen waarschijnlijk een rijke orale cultuur, waarin voorgedragen poëzie een belangrijke rol speelde, zoals die nog deels tot ons is gekomen in de Germaanse mythologie. Over de godsdiensten die de Kelten en Germanen aanhingen is echter weinig bekend. De Romeinse beschrijvingen zijn oppervlakkig en gekleurd en het is onwaarschijnlijk dat de Germaanse mythologie van die tijd, rond het begin van de westerse jaartelling, nog sterk overeenkwam met de Noordse en Germaanse mythologie zoals die in de 13e eeuw door Snorri Sturluson in Proza-Edda beschreven werd.
Bij dit alles moet worden opgemerkt dat het onderscheid tussen Kelten en Germanen niet goed duidelijk is. De benamingen werden gegeven door de oude Grieken en Romeinen en worden tegenwoordig vooral als taalkundig begrippen beschouwd, die onafhankelijke volken beschrijven zonder gezamenlijke identiteit.

### Van Peloponnesische tot Punische oorlogen
De overwinning op de Perzen voorkwam de verovering van het Griekse schiereiland. De coalitie van Griekse stadstaten die hiervoor nodig was, viel echter snel weer uit elkaar en onderlinge rivaliteit leidde tot de Peloponnesische Oorlog, die pas in 404 v.Chr. afgelopen was. Na de Peloponnesische Oorlog kregen we eerst de Spartaanse hegemonie en dan de Thebaanse hegemonie.
In de 4e en 3e eeuw v.Chr. bezetten de Kelten Noord-Italië en bedreigden de toen nog kleine Romeinse Republiek. Een Keltische stam onder leiding van Brennus bezette in 387 v.Chr. de stad Rome en was slechts bereid te vertrekken nadat de Romeinen een grote afkoopsom aan hem betaald hadden. Na de pijnlijke nederlaag tegen de Kelten reorganiseerde Rome zijn militair apparaat en stoomde zich klaar voor een 460 jaar durende expansie, beginnende met de Samnitische oorlogen. In 275 v.Chr. hadden de Romeinen het volledig Apennijns Schiereiland veroverd.

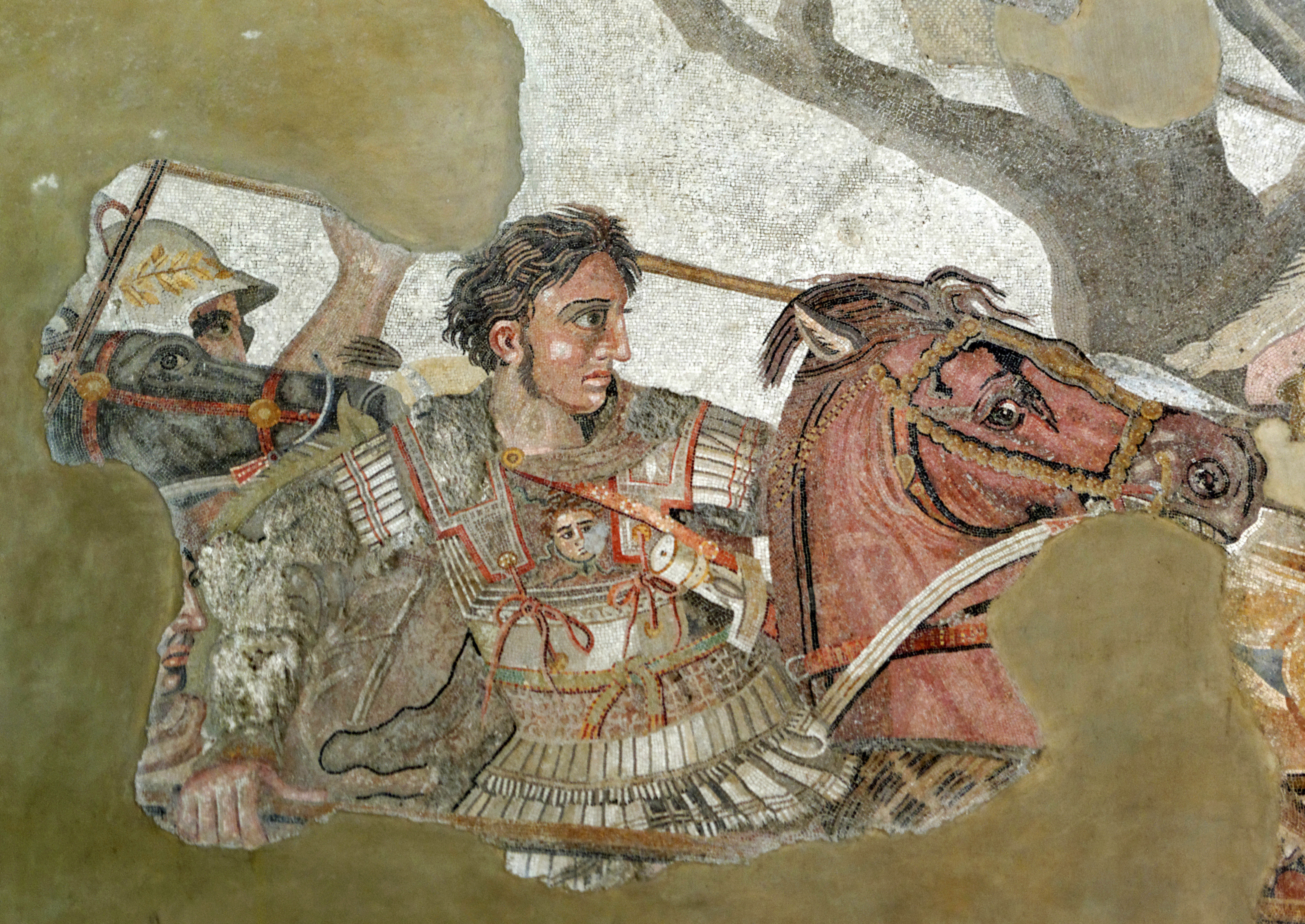
Alexander de Grote

Het eerste georganiseerde rijk in Europa was het Macedonische Rijk, dat in de 4e eeuw v.Chr. opkwam onder koning Philippus II van Macedonië, die de meeste tot dan toe onafhankelijke Griekse stadstaten onderwierp. De zoon Philippus II van Macedonië, Alexander de Grote startte een veroveringsoorlog tegen de Perzen, bedoeld als een vergelding voor de Perzische oorlogen, en bracht met zijn militair genie inderdaad het Perzische rijk ten val. Hij bereikte zelfs de Indus, waar weer een heel andere beschaving dan de Perzische opdoemde: India. Vanuit Grieks gezichtspunt was dat de grens van de bekende wereld. Zijn mannen weigerden verder op te marcheren. Niettemin werd de Griekse cultuur over een groot gebied verspreid. De op Alexanders veroveringen volgende periode wordt aangeduid met Hellenisme. Na Alexanders dood (323 v.Chr.) viel zijn rijk uiteen in elkaar bestrijdende rijken. Deze hellenistische rijken zouden stand houden tot zij veroverd werden door de Romeinen.
Begin de 3e eeuw v.Chr. was het rijk van Alexander de Grote verwikkeld in de Diadochenoorlogen, vooral in de kern van het Macedonische Rijk en de vraag wie Alexander mocht opvolgen. Van die interne strijd maakten in 279 v.Chr. de Kelten onder een andere Brennus gebruik om de Balkan binnen te vallen, richting het Griekse Delphi. Ze verplaatsten zich naar Anatolië waar ze zich vestigden. Daar stonden de Kelten bekend als de Galaten.

### Romeinse Rijk

#### Punische oorlogen
In de 3e en 2e eeuw v.Chr. werden de Punische oorlogen tegen de stad Carthago uitgevochten. In de 3e eeuw v.Chr. was Carthago, een zelfstandig geworden Phoenicische kolonie, de gevaarlijkste rivaal van Rome. Carthago was vooral in de westelijke helft van de Middellandse Zee de dominante maritieme en commerciële mogendheid. De Eerste Punische Oorlog werd vooral op Sicilië en ter zee uitgevochten; met zeeslagen moesten de Romeinen toen nog ervaring opdoen. De Carthaagse generaal Hannibal verwierf roem en beruchtheid in de Tweede Punische Oorlog door met zijn grote leger, met krijgsolifanten, vanuit Hispania via Gallië over de Alpen te trekken en in heel Italië zware nederlagen toe te brengen aan Rome, evenwel zonder de stad zelf te kunnen belegeren. De Romeinen bestreden de Carthagers nog het effectiefst op hun eigen gebied in Hispania en later in Noord-Afrika, zodat Hannibal onverrichter zake naar Carthago moest terugkeren, waar hij verslagen werd bij Zama in 202 v.Chr. Toen beheerste Rome de westelijke helft van de Middellandse Zee. In 146 v.Chr. werden zowel Carthago als Korinthe door de Romeinen verwoest, waarmee Rome de hegemonie in het Middellandse Zeegebied verwierf. Veel oorspronkelijk Carthaagse en Griekse koloniën in Africa, Frankrijk en Spanje behoorden nu tot het Romeinse Rijk.

#### Gallië
Onder leiding van Julius Caesar onderwierp Rome tussen 60 en 50 v.Chr. de Kelten in Gallië, die op dat moment bezig waren een stedelijke beschaving te ontwikkelen. Caesar werd vooral dankzij dit succes dictator voor het leven. Omdat de senaat vreesde voor een nieuwe koning, werd Caesar vermoord in 44 v.Chr.

#### Mare Nostrum
Met de veroveringen door de Romeinen van de landen rond de Middellandse Zee komt Europa in contact met Afrika en Azië. Sicilia (212 v.Chr.), Hispania (197 v.Chr.), Macedonia (147 v.Chr), Carthago (nu Africa) (146 v.Chr.), Anatolië (nu Asia) (129 v.Chr.), Gallia Transalpina (121 v.Chr.), Syria (63 v.Chr.), Gallia (58 v.Chr.) en de rest van Noord-Afrika, Numidië (46 v.Chr.) en Egypte (30 v.Chr.).

#### Romeinse Keizerrijk

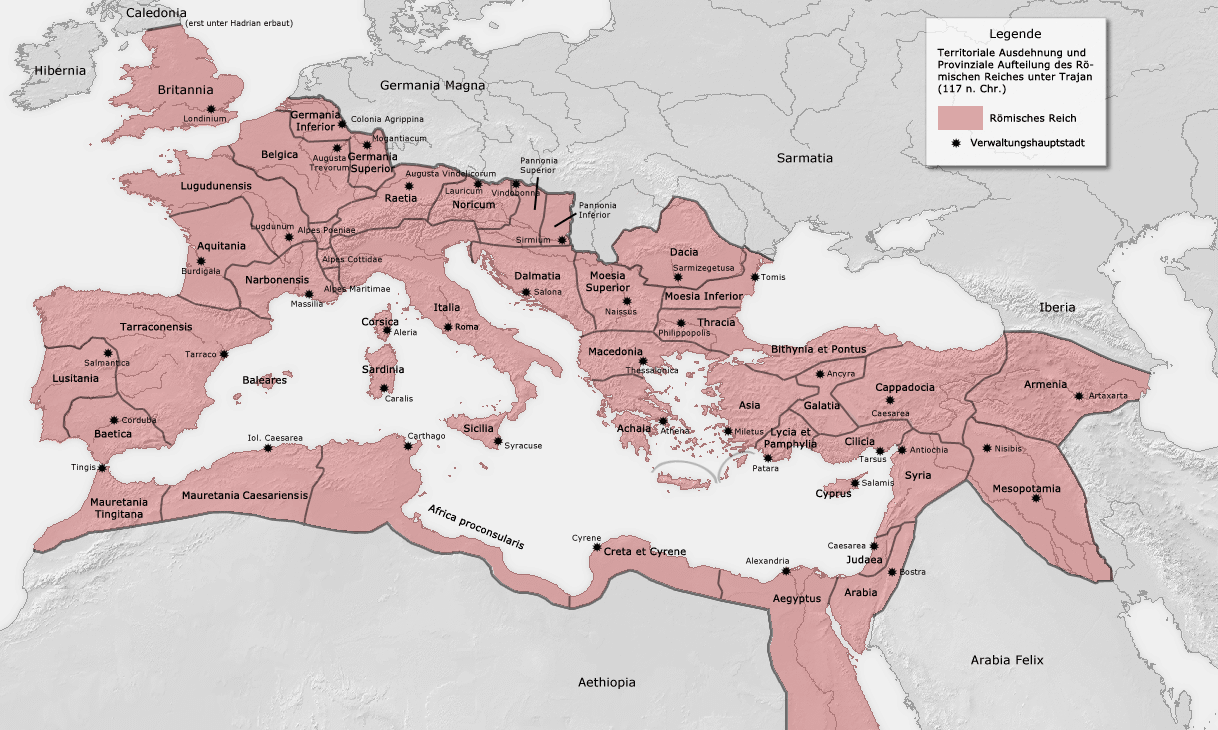
Het Romeinse Rijk op zijn hoogtepunt, onder keizer Trajanus

Caesar werd opgevolgd door Augustus, die het principaat stichtte. Tussen 12 v.Chr. en 16 n. Chr. probeerden de Romeinen Germanië in te lijven, zonder succes. Alle pogingen om de Germanen noorden van de Donau en ten oosten en noorden van de Rijn te verslaan en hun grondgebied permanent te bezetten mislukten, waarna een lange periode van vrede aanbrak. De Romeinen verspreidden het Latijn en hun cultuur over hun rijk. Germaanse stammen werden aan de grenzen toegelaten en mochten in het rijk wonen, als ze zich maar aan de Romeinse wetten hielden. Keizer Claudius lukte het wel Britannia aan het rijk toevoegen. Tijdens het Vierkeizerjaar (69) maakten de Bataven van de situatie gebruik om in opstand te komen.
Het christendom ontstond in de 1e eeuw, de val van Jeruzalem (70) wordt tevens als een belangrijke oorzaak gezien voor het feit dat de joodse stroming binnen de christelijke Kerk steeds meer terrein verloor en dat de christelijke Kerk helemaal los kwam te staan van het jodendom. De eerste christenen profiteerden van de staatkundige eenheid van het Romeinse Rijk, die de hele mediterrane wereld verenigde en waarbinnen zij gebruik konden maken van drukbevaren handelsroutes en, zeker niet in de laatste plaats, van het uitgebreide Romeinse wegennet. Niettemin had het bijna drie eeuwen lang te kampen met Christenvervolgingen.
Trajanus was de laatste grote veroveraar. Hij veroverde aan het begin van de 2e eeuw Dacië en grote delen van het Parthische rijk, al moest dat gebied al snel weer opgegeven worden. Rond 110 strekte het grondgebied zich uit van Noord-Engeland tot Egypte, een omvang die het nooit meer zou overtreffen. Hadrianus, de opvolger van Trajanus, consolideerde het Romeinse Rijk en verbeterde verder de buitengrenzen met limĭtes of muren, zoals de muur die zijn naam draagt, Vallum Hadriani. In de tweede helft van de 2e eeuw vielen de Marcomannen het Romeinse Rijk binnen en kregen de Romeinen te maken met een serieuze bedreiging van buiten. Marcus Aurelius, de laatste van de "Vijf Goede Keizers" besteedde noodgedwongen een groot gedeelte van zijn tijd aan oorlogsvoering.
Begin de 3e eeuw was het aan de beurt van de Alemannen. Tijdens de crisis van de 3e eeuw dreigde het rijk uit elkaar te vallen. Dankzij de hervormingen van Diocletianus kon het Romeinse Rijk zich herstellen. Het begin van het Dominaat. Omdat het Romeinse Rijk zo'n grote omvang had, ging de samenhang verloren en was het niet goed te verdedigen; het werd uiteindelijk opgedeeld in twee verschillende rijken, het West-Romeinse en het Oost-Romeinse Rijk.
Constantijn de Grote zal het Romeinse Rijk de luister geven van weleer. In 313 stond keizer Constantijn de Grote het christendom echter toe en werd zelf christen. In 330 verhuisde Constantijn de Grote de hoofdstad van Rome naar Byzantium dat hij Nova Roma noemde, maar al gauw als Constantinopel bekendstond.
De combinatie van de invallen van de Hunnen uit Azië via de Zuid-Russische vlakten en daarop volgende Grote Volksverhuizing, plus de dood van keizer Valens tijdens de Slag bij Adrianopel (378) bracht het rijk opnieuw op de rand van de afgrond. Keizer Theodosius de Grote is de laatste keizer die het rijk nog een keer kan verenigen. Hij is ook de keizer, die het christendom uitriep in 380 uit tot staatsgodsdienst. Daarmee was het christendom de belangrijkste godsdienst in Europa en rond het jaar 1000 zou het in vrijwel heel Europa dominant worden.
De keizers uit de daarop volgende Theodosiaanse dynastie waren meestal kinderen en de macht kwam in de handen van de magister militum, meestal van Germaanse afkomst. Gedurende de 5e eeuw waren de foederati geëvolueerd naar autonome vorstendommen. Deze vorsten konden leven met een keizer ergens ver in het Oosten, maar niet met iemand die boven hen een post bekleedde en hun autonomie in de weg stond. In 476 zette Odoaker, een Germaanse koning uit het huis der Skiren, de laatste West-Romeinse keizer af en hij stuurde de regalia naar Constantinopel.
De natuurwetenschappen maakten weinig ontwikkeling door. Het empirische onderzoek, waar de oude Grieken toch al niet erg de nadruk op legden, kwam vrijwel volledig stil te liggen; de ontwikkelingen vonden in het Romeinse Rijk vooral plaats op het technische, praktische vlak. Een gedeelte van de geschriften van de Griekse natuurwetenschappers, die eigenlijk meer natuurfilosofen waren, werd vertaald in het Latijn, maar die vertalingen waren dikwijls niet meer dan uittreksels.

## Vroege middeleeuwen (± 500 – ± 1000)

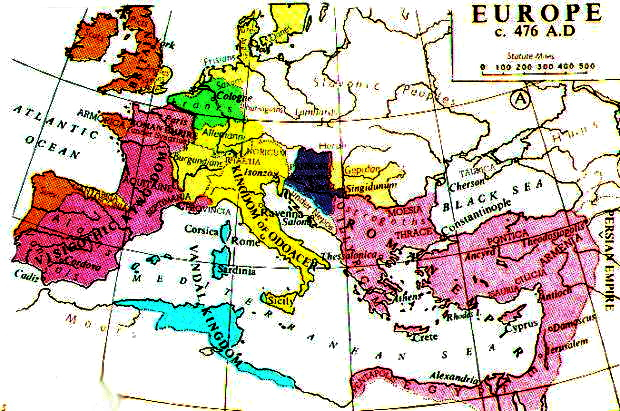
Kaart van Europa in 476

Na het uiteenvallen van het West-Romeinse Rijk begonnen de vroege middeleeuwen. West-Europa bleek na de val van het West-Romeinse Rijk in eerste instantie totaal af te glijden. De Romeinen hadden zich reeds begin de 5e eeuw teruggetrokken uit Britannia. De Visigoten hadden een rijk gesticht dat strekte van Midden-Frankrijk tot Zuid-Spanje. Het rijk van de Vandalen bevatte Noord-Afrika en Sicilië. 
In 443 stichtten de Bourgondiërs hun eigen koninkrijk in de streek rond Genève. Enkele decennia later stichtte Aegidius het Gallo-Romeinse Rijk, dat in 486 een deel werd van het Frankische Rijk. Al in het jaar 498 had de Frankenkoning Clovis I zich laten dopen en daarmee het Romeinse erfgoed in Gallia geadopteerd. De geschiedenis van het Frankenrijk gaat vloeiend over in de middeleeuwen, zodat het moeilijk is, hier een duidelijke grens te trekken. 
Ondertussen had de hiervoor genoemde Odoaker Italië veroverd en hier zijn eigen rijk gesticht. Op vraag van keizer Zeno werd hij door de Oostgoot Theoderik de Grote verjaagd, die op zijn beurt het Ostrogotische Rijk, naar Romeins voorbeeld, stichtte. De Hunnen, die het Romeinse Rijk ook binnenvielen, zouden nooit een rijk stichten in Europa, mede doordat Germaanse volkeren tegen de Hunnen in opstand kwamen na de dood van Attila de Hun. Het Oost-Romeinse Rijk zal nog duizend jaar verder bestaan als het Byzantijnse Rijk.
Als gevolg van de plunderingen, branden en andere verwoestingen, waarmee de vele invasiegolven van op drift geraakte volkeren gepaard gingen, zijn uit de Vroege Middeleeuwen weinig schriftelijke bronnen overgeleverd: de Romeinse en vroegchristelijke archieven in de toenmalige bestuurscentra zijn vrijwel geheel verloren gegaan. Onze huidige kennis van de Vroege en ook van de Hoge Middeleeuwen is daardoor grotendeels gebaseerd op archeologisch onderzoek.
Veel steden en oppida in het voormalig, noordelijke deel van het Romeinse Rijk verdwenen daarna of werden aanzienlijk kleiner. Dit kwam doordat een deel van de Gallo-Romeinse bevolking met de Romeinse bestuurders en soldaten wegtrok. Ook de grote Romeinse landbouwnederzettingen, de villae rusticae, werden verlaten. Deze economische teruggang was echter al ingezet door de Plaag van Antonius in de 2e eeuw. Productie-middelen en -niveau vielen terug naar die van de ijzertijd en zouden zich de komende 1000 jaar niet meer herstellen. De diverse epidemiegolven verergerden de situatie. Steden waren voor de helft uitgestorven, of liepen leeg; het zou 2000 jaar duren voordat er weer miljoenensteden zoals Rome in Europa verschenen. Bovendien was er sprake van een ijstijd (tussen het jaar 450 en 700), waarin niets groeide in het Noorden en een wederopbouw niet mogelijk blijkt. 
Landbouwgronden werden wel nog steeds mondjesmaat bewerkt, maar nu op kleinschalig niveau en vanuit Germaanse dorpen en hoeven. Deze waren van een andere opzet dan de Romeinse nederzettingen met hun globale reikwijdte. De Romeinen hadden vaak één product in grote hoeveelheden verbouwd en vervolgens verhandeld, onder andere in de steden.
Als gevolg van de hiervoor beschreven ontwikkelingen zouden de levensstandaard en het bevolkingsaantal in West-Europa behoorlijk dalen in vergelijking met de voorafgaande Romeinse periode. Veel van de Germaanste stammen kwamen in deze tijd in contact met de vroegere Romeinse bevolking en cultuur. Ze zouden bepaalde elementen hiervan  overnemen, zoals het christendom. Het enige instituut dat de val van het West-Romeinse Rijk vrijwel zonder kleerscheuren had doorstaan, was de Rooms-Katholieke Kerk. De bisschop van Rome, beter bekend als de Paus, was de leider van de Kerk. Zuidelijk West-Europa was in de Romeinse tijd al gekerstend. Invallende volken, zoals de Visigoten in Iberië en de Franken in Gallië, pasten zich daarbij aan: de Franken bekeerden zich onder koning Clovis I rond 496 tot het christendom, de Visigoten waren al ariaans-christelijk en werden rond 600 katholiek-christelijk.
De uitstekende Romeinse heerwegen werden verwaarloosd (maar zijn vaak nog steeds bruikbaar). Het reizen werd tijdens en na de pandemie van Antonius veel moeilijker en gevaarlijker door rovende burgers en de eigen soldaten die geen eten hadden. Als gevolg van de enorme hyperinflatie werd de Romeinse zilveren munt waardeloos en de gouden verdween helemaal. Door deze combinatie van factoren stortte het door de Romeinen opgezette handelsnetwerk compleet in. In de handel raakte geld in onbruik ten gunste van ruilhandel. Geld werd in deze tijd nog wel als maatstaf gebruikt om de waarde van te ruilen goederen in uit te drukken. De agrarisch-urbane samenleving van de Romeinen veranderde in een agrarische samenleving, die zich dus voornamelijk op het platteland afspeelde. 
De eerste (katholieke) koning van de Franken zou inderdaad de keizerlijke kroon aan keizer Zeno geven, en zo de twee Rijken feitelijk weer verenigen. Pas met de kroning van Karel de Grote tot keizer in het jaar 800 zou er opnieuw een keizerlijke vorst worden aangesteld in het westen van Europa. In de 10e eeuw zou er uiteindelijk een strijd losbarsten tussen de Franken en de Germaanssprekende naties, met als inzet de macht in het Westelijk Rijk. 

Het Byzantijnse Rijk, oranje zijn de gebieden tijdens de heerschappij Justinianus I (527-565) veroverd.

Onder leiding van de generaals, Belisarius en Narses heroverde de Byzantijnse keizer Justinianus, het voormalige praefectura praetorio Italiae, Illyrici et Africae van de Vandalen en van de Goten, plus een stukje van Spania. Ook op juridisch- en religieus vlak had hij een grote inbreng. Op cultureel gebied was de Hagia Sophia de kroon op zijn werk. Links en rechts van het Byzantijnse Rijk vormden er zich twee nieuwe machten, namelijk in het westen het Frankische Rijk en in Centraal-Azië het Rijk der Göktürken. Het Sassanidische Rijk onder Khusro I had de luister van weleer.
Keizer Justinus II had niet de middelen om het gigantische rijk te consolideren. In 568 drongen de Longobarden Italië binnen en veroverden grote delen van het land. Een volk dat samen met de Longobarden het Romeinse Rijk binnendrong, waren de Avaren, een steppevolk. Eerst lijfden ze zich in als huurlingsoldaten, nadien dwongen ze schatting af. Toen het Byzantijnse Rijk in chaos verkeerde (602-628), vielen ze de Balkan binnen. In 623 en 626 belegerden ze Constantinopel.
Keizer Herakleios, de overwinnaar op de Perzen, zag nog tijdens zijn leven het verlies van de Levant en Egypte. Na zijn dood gingen de islamitische veroveringen verder. Ze veroverden Noord-Afrika en vanaf 711 veroverden de Moren in korte tijd bijna heel het Iberisch Schiereiland op de onderling ruziënde Visigoten. De Moren wisten daarna de Pyreneeën over te steken, maar zouden uiteindelijk in de Slag bij Poitiers alsnog gestopt worden door Karel Martel, die zich in 719 had laten uitroepen tot hofmeier van de Franken. De Omajjaden werden in 750 verslagen door de Abbasiden. Prins Abd al-Rahman I vluchtte naar Spanje en stichtte er het Emiraat Córdoba. Hier kwam de islamitische cultuur tot bloei en beïnvloedde Europa.
Na de dood van koning Theuderik IV oefende Karel Martel in eigen naam de koninklijke macht uit. In 732 wist hij de opmars van de Moren tijdens de Slag bij Poitiers tot staan te brengen, wat zijn prestige enorm ten goede kwam.
In 751 kwam de zoon van Karel Martel, Pippijn III, de paus te hulp toen deze bedreigd werd door de Longobarden. In ruil hiervoor werd hij gezalfd tot rex Francorum, koning der Franken, en Patricius Romanorum, beschermheer van Rome. Hiermee werd de laatste Merovingische vorst, Childerik III, afgezet en vestigde zich de dynastie van de Pippiniden. Onder hen verschoof het machtscentrum naar Aken. De bekendste vorst was Karel de Grote die in 800 gekroond werd tot Imperator Romanorum, keizer van de Romeinen (een bevestiging van de voortzetting van het Westelijke Romeinse Rijk door de Franken). Vanaf hier wordt het geslacht de Karolingen genoemd. Ook de macht van de Rooms-Katholieke Kerk nam sterk toe.

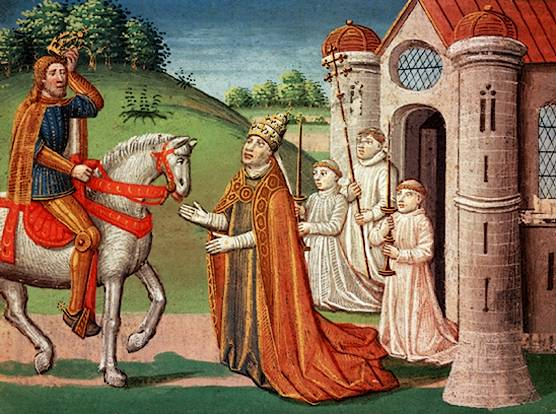
Karel de Grote en Paus Adrianus I.

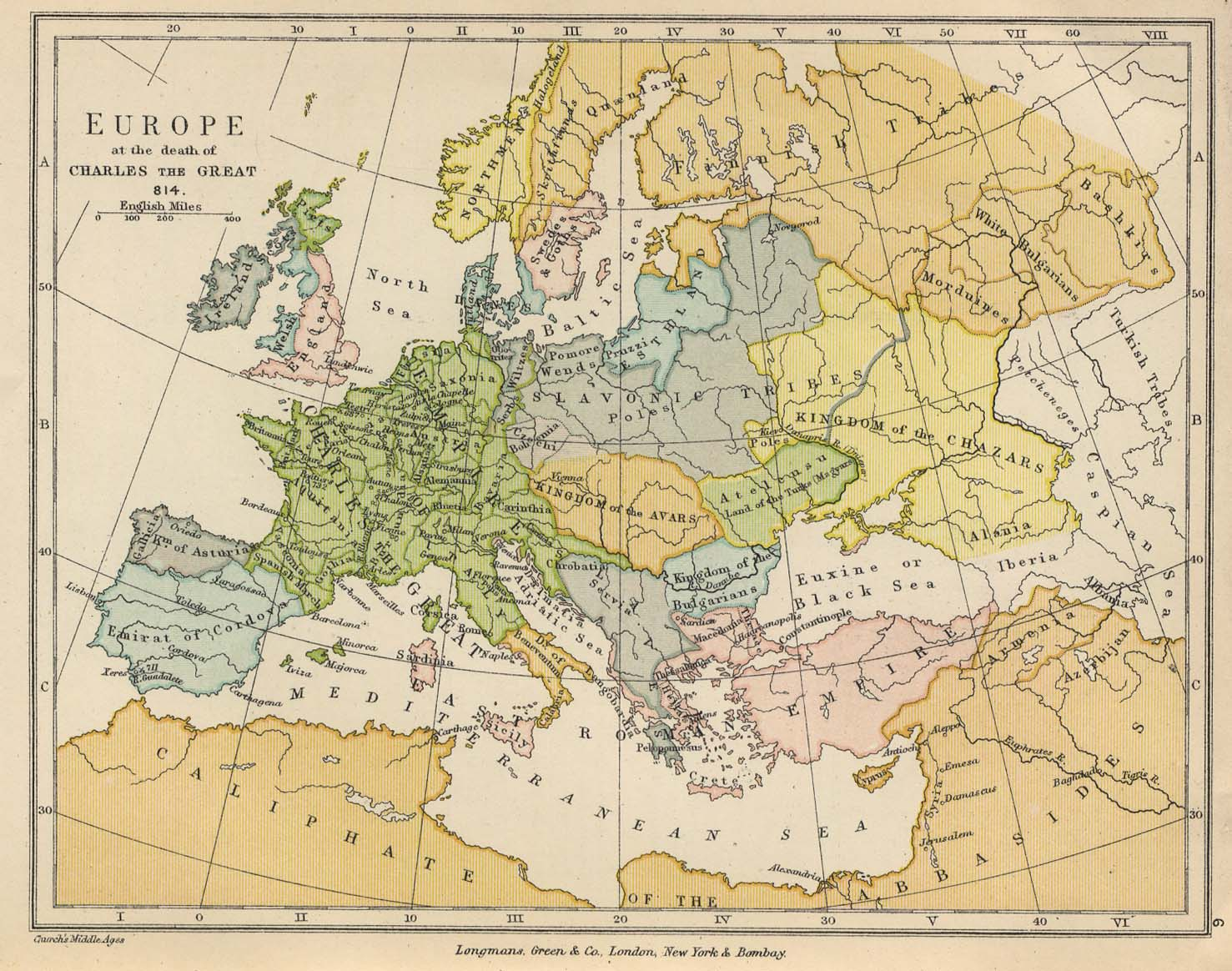
Europa, 814.

Karel de Grote bracht als leider van de Franken een groot gedeelte van het vroegere West-Romeinse Rijk (en grote gebieden die erbuiten lagen) onder zijn heerschappij. In 800 werd hij door Paus Leo III gekroond tot keizer van het West-Romeinse Rijk, een titel die al sinds 476 niet meer was gebruikt. Met bruut geweld kerstende hij zijn rijk. In het zuiden creëerde hij de Spaanse Mark, een buffer tegen de Moren. Hij veroverde Italië op de Longobarden. Met khan Kroem van de Bulgaren kwam hij overeen dat de Donau de oostgrens werd van zijn rijk. In het noorden zette hij de Denen onder druk, het begin van het Vikingtijdperk. Onder het bewind van Karel de Grote en zijn eerste opvolger, zijn zoon Lodewijk de Vrome (814-840), heerste er in dit gebied vrede en bloeide de economie op.
Het Groot-Moravische Rijk ontstond rond 833 ongeveer op de plek van het huidige Tsjechië en Slowakije. Het land werd een speelbal tussen de Frankische en Byzantijnse invloedssfeer. Het vermelden waard is het werk van de broers Cyrillus en Methodius en de ontwikkeling van het Glagolitisch alfabet.
Na de dood van Lodewijk de Vrome in 840 werd, met het verdrag van Verdun, het rijk in drieën gedeeld. Met Karel III de Dikke werd het Karolingische Rijk kortstondig nog eens herenigd (884-887). Daarna spatte het definitief uiteen, het begin van de IJzeren Eeuw. Lokale leenmannen, de zogenaamde gouwgraven, die in feite ambtelijke bestuurders waren en officieel de vertegenwoordigers van de keizer, zagen hun kans schoon en gingen het gezag in eigen naam uitoefenen. Ze vormden hun graafschappen en hertogdommen om tot kleine privévorstendommen, en waren nog slechts in naam afhankelijk van de keizer. De vele lokale leenmannen hielden zich ten slotte hoofdzakelijk bezig met het vergroten van hun persoonlijke macht ten koste van hun buren. Ook werd het rijk voortdurend bedreigd door buitenlandse invallers. 
De Vikingen, die op zee zeer vaardig met hun drakkars om wisten te gaan, vielen binnen vanuit het noorden, de Magyaren vanuit het oosten en de Saracenen vanuit het zuiden. Al deze volkeren lieten een spoor van verwoesting na.
In Oost-Europa ontstond rond 880 het Kievse Rijk, door het samengaan van de gebieden der Waregers. In de 10e eeuw was het rijk op zijn hoogtepunt, toen vorst Svjatoslav I het rijk van de Chazaren vernietigde en vervolgens gebieden in de noordelijke Kaukasus innam en doordrong tot de Zee van Azov. Ook veroverde hij grote delen van de Balkan, met als laatste grote wapenfeit het Bulgaarse koninkrijk aan de Donau.
Na de Slag bij Pressburg (907), een veldslag tussen de Oost-Franken en de Hongaren, hield het Groot-Moravische Rijk weer op te bestaan. Ervoor in de plaats kwamen drie nieuwe staten: het Hertogdom Bohemen, het Hertogdom Beieren en het Vorstendom Hongarije. De rivier de Enns werd de grens tussen het Oost-Frankische Rijk en Hongarije.
Ook in Spanje ontstonden begin de 10e eeuw nieuwe koninkrijken. Naast het Koninkrijk Asturië ontstond het Koninkrijk León en het Koninkrijk Galicië.
Midden de 10e eeuw kwam er einde aan de IJzeren Eeuw. Otto I de Grote schafte het erfopvolgingsprincipe van de Salische wet af en voerde het rijkskerkenstelsel in. Dit voorkwam de verdere opsplitsing van Europa en de terugkeer naar de centrale macht. Op 2 februari 962 liet hij zich in Rome, naar voorbeeld van Karel de Grote, door de paus tot keizer kronen; dit wordt het vaakst als het begin van het Heilige Roomse Rijk gezien.
In 987 stierf Lodewijk V de laatste Karolingische koning van West-Francië zonder erfgenamen. Gerbert van Aurillac en Adalbero van Reims, aan de zijde van de Ottonen, schoven Hugo Capet naar voren als nieuwe koning. Hiermee kwam er officieel een eind aan het bewind van de Karolingen en werden de Capetingen koningen van Frankrijk.

### Het dagelijks leven in de vroege middeleeuwen
In de vroege middeleeuwen was bijna iedereen boer. De mensen waren erg arm en vaak ondervoed. Bijna iedereen leefde op het platteland. Edellieden en de Kerk hadden heel veel macht. Omdat iedereen lid was van de Kerk, konden de geestelijken iedereen via de preekstoel beïnvloeden. Het aardse bestaan was in de middeleeuwen van ondergeschikt belang en het hele leven was gericht op het hiernamaals. De angst om in de hel te komen, maakte de mensen zeer onderdanig aan de machthebbers. In de vroege middeleeuwen lag het in de meeste gevallen al bij de geboorte vast of men tot de groep van de boeren of van de edelen zou horen. Men kon alleen uit zijn stand komen door geestelijke te worden.
In het late Karolingische rijk ontstond een standenmaatschappij, waaruit het feodalisme zou groeien. De Frankische koningen baseerden hun macht oorspronkelijk vooral op de jaarlijkse veld- (lees: plunder-) tochten. De koning kon zijn mannen belonen uit de buit die daarbij behaald werd. Toen Karel de Grote een groot deel van Europa veroverd had, en er buiten zijn landsgrenzen eigenlijk geen rijke gebieden over waren om te plunderen, moest hij een andere methode bedenken om zijn mannen aan zich te verplichten. Bovendien was het rijk veel te groot voor de primitieve communicatiemiddelen van die dagen. De koning was gedwongen eindeloos rond te reizen om plaatselijk zijn gezag af te kunnen dwingen en zijn belastingen ter plaatse op te eten, want deze werden veelal in natura voldaan. Hij had daarom plaatselijke vertegenwoordigers nodig en uit deze − aanvankelijke − ambtenaren is de adelstand ontstaan.
De Europese bevolking, die bij het begin van de jaartelling ongeveer 70 miljoen zielen telde (ter vergelijking: China 60 miljoen), kromp in de vroege middeleeuwen in tot 20-30 miljoen. Dit kwam niet door bloedige oorlogen of grote hongersnoden, hoewel die er ook wel waren, maar door voorheen onbekende epidemische ziektes, die de invallende steppevolkeren met zich meebrachten. De Europese bevolking had hiertegen nog geen enkele weerstand opgebouwd en het sterftepercentage bij besmetting kon oplopen tot meer dan 50%.

### Byzantijnse kunst en de Karolingische renaissance

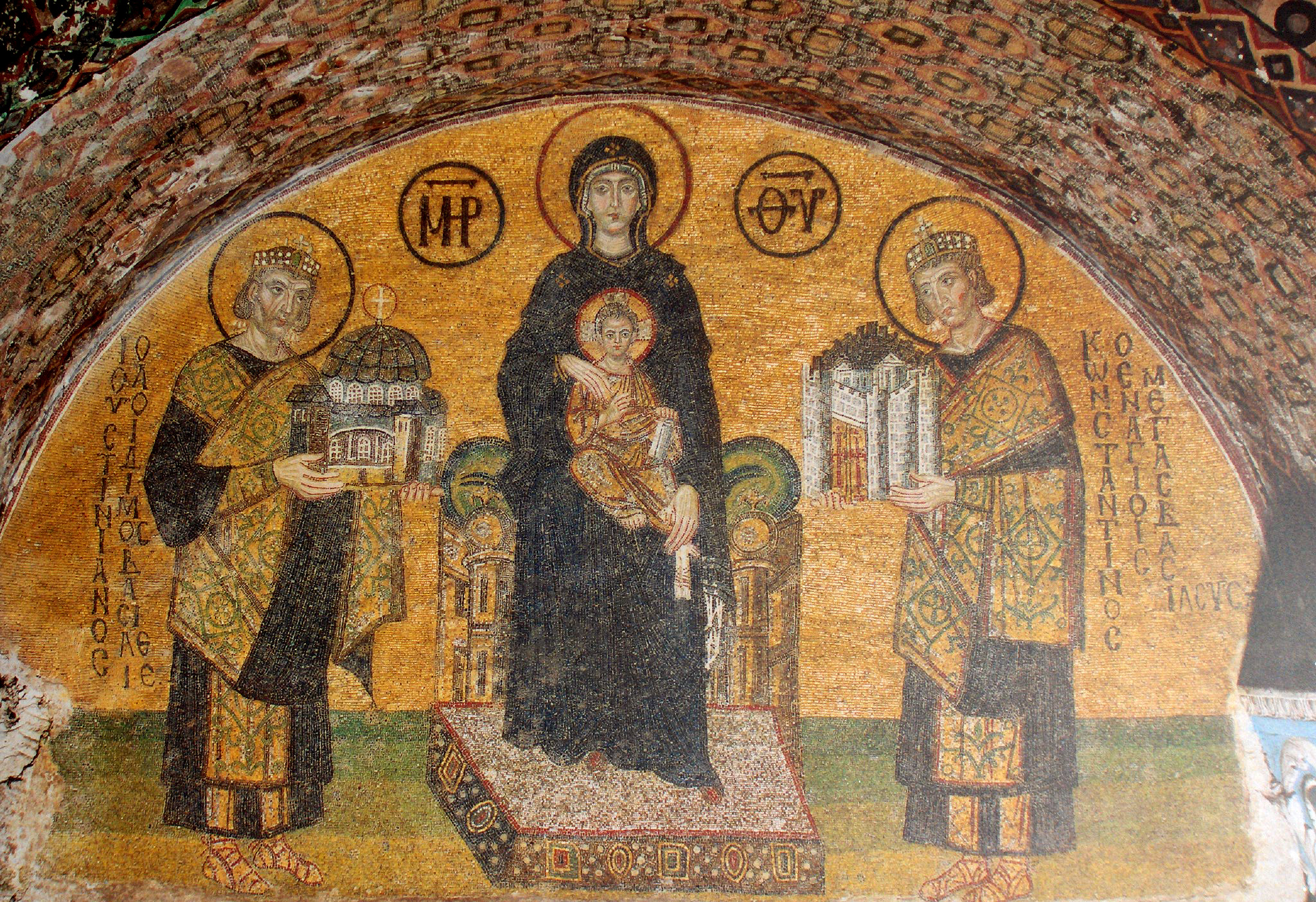
Een mozaïek in de Hagia Sophia

De kunst in de vroege middeleeuwen was voornamelijk gebaseerd op de klassieke oudheid. Het zou tot het einde van de hoge middeleeuwen duren tot er een echt vernieuwende kunststroming zou komen (de gotiek).
In Oost-Europa, waar het Byzantijnse Rijk een voortzetting was van het Romeinse Rijk, ontstond in de 4e eeuw al de Byzantijnse kunst, een voortzetting van het hellenisme. Er waren veel landen die nauwe banden hadden met het Byzantijnse Rijk, zoals Bulgarije, Servië, het Kievse Rijk, Republiek Venetië en Koninkrijk Sicilië, die de Byzantijnse kunst overnamen. Byzantijnse mozaïekkunstenaars decoreerden verscheidene kerken en andere belangrijke gebouwen in Italië.
In West-Europa duurde het tot 750 totdat er weer een opbloei kwam van de kunst. Onder invloed van de regeerperiode van Karel de Grote ontstond de Karolingische renaissance, die gebaseerd was op de Byzantijnse kunst. Dit was een opleving van cultuur en wetenschap tussen ca. 750 en ca. 850, onder invloed van de regeerperiode van Karel de Grote. Ze werd vooral gecultiveerd aan diens hof en gedragen door de clerus. Tijdens de regeerperiode van de Karolingen was er sprake van een hernieuwde belangstelling voor de klassieke cultuur. Byzantijnse invloeden, culminerend in het afbeelden van de menselijke figuur, werden versmolten met de Germaanse, grotendeels abstracte, ornamentiek. Zo zijn veel klassieke teksten in het Latijn tot in onze tijd bewaard gebleven in de vorm van kopieën die in de Karolingische tijd zijn vervaardigd. Dit gebeurde vooral in kloosterbibliotheken, waarvan het aantal en de omvang sterk toenam tijdens en vlak na de regeerperiode van Karel de Grote.
Rond 880 viel Europa bestuurlijk uiteen en het cultureel niveau hing af van de plaatselijke heerser. Met Otto de Grote kwam er wederom een centraal gezag en het huwelijk van zijn zoon Otto II met een Byzantijnse prinses, Theophanu, op 14 april 972 werden niet alleen de politieke banden, maar ook de culturele banden met het Byzantijnse Rijk aangetrokken. Deze periode wordt de Ottoonse renaissance genoemd.

## Hoge middeleeuwen (± 1000 – ± 1270)

### Elfde eeuw
De hoge middeleeuwen duurden van de 11e tot de 13e eeuw. De Ottoonse periode bracht stabiliteit in Europa. De politiek werd gecentraliseerd en de Kerk kreeg een prominente rol. Ook de Godsvredebeweging wierp zijn vruchten af. De gewone man vond zijn plaats terug in de maatschappij en kon zich toeleggen op zijn dagelijkse bezigheden. In de landbouw vonden er belangrijke verbeteringen plaats, het drieslagstelsel, waardoor meer geproduceerd kon worden. Landbouwoverschotten zorgden voor bevolkingsaangroei. Meer mensen, meer textiel. De handel kwam op gang, markten werden georganiseerd. Langzamerhand begonnen de oude steden, veelal daterend uit de Romeinse tijd, weer te groeien en werden er nieuwe steden en dorpen gesticht om de groeiende bevolking te huisvesten. De eerste steden waren de Italiaanse havensteden, die zich ontplooiden tot stadstaten en uiteindelijk tot maritieme republieken. Langzamerhand kwamen de steden in verzet tegen de alleenheerschappij van de adel en de geestelijkheid. Dit werd het begin van de afbraak van het feodale stelsel.
Er vond een breuk plaats tussen de oosters-orthodoxe kerken en de Rooms-Katholieke Kerk. Deze scheuring staat ook wel bekend als het Oosters Schisma. Hoewel de breuk gewoonlijk gedateerd wordt in 1054, toen Paus Leo IX en de patriarch van Constantinopel, Michaëlis Caerularius, elkaar wederzijds excommuniceerden, was het oost-westschisma feitelijk het resultaat van een hieraan voorafgaande eeuwenlange periode van vervreemding tussen het Latijnse westen en het Griekse oosten.

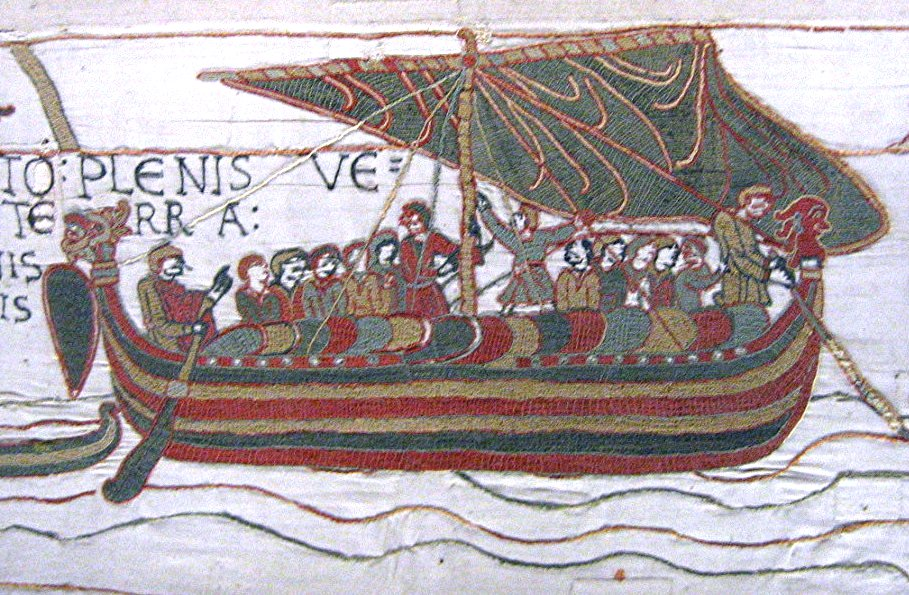
Een detail van het tapijt van Bayeux, een tapijt dat de Slag bij Hastings beschrijft. Bij die slag veroverde Willem de Veroveraar Engeland.

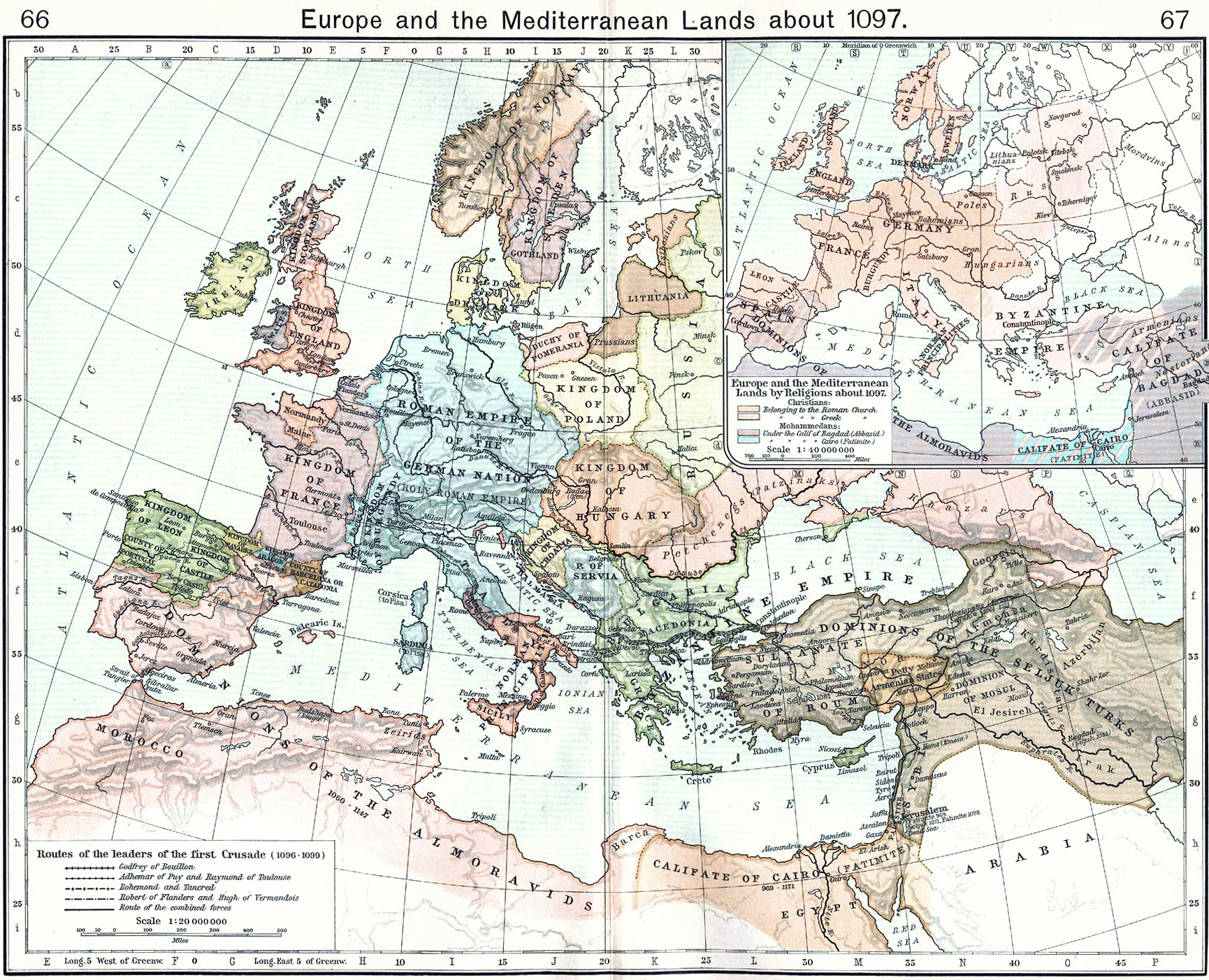
Kaart van Europa rond 1097 met routes van de eerste kruistochten

Engeland werd vanaf 1066 in korte tijd veroverd door Willem de Veroveraar, hertog van Normandië. Zijn opvolgers beheersten in de hierop volgende eeuwen nog steeds ook grote delen van Frankrijk, hetgeen talloze conflicten veroorzaakte met de Capetingen.
Tijdens de Slag bij Manzikert in 1071 werd de Byzantijnse keizer Romanos IV Diogenes gevangengenomen. In de volgende jaren onder leiding van Malik Sjah I, sultan van de Seltsjoeken (1072-1092) werd Anatolië en de Levant veroverd. In 1078 veroverden de Seltsjoeken, Jeruzalem op de Fatimiden. Vanaf dan zijn pelgrimstochten weer mogelijk, getuige de pelgrimstocht van Robrecht I de Fries, graaf van Vlaanderen, naar Jeruzalem.
In 1075 brak er een conflict uit tussen de Duitse koning Hendrik IV en Paus Gregorius VII over de over de benoeming van hogere geestelijken of de investituurstrijd. Uiteindelijk zal Hendrik, Gregorius afzetten en benoemde hij tegenpaus Clemens III, die hem tot keizer kroonde in 1084. De strijd tussen keizer en paus verdeelde de machthebbers in Europa.
Begin de 11e eeuw viel het Kalifaat Córdoba uiteen in verschillende taifa's. Toen Alfons VI van León in 1085 de Taifa Toledo veroverde werd Zuid-Spanje gehergroepeerd onder de Almoraviden.
Tijdens de Synode van Piacenza (1095) probeerde Paus Urbanus II (1088-99) de patstelling, de strijd tussen Kerk en Staat, te doorbreken. Op die synode waren er afgezanten van keizer Alexius I van Byzantium aanwezig en die vroegen militaire hulp om de Turken uit Anatolië te verdrijven. Wat volgde, was de Synode van Clermont, waar Urbanus, voor een grote massa mensen, een oproep deed voor de Eerste Kruistocht.
De missie begon met een valse start, de Volkskruistocht. Gewone mensen, waaronder boeren en havelozen, trokken met vrouw en kinderen, maar ook enkele ridders naar het Heilige Land. Plunderingen onderweg waren schering en inslag. Jodenvervolging was een rode draad doorheen de acties van de verschillende groepen in de eerste periode van de Volkskruistocht. Vanaf dan nam de strijd tegen niet-Christenen, islamieten en joden een steeds grotere vorm aan. In islamitisch Spanje en Portugal kenden de joden in deze eeuwen ook goede en slechte tijden, hoewel men hier wel toleranter was.
De echte kruistocht vertrok onder leiding van Adhemar van Monteil, pauselijk legaat en graaf Raymond van Toulouse, militair bevelhebber.
Godfried van Bouillon werd de eerste koning van het Koninkrijk Jeruzalem (1099-1291).

### Twaalfde eeuw
Alhoewel de Eerste Kruistocht een succesvol avontuur was, kregen de kruisvaarders geen steun, noch van de keizer, noch van de koningen. Paus Paschalis II gaf daarom zijn zegen aan de Ridderorden. Ondanks de ronkende verklaringen tijdens het Concordaat van Worms (1122) ging de investituurstrijd gewoon verder.
Bij de gewone man weekte de Eerste Kruistocht wel iets los. Er bestond een andere wereld dan de dagelijkse, een andere horizont waar men kon aan deelnemen. De ridderroman had een voedingsbodem. De Renaissance van de twaalfde eeuw vond zijn intrede.
In 1130 waren er twee pausen. Europa verviel opnieuw in anarchie, strijd tussen leenheer en leenman was legio. De situatie was de aanzet voor verscheidene ketterse bewegingen, zoals de katharen. Het geweten van Europa van die tijd was Bernardus van Clairvaux. Hij wist de neuzen in een richting te krijgen, de oproep voor de Tweede Kruistocht. Deze maal deden de Rooms-koning Koenraad III van Hohenstaufen en koning Lodewijk VII van Frankrijk mee.
Wegens gebrek aan samenspraak eindigde de Tweede Kruistocht in een fiasco, bovendien ging het huwelijk van Lodewijk met Eleonora van Aquitanië aan diggelen. Eleonora hertrouwde in 1152 met Hendrik II van Engeland en zo kwam de helft van Frankrijk in Engelse handen.
Een nieuw dieptepunt in de investituurstrijd was tussen keizer Frederik I Barbarossa en Paus Alexander III. Na de nederlaag tijdens de Slag bij Legnano (1176) tegen de Lombardische Liga gesteund door Alexander, erkende Barbarossa de paus.
1187. Een schokgolf ging door Europa. Jeruzalem was veroverd door sultan Saladin. Paus Clemens III riep het christendom op tot de Derde Kruistocht. Als voornaamste leiders traden op de Duitse keizer Frederik Barbarossa en de koningen Filips II van Frankrijk en Richard Leeuwenhart van Engeland. Het Duitse leger kwam het eerst aan in Klein-Azië, maar Frederik Barbarossa verdronk op 10 juni 1190 in de Selef, waarna het Duitse leger uiteenviel. De Franse en Engelse koningen kwamen over zee en veroverden Akko in 1191. Wegens aanhoudende wrijvingen met Richard Leeuwenhart trok Filips August zich terug. Uiteindelijk kwamen Richard en Saladin in 1192 tot een overeenkomst: Jeruzalem zou in handen blijven van de moslims, maar er zou vrij toegang worden verleend aan christelijke pelgrims.

### Dertiende eeuw
Na de dood van Keizer Hendrik VI brak de strijd uit tussen de Ghibellijnen en de Welfen. Ook de Fransen en de Engelsen lagen met elkaar overhoop. Paus Innocentius III maakte van de situatie gebruik om het laken naar zich toe te schuiven. Hij begon verschillende oorlogen en slaagde erin zijn invloed op de vele koninkrijken en vorstendommen in Europa te laten gelden. Een daarvan was de oproep tot de Vierde Kruistocht, die eindigde met het Beleg en val van Constantinopel (1204) en het begin van het Latijnse Keizerrijk. De bedelorden die aan het begin van de 13e eeuw ontstonden, leverden een bijdrage aan de opleving van een nieuwe vroomheid in de steden.
De Slag bij Bouvines kan beschouwd worden als de eerste pan-Europese oorlog. Deze slag werd in 1214 geleverd tussen keizer Otto IV van het Heilige Roomse Rijk en zijn bondgenoten en koning Filips Augustus van Frankrijk. Otto IV werd, alhoewel hij numeriek in de meerderheid was, verpletterend verslagen. Als gevolg van deze overwinning nam de macht van de Franse koning sterk toe.
Net voor zijn dood riep paus Innocentius III, het Vierde Lateraans Concilie bijeen, die achteraf wordt beschouwd als een van de belangrijkste van de middeleeuwen. Tijdens het concilie werd de oproep gedaan voor de Vijfde Kruistocht, die op een sisser afliep. Paus Honorius III kreeg een vreemd bericht van koning George IV Lasja van Georgië, dat hij zijn hulptroepen voor de Vijfde Kruistocht niet kan sturen, omdat die zijn omgebracht door de Mongolen.
Na te zijn geëxcommuniceerd, vertrok keizer Frederik II schoorvoetend, als koning van Jeruzalem, op kruistocht, geëscorteerd door de Duitse Orde. Frederik heronderhandelde met sultan Al-Kamil, het verdrag van Jaffa (1192) en keerde naar huis terug.
Na eerst het Kievse Rijk te hebben veroverd, versloegen de Mongolen, de Polen bij Liegnitz en de Hongaren bij Mohi. De Mongolen zetten hun veroveringen niet verder door en keerden terug vanwaar ze waren gekomen, een wonderbaarlijke wending.
De zoon van Al-Kamil trok zich van het afgesloten verdrag niets aan en liet Jeruzalem plunderen. Paus Innocentius IV riep het Concilie van Lyon bijeen en deed een oproep tot een nieuwe kruistocht onder leiding van Lodewijk IX van Frankrijk. Er werd ook iets anders beslist op dat concilie, namelijk de afzetting keizer Frederik.
Boudewijn II van Namen, de langst regerende Latijnse keizer, beleefde niet veel plezier aan zijn titel en hield er enkel een financiële put aan over. De Republiek Venetië zoog Constantinopel leeg. Met steun van de Republiek Genua heroverde in 1261, Michaël VIII Palaiologos het Nieuwe Byzantijnse Rijk.
In 1270 was er geen keizer en geen paus. De meest invloedrijke persoon van Europa, koning Lodewijk IX van Frankrijk, vertrok voor een tweede maal op een slecht gecoördineerde kruistocht. Hij stierf oneervol in Tunesië. Zijn broer Karel en Eduard I van Engeland kwamen jaar later toe, de laatste kruistocht naar het Heilige Land.

### Romaanse en vroeggotische stijl

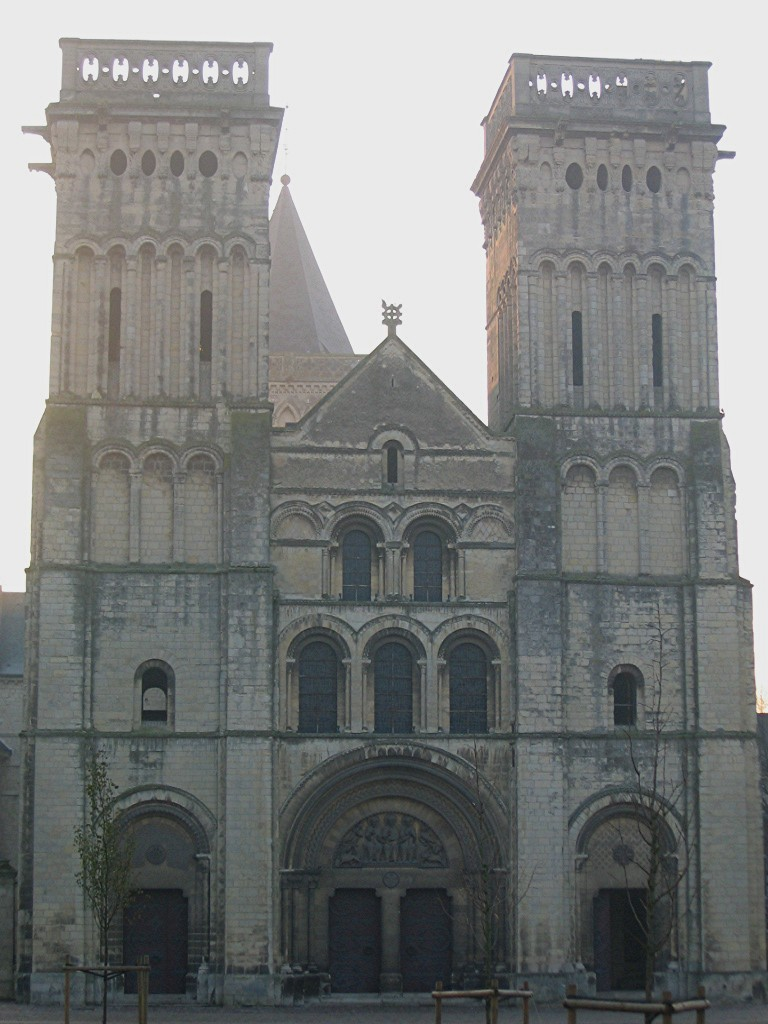
Caen: Kerk van de Vrouwenabdij

De hoge middeleeuwen begonnen op het gebied van de kunst eigenlijk al rond 1000 met de romaanse stijl. Ondanks de benaming is het romaans als bouwstijl slechts indirect gebaseerd op de bouwstijl van de Romeinen. Feitelijk komt deze stijl voort uit de Karolingische bouwkunst, waarin principes uit de Romeinse architectuur werden herontdekt.
De romaanse stijl werd gekarakteriseerd door kleine rondboogvensters en decoraties met eveneens ronde bogen. De stenen muren droegen het grootste deel van het gewicht van het gebouw op zich, waardoor grotere ramen niet mogelijk waren. Omdat veel gebouwen in die tijd van hout gemaakt werden, bleven feitelijk vrijwel alleen kerken en kloosters in de romaanse bouwstijl bewaard. Hoewel de kenmerken vrij algemeen zijn, kent de romaanse stijl grote regionale verschillen. Bovendien maakte de stijl een geleidelijke ontwikkeling door die uiteindelijk, door de grootschalige toepassing van het kruisribgewelf, zou leiden tot het ontstaan van de gotische bouwstijl, waardoor de romaanse stijl werd verdrongen.
De vroeggotiek was de eerste vernieuwende kunststijl sinds de val van het West-Romeinse Rijk en begon als bouwstijl in het jaar 1122. In de abdij van Saint-Denis bij Parijs, zette abt Suger een grote verbouwing in gang. Dit resulteerde in het eerste vroeggotische bouwwerk.
Het verschil tussen de gotiek en het romaans is dat de gotiek voorheen noodzakelijke bouwelementen weglaat. Dit was mogelijk door de toepassing van kruisribgewelf, spitsboog en pilaren. Buitenwaartse krachten, die de neiging hebben de muren naar buiten te drukken, waren in de romaanse architectuur met haar dikke muren geen probleem, maar moesten bij deze veel lichtere constructie op de een of andere manier afgevoerd worden. Hiervoor werd de luchtboog verder ontwikkeld. Hierdoor ontstond een sterke constructie die in de romaanse stijl onmogelijk was en die een grotere verticaliteit toeliet. Dit zorgde ervoor dat de kerken veel hoger konden worden en dat er ruimte vrijkwam in de kerk, door het weglaten van dragende onderdelen. De vroeggotiek werd gevolgd door de hooggotiek, een stijl die zich vooral kenmerkte doordat de gotiek nog meer werd toegepast.

### Wetenschap en cultuur

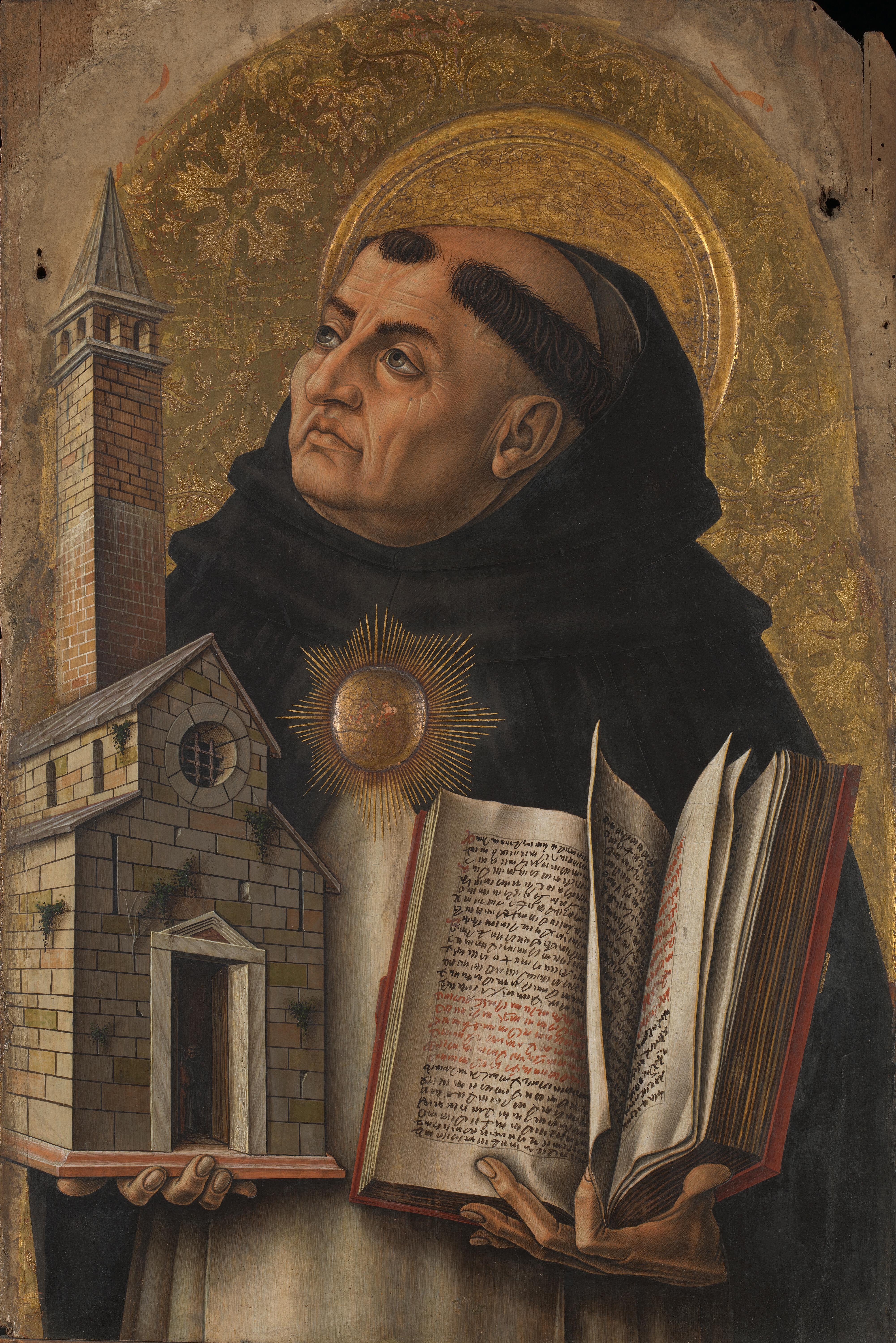
Thomas van Aquino

De zogeheten "renaissance van de 12e eeuw" ging op geestelijk gebied gepaard met een sterke opleving van de wetenschap. Na 1200 leerden ook koopmanszonen op de kloosterscholen lezen, schrijven en rekenen. Veel van deze niet-geestelijke geschoolde burgers kregen een baan in de handel of het bestuur. Halverwege de 12e eeuw ontstonden uit de kathedraalscholen van Bologna en Parijs de eerste universiteiten. Studenten konden zich daar specialiseren in geneeskunde, recht of theologie. Deze opleving van de wetenschap zorgde ervoor dat in korte tijd de hoofdwerken van Arabische en Griekse filosofen en zuiver wetenschappelijke teksten in het Latijn werden vertaald. Tegen 1200 beschikte men in het Westen slechts over een beperkt aantal van de hoofdwerken van Aristoteles in vertaling, die als de tolk van de natuurlijke orde werd beschouwd. De dominicaan Willem van Moerbeke en anderen vertaalden in de eerste helft van de 13e eeuw de rest van Aristoteles' oeuvre.
Thomas van Aquino was de eerste theoloog die onderscheid maakte tussen het goddelijk en het menselijk recht, tussen geestelijke en wereldlijke macht. Hij stelde dat "het goddelijk recht dat op genade gebaseerd is, het menselijk recht dat uit de rede voortkomt niet uitsluit."
De kracht van de menselijke rede werd ontdekt: Anselmus van Canterbury opende de deur voor de 'redenerende theologie'. Het grote vertrouwen in de menselijke rede leidde tot de scholastieke methode: een rustige, objectieve benadering waarbij de auteur geheel in dienst staat van het zoeken naar de waarheid. De scholastiek gebruikt gezaghebbende auteurs: in de Summa theologiae van Thomas staan 25.000 citaten uit de Bijbel, 2500 van Augustinus, en 2500 uit de werken van Aristoteles, naast vele aanhalingen uit Dionysius de Areopagiet en anderen, onder wie ook joodse schrijvers als Maimonides en islamitische auteurs als de filosofen Avicenna en Averroes.
Bij aanvang van de hoge middeleeuwen was de kerstening ook tot het noorden van Europa doorgedrongen. De oude Germaanse en noordse mythologie werd nu ook in het noorden bijna geheel verlaten en als 'heidendom' beschouwd. De IJslandse dichter Snorri Sturluson heeft de restanten van de mondelinge overlevering uit de heroïsche tijd vastgelegd in de Edda, samen met de voorschriften die de skaldische dichtkunst regelden, die anders ook verloren was gegaan.

## Late middeleeuwen (± 1270 – ± 1500)

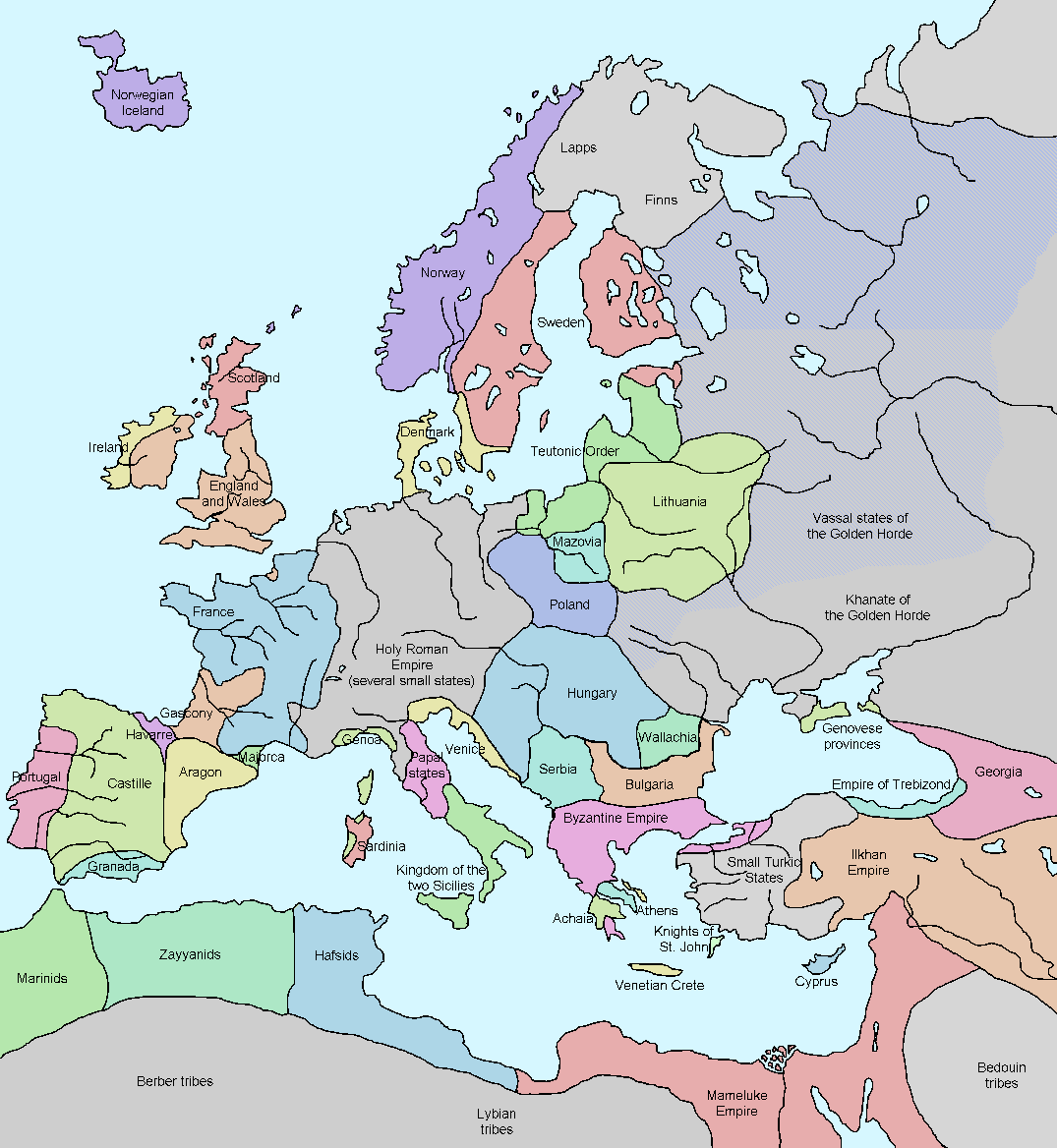
Europa in 1328

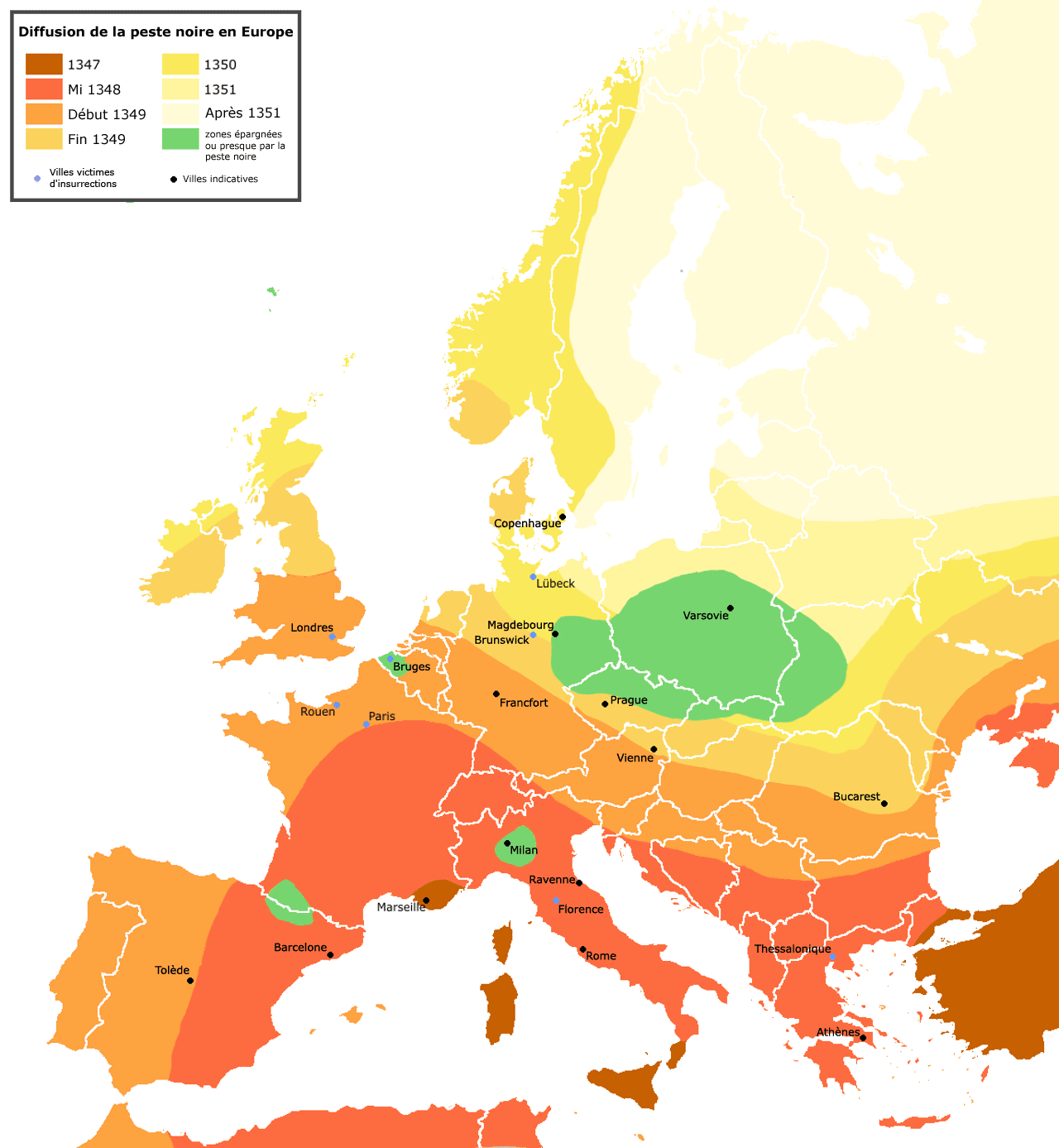
Verspreiding van de pest over Europa tussen 1347-1351

Na de afzetting van Keizer Frederik II in 1245, viel het Heilige Roomse Rijk in verdeeldheid. De Rooms-Duitse koningen werden compromisfiguren van de keurvorsten. De invloedrijkste staat werd Frankrijk, vooral onder Filips IV van Frankrijk (1285-1314). Toen Paus Bonifatius VIII met zijn bul Unam Sanctam beweerde, dat hij na God de machtigste persoon ter wereld was, lieten de staatshoofden hem vallen. Paus Clemens V, een Fransman, verhuisde in 1309 de apostolische stoel van Rome naar Avignon. Filips had hem overtuigd om in Avignon te blijven, wat de macht van de Franse koning over de Kerk nog vergrootte. Het was het begin van de Babylonische ballingschap der pausen.
Eind 13e eeuw werd de band met het Oosten verbroken, wat economisch en cultureel een verarming betekende. Het Beleg van Akko (1291) betekende het einde van het kruisvaarderstijdperk in de Levant. In 1295 bekeerden de Mongolen zich tot de islam en in 1299 ontstond er een nieuw imperium, het Ottomaanse Rijk.

### Veertiende eeuw
In de steden van West-Europa begonnen middelgrote boeren en afgezanten van handelaars uit het Middellandse Zeegebied een klasse van kooplieden te vormen. De steden namen het economische voortouw, vooral in de handel, waarvan het zwaartepunt verschoof van luxeproducten naar massagoederen als voedsel en hout. De stedelingen eisten langzaam maar zeker steeds meer rechten en macht op. Ook hier kwamen opstanden tegen het gezag voor, zoals de opstand van Jacob van Artevelde in Gent in 1337. Deze opstanden waren een stuk minder gewelddadig dan die op het platteland.
Het transport van bulkgoederen zoals bouwmaterialen en agrarische producten nam steeds meer toe. In Noordwest-Europa vond ook een specialisatie in agrarische producten plaats, zoals graan, vee, zuivel, wol, vlas en hennep. Handelaren en later hele steden verbonden zich, zoals de Hanze, maar ook grote economische blokken rond de Middellandse Zee. Een Europese economie ontstond.
Nijverheid zoals bierbrouwerijen en textielnijverheid was van groot belang. In enkele steden specialiseerde men zich in bepaalde producten, afhankelijk van de aanvoer van grondstoffen uit de omgeving of van de grootte van de afzetmarkt. Na de handelaren begonnen ook de ambachtslieden zich te verenigen in gilden. Aanvankelijk waren het charitatieve instellingen om zieke gezellen of hun nabestaanden bij te staan. Men hield zich daarna steeds meer bezig met controle op de kwaliteit van de vervaardigde producten, waarvoor merktekens op de producten werden aangebracht. Dit werd steeds meer gebruikt om de beroepsgroep te beschermen tegen vrije ambachtslieden, nieuwe arbeidsbesparende technieken en goedkopere productiecentra. Deze gilden vergaarden zo politieke macht en kwamen tegenover de koopliedengilden te staan. De feodale structuur kwam zo onder druk te staan. Ook de vorsten profiteerden hiervan en vergrootten hun macht, als enigen die zich nog een staand leger en oorlogvoering konden veroorloven. Sterke centrale staten ontstonden in Frankrijk, Engeland en Spanje. De grenzen van de latere natiestaten begonnen zich af te tekenen.
De verslechtering van het klimaat kan een rol gespeeld hebben bij de economische achteruitgang in de 14e eeuw. De grote hongersnood van 1315-1317 was het gevolg van een uitzonderlijk natte zomer, dit leidde tot een langdurige en diepe economische depressie.
Toen Filips VI van Frankrijk, eerste koning van het Huis Valois, de titel van hertog van Guyenne, van Eduard III van Engeland afnam, verklaarde Eduard, dat hij en niet Filips de rechtmatige koning van Frankrijk was. Dit luidde het begin in van de Honderdjarige Oorlog (1337-1453). Deze oorlog (feitelijk een aaneenschakeling van allerlei kleine oorlogjes) stortte heel West-Europa vervolgens in een diepe depressie. Het gevolg was een verarming van de landadel. Militaire ontwikkelingen als de uitvinding van het kanon en grote, professionele infanterie-eenheden bewapend met slagzwaarden en pieken reduceerden de rol van ridders op het slagveld en dreven de kosten van oorlogvoering zo ver op dat deze uiteindelijk alleen nog voor de hoogste heren betaalbaar was. Engeland zou Frankrijk tijdens deze oorlogen plunderen, maar uiteindelijk zou het Franse leger, onder leiding van Jeanne d'Arc, de Engelsen uit Frankrijk verdrijven.
In 1342 begon men met de bouw van het nieuwe Pausenpaleis in Avignon, daarvoor was er veel geld nodig. De verkoop van de aflaten was voor de Kerk een grote bron van inkomsten.
Ergens in Tartarije waarde de Zwarte Dood rond. Hij deed zijn intrede in Europa met een Genuees schip in 1347. Ongeveer een derde van de Europese bevolking stierf aan de pest (1347-1351). Deze pestepidemie maakte een einde aan een periode van stabiele bevolkingsgroei en het wankele evenwicht tussen de oogst en de voedselbehoefte. Omdat een derde van de plattelandsbevolking was gestorven en veel land daarom onbebouwd bleef, konden de horigen en boeren in 1352 viermaal zoveel voor hun graan vragen, wat zorgde voor een forse loonstijging en meer rechten voor de arbeiders. De vraag naar graan was echter sterk gedaald als gevolg van de afgenomen bevolking. Hierdoor daalde de graanprijs, waardoor veel boeren noodgedwongen hun plattelandsleven opgaven en naar de steden trokken om daar een ambacht uit te oefenen. Ook waren er veel roofridders en plunderaars. Volgens sommige historici werden bepaalde delen van Europa – zoals de Midlands, de Povlakte, Bohemen en het huidige Zuid-Duitsland – niet door de depressie getroffen. Daar waar de pest minder hard toesloeg, begon het normale leven sneller en bloeide de handel terug op. De eerste Hanzadag vond plaats in Lübeck in 1356.
De vader en de moeder van Peter I van Castilië bezweken aan de pest, Spanje geraakt betrokken in de Honderdjarige Oorlog en er brak een burgeroorlog (1351-1369) uit. De Joden kregen de schuld voor alle onheil. De Spaanse Inquisitie deed veel Joden uit Iberië op de vlucht slaan naar Frankrijk, Vlaanderen en Holland, maar ook naar Noord-Afrika.
De jodenvervolging was in christelijk Europa vooral op gang gekomen tijdens de kruistochten vanaf 1095. Toen dan eenmaal het vervolgen en vermoorden van Joden vanuit christelijke motieven bezig was, vond men al snel nog extra 'redenen' om de Joden te haten. In de late middeleeuwen moest de Joodse bevolking het bijvoorbeeld ook ontgelden wegens de pest en de eerdergenoemde economische crisis. De Joden hadden een groot deel van het bankverkeer in handen gekregen door Kerkelijke renteverboden (die alleen voor christenen golden) en omdat Joden uit andere beroepen geweerd werden. In tijden van economische crisis en pest werd het aantrekkelijk om woede en onmacht op de Joodse schuldeisers en hun families af te reageren. De toch al geminachte en in christelijke ogen 'ongelovige' Joden werden vermoord omdat ze ervan beschuldigd werden waterbronnen te hebben vergiftigd met pestkiemen.
Onder druk van de publieke opinie en de overtuigingskracht van twee mystica, Birgitta van Zweden en Catharina van Siena keerden de pausen terug naar Rome. Het resultaat was nog erger dan van tevoren. Er waren nu twee pausen, één te Avignon en één in Rome. Deze periode kreeg de naam, het Westers Schisma (1378-1417). Een poging de patstelling te doorbreken, eindigde met drie pausen. Kritiek brak los, van onder anderen John Wyclif, die stelde dat Christus het hoofd van de Kerk is en niet de paus. Dit zou uiteindelijk de basis leggen voor de protestantse leer van Maarten Luther.
Rond 1385 ontstonden er twee nieuwe vorstendommen. De Lage Landen werden tussen 1384 en 1443 samengevoegd tot de Bourgondische Nederlanden. De Unie van Krevo verbond, door een koninklijk huwelijk, Polen en Litouwen.
De Unie van Kalmar in 1397 verenigde Scandinavië.
Tijdens een zware aardbeving in 1354 werd het fort van Gelibolu vernietigd en zo konden de Ottomanen bij de Dardanellen doordringen naar Europa. Langzaam maar zeker rukten ze verder op. Onder sultan Murat I veroverden zij gebieden in Macedonië, Bulgarije en Servië, waarmee ze een zeer sterke aanwezigheid in Europa kregen. In 1362 veroverde sultan Murat I, Adrianopel en maakte het de hoofdstad van het Ottomaanse Rijk. Sofia werd in 1385 veroverd, Thessaloniki in 1387, later werd ook Albanië veroverd. Na de Slag op het Merelveld in 1389 maakten de Ottomanen, de Serviërs tot vazal.
De 14e eeuw eindigde met een zware nederlaag van een gezamenlijk Europees leger tegen de Ottomanen in de Slag bij Nicopolis in 1396.

#### Humanisme
Francesco Petrarca, zelf priester, wordt traditioneel de vader van het humanisme genoemd en werd door velen beschouwd als de 'vader van de renaissance'. In zijn werk Secretum meum wijst hij erop dat de vrije wil niet noodzakelijkerwijs een authentieke relatie met God in de weg staat. Petrarch beweerde dat God, de mens heeft voorzien van enorme intellectuele en creatieve mogelijkheden en de mens aanzet, die te gebruiken. Hij inspireerde de humanistische filosofie die leidde tot de intellectuele bloei van de renaissance. Hij geloofde in de immense morele en praktische waarde van de studie van oude geschiedenis en literatuur.
De renaissancistische humanisten vormden een eerste groep; die zich verzette dat men zich baseerde op klassieke werken, die op bepaalde punten foute vertalingen vanuit het Grieks (of voor het Oude Testament het Hebreeuws) in het Latijn bezaten. Om deze te corrigeren moesten de gezaghebbende teksten in hun oorspronkelijke taal worden bestudeerd, bij voorkeur in een versie die het origineel zo dicht mogelijk benaderde. Latere toevoegingen en uitleggingen werden veel minder belangrijk gevonden. Daarnaast wilden de humanisten ook meer schrijvers en geleerden aan de canon toevoegen.
Vóór de renaissance was de wetenschap vrijwel geheel gebaseerd geweest op een relatief klein aantal traditionele boeken en schrijvers, zoals de Bijbel en een aantal Griekse en Romeinse schrijvers zoals Plato, Aristoteles en Galenus. Het werk van de wetenschappers bestond uit het geven van commentaren op deze boeken en het toepassen van deze werken op actuele situaties.

### Vijftiende eeuw
Begin 15e eeuw zag men de opkomst van nieuwe staten, die zich ontpopten tot welvarende ministaten, zelf tot wereldmacht. De zeeslag bij Modon in 1403 betekende het einde van de Republiek Genua en ook de dominantie van de Republiek Venetië over de Middellandse Zee. Vanaf nu regeerde het Koninkrijk Aragon over het westelijk deel en het Ottomaanse Rijk over het oostelijk deel van de Middellandse Zee.
In de geest van de kruistochten en op zoek naar Pape Jan, zochten de Portugezen naar een manier om de islamitische veroveraar te contourneren. Dit zal leidden tot de Europese ontdekkingsreizen.
Frankrijk, zwaar geteisterd door burgeroorlog en stuurloos door de mentale ontreddering van koning Karel VI, werd een gemakkelijke prooi voor de Engelse koning Hendrik V, die van het machtsvacuüm gebruik maakte om het Franse leger verpletterend te verslaan bij Azincourt (1415). Karels losbandige echtgenote Isabella van Beieren had aanvankelijk de Armagnacs gesteund en had toen zelfs een openlijke relatie met Lodewijk I van Orléans, maar later, na de dood van Lodewijk, koos ze partij voor de Engelsen en voor Jan zonder Vrees, die echter op zijn beurt vermoord werd in 1419. Dit alles leidde tot een Engels-Bourgondische coalitie, met de zoon van Jan, Filips de Goede, die bezegeld werd door het Verdrag van Troyes in 1420. Koningin Isabella bewoog haar zwakzinnige echtgenoot Karel VI ertoe zijn dochter Catharina uit te huwelijken aan Hendrik V, die Karel in Frankrijk zou opvolgen na diens dood – wat erop neerkwam dat Karel VI met dit verdrag zijn eigen zoon, Karel VII, onterfde.
Rooms koning Sigismund van Luxemburg slaagde erin het kluwen van het Westers Schisma te ontwarren tijdens het Concilie van Konstanz (1414-1418). De nieuwe en enige paus werd Martinus V. Koning Sigismund had er wel een groot offer voor nodig, namelijk de veroordeling van zijn landgenoot Jan Hus.
Rond 1430 herrees Europa uit zijn as. Eerst via de kleine vorstendommen, via meester-tacticus Filips de Goede, hertog van Bourgondië, bankier Cosimo de' Medici de Oude, heer van Florence, verspreiders van kunst en cultuur. De Portugese ontdekkingsreizigers voeren voorbij de mythische Kaap Bojador, de zuidelijk eindgrens.
Een andere mythische figuur was Jeanne d'Arc. Mede dankzij haar verwierf het verschrompelde Frankrijk zijn status terug. Karel VII van Frankrijk, zoals andere tijdgenoten, was een hervormer. Belangrijker nog dan het territoriale herstel was zijn reorganisatie van leger en financiën, de basis van het latere vorstelijk absolutisme. Op militair gebied werkte hij aan de oprichting van een staand beroepsleger, dat de uitspattingen van de vroegere ongedisciplineerde legerbenden moest uitschakelen. Om deze onderneming te financieren, creëerde Karel belastingen (tailles) die niet onderworpen waren aan de voorafgaande toestemming van de Staten. Op kerkelijk terrein betekende de Pragmatieke Sanctie van Bourges (1438) eveneens een stap in de richting van het vorstelijk absolutisme, omdat daardoor de Franse Kerk rechtstreekser onder het gezag van de koning werd geplaatst.
Tijdens de 15e eeuw verloor het feodalisme veel invloed in West-Europa. Steeds meer lenen vervielen in de handen van steeds minder adellijke families door het proces van vererving. Zo hadden Vlaanderen, Holland en Luxemburg oorspronkelijk ieder hun eigen graaf of groothertog, maar uiteindelijk was dat dezelfde persoon. Uiteindelijk ontstonden daardoor meestal twee grote bondgenootschappen in de vorm van een lappendeken die elkaar de macht bestreden zoals de Hoeken en Kabeljauwen. Rond 1500 was het feodalisme tot zijn bloedige eindstrijd gekomen en waren er weer koningen die trachtten hun absolute macht te herstellen. De adel bleef wel bestaan, maar werd tot hofadel gereduceerd. De landen zouden bijvoorbeeld een eigen taal ontwikkelen in plaats van het Latijn. Er kwamen steeds meer parlementen.
De huisnijverheid groeide uit tot grootschalige industrie, in handen van kooplieden, die de grondstoffen en eindproducten in heel Europa verhandelden. De schaalvergroting had verregaande gevolgen voor de steden. In hoog tempo verrezen er kantoren voor handelscompagnieën, beursgebouwen, banken, wisselkantoren en koeriersdiensten. De prijs voor deze snelle stedelijke groei was vervuiling van de stad, ongevallen, brandgevaar en epidemieën.
Na de verkiezing van Albrecht II tot Rooms-koning in 1438, leverden de Habsburgers, met uitzondering van Karel VII, alle keizers van het Heilige Roomse Rijk tot eind 1806.
Het scharnierjaar 1453 begon met een aanslag op Paus Nicolaas V, in mei viel Constantinopel, wat het einde van het Byzantijnse Rijk betekende. Met de Slag bij Castillon eindigde de Honderdjarige Oorlog. De drukpers van Johannes Gutenberg luidde een nieuw tijdperk in.
De nederlaag in de Honderdjarige Oorlog zorgde voor veel beroering in Engeland. Edelen onder leiding van Richard van York, afstammeling van de rechtmatige erfgenaam van Richard II, gaven de regerende Lancasters de schuld van de nederlaag en beschuldigden de regenten van Hendrik VI, die inmiddels zwakzinnig geworden was, van machtsmisbruik. Uiteindelijk slaagde Richard erin zelf regent (Lord Protector) te worden. Toen Richard in 1455, na het herstel van Hendrik VI, het hof gedwongen moest verlaten, startte hij de Rozenoorlogen (1455-1485).
De opmars van de Ottomanen in Europa werd gestuit door twee veldheren in het bijzonder, Skanderbeg en Johannes Hunyadi. De Slag bij Vaslui is ook het vermelden waard.
Vanaf Paus Paulus II deed het nepotisme zijn intrede. De ene Renaissancepaus was al gortiger dan de andere. De lege pauselijke schatkist moest worden aangevuld met nieuwe middelen, die sterk verzet uitlokten; verhoogde premies voor het verkrijgen van prebenden, het koopbaar maken van ambten (simonie) en het uitschrijven van nieuwe aflaten.
Het huwelijk van Ferdinand II van Aragon met Isabella I van Castilië in 1469 legde de basis van een nieuw wereldrijk. De reconquista eindigde met de val van Granada op 2 januari 1492. Kort hierna tekenden Ferdinand II en Isabella het zogenoemde verdrijvingsedict, waarin alle Joden werden gedwongen zich te bekeren tot het christendom of het land, met achterlating van hun goud, zilver en geld, te verlaten.
Het huwelijk tussen hertogin Maria van Bourgondië, met Oostenrijkse kroonprins Maximiliaan van Oostenrijk leidde tot Bourgondische Successieoorlog (1477-1482), het begin van de strijd tussen de Habsburgers en het Huis Valois.
De Rozenoorlogen eindigden met de Slag bij Bosworth (1485). Richard III van Engeland sneuvelde en Hendrik Tudor, de Earl van Richmond greep de macht en liet zich tot koning kronen als Hendrik VII. Hiermee kwam het Huis Tudor aan de macht, ten koste van het Huis York.
Litouwen, Polen, een deel van Pruisen, koninkrijk Bohemen, Hongarije en een deel van Kroatië waren eind 15e eeuw in handen van het huis Jagiello en daarmee een van de machtigste vorstenhuizen van Europa.

### Laat-gotiek en Renaissance

#### Laat-gotiek
De late middeleeuwen waren een overgang tussen de periode van de gotische kunst en de renaissance, behalve in Italië waar de gotiek nooit echt voet aan de grond heeft gekregen en de renaissance al rond 1450 begon. De gotiek zat tijdens de late middeleeuwen duidelijk in haar laatste fase. Het begin van de late middeleeuwen was de periode van de internationale gotiek. De internationale gotiek verspreidde zich vanuit Bourgondië over andere Europese landen. Zij wordt gekenmerkt door een verbinding van middeleeuwse stijlelementen met meer realistische uitvoeringen van landschappen en kostuums. De motieven kwamen vooral uit de hoofse wereld. Daarbij komt een sterk gevoel van diepte en een ornamentele gedetailleerdheid.
De internationale gotiek behelst alle kunstvormen, zoals boekverluchting, schilderkunst (Vlaamse Primitieven), beeldhouwkunst, glasramen.... In de architectuur spreekt men van de flamboyante gotiek, de laatste fase van de gotiek. In figuurlijke zin betekent flamboyant fonkelend of schitterend. De flamboyante stijl is een stijl met vlamvormige elementen zoals de buitendecoraties die op vele bouwkundige onderdelen werden aangebracht. Een bekend voorbeeld is het stadhuis van Leuven.
Aan het einde van de late middeleeuwen werd de gotiek, voor zover ze al in Italië was, aldaar verdrongen door de vroege renaissance, doordat de Italianen zich gingen verdiepen in de klassieke oudheid. Het zou in de rest van Europa nog tot 1500 duren voordat de renaissance zou beginnen.

#### Renaissance
De Renaissance kan beschouwd worden als een overgangsperiode tussen de middeleeuwen en de 'nieuwe tijd'. Deze periode begon al tijdens de late middeleeuwen toen verschillende ontwikkelingen die vooruitwezen naar de volgende periode zich aankondigden. In Italië zijn deze nieuwe ontwikkelingen traceerbaar vanaf de veertiende eeuw. Er was geen politieke eenheid in Italië. Paus Martinus V keerde na de Babylonische ballingschap der pausen, in 1420 naar Rome terug. Eenmaal in Rome verordonneerde Martinus de heropbouw van de stad en liet de vervallen kerken, paleizen, bruggen, aquaducten en andere publieke werken opknappen met behulp van Toscaanse architecten en kunstenaars, waaronder Pisanello, Masaccio en Lorenzo Ghiberti.
De stadstaten waren feitelijk zelfstandig, Florence, Venetië, Milaan en Genua. De elite in de steden van Italië ging zich richten op de klassieke oudheid, omdat meer en meer Romeinse en Griekse kennis en kunst werd teruggevonden en er een grote interesse was voor de Romeinse cultuur. Aldus kwam het tot een herontdekken van de Romeinse en Griekse beschaving: recht, dichtkunst, architectuur, kunst en cultuur.
De renaissance verspreidde zich langzamerhand over West-Europa. Van 1300 tot 1450 beperkte de renaissance zich vrijwel geheel tot in Italië, daarna beïnvloedde ze tot ~1600 heel West- en Midden-Europa. Hoewel algemeen bekend als een opleving in de kunsten, is de renaissance vooral belangrijk doordat veel kennis uit de oudheid nu opnieuw bekend werd in Europa, waaronder die van de wiskunde.

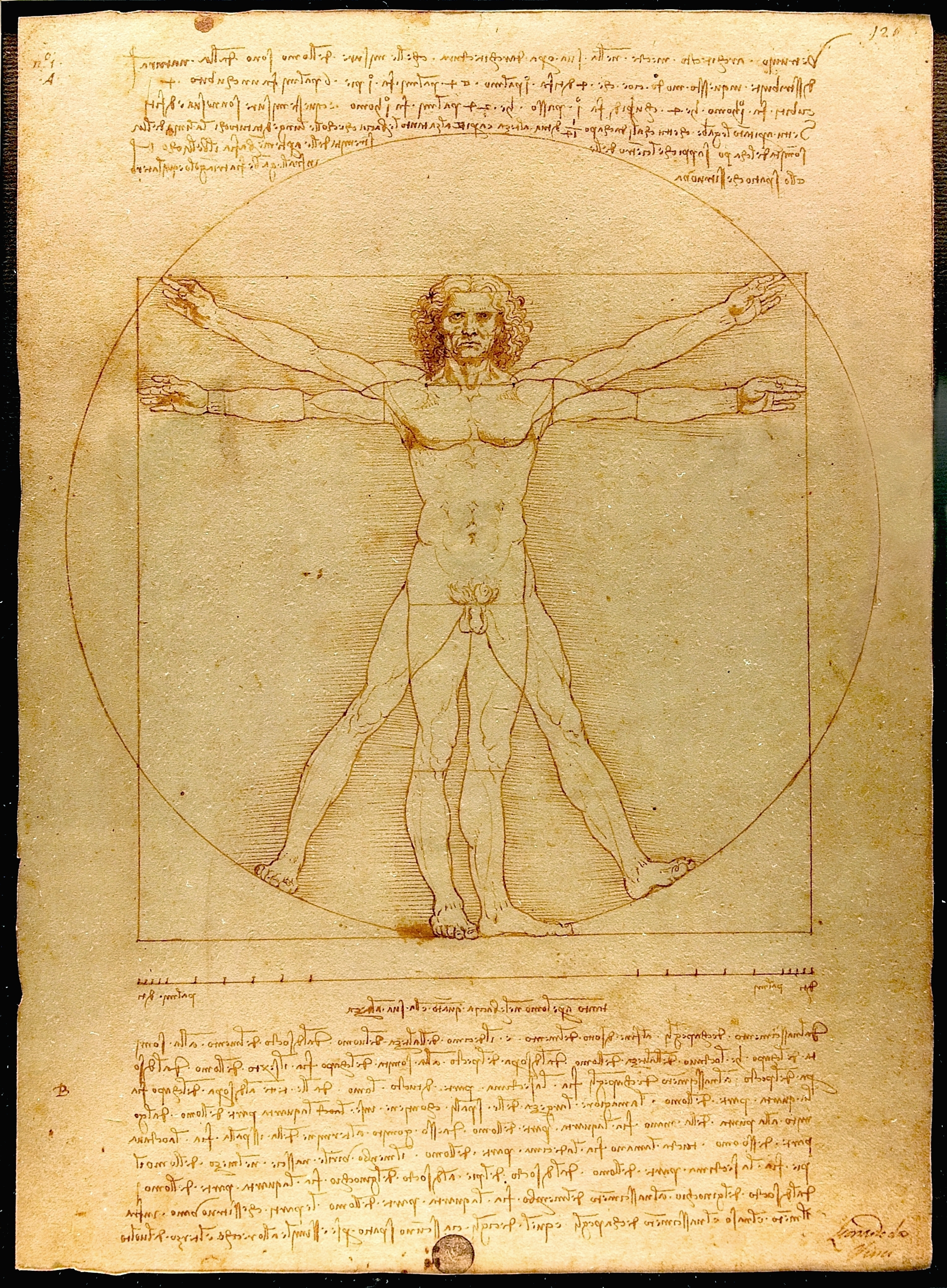
Leonardo da Vinci's Vitruvische Mens, een voorbeeld van de synthese van kunst en wetenschap tijdens de renaissance

Belangrijk voor de renaissance was de uomo universale, die thuis was in alle kunsten en wetenschappen. Dit ideaal stamde ook uit de oudheid; zo was Aristoteles een belangrijke uomo universale. Voorbeelden van een uomo universale zijn Leon Battista Alberti en Leonardo da Vinci.
De uitvinding van de boekdrukkunst met losse letters was een mijlpaal in de Europese geschiedenis. In het begin van de 15e eeuw werden zogenaamde 'blokboeken' gemaakt. Tekst en afbeeldingen werden in hout uitgesneden, waarna ze handmatig konden worden afgedrukt. De nieuwe techniek voorzag duidelijk in een behoefte en verbreidde zich snel. In de halve eeuw die volgde werden op diverse plaatsen in Europa drukkerijen ingericht. De opkomst van het humanisme en de renaissance werd gestimuleerd door de uitvinding van de boekdrukkunst.

#### Renaissancekunst

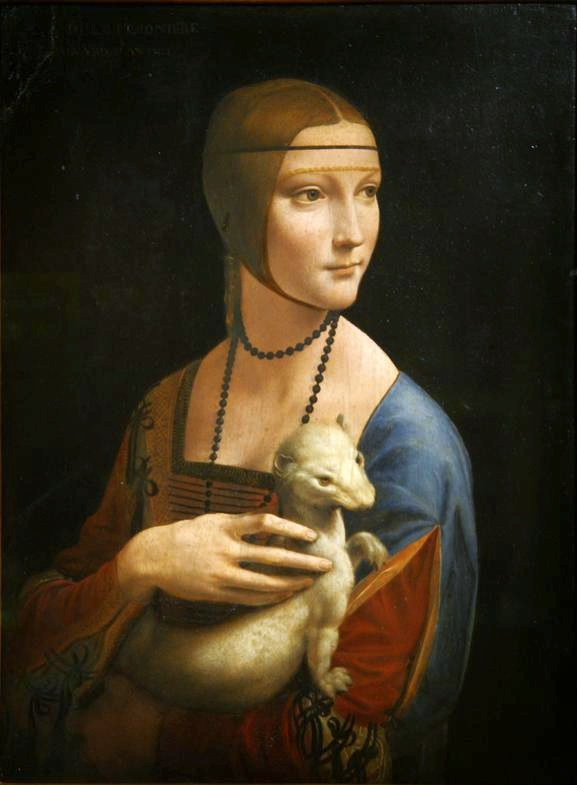
Leonardo da Vinci, Dame (vermoedelijk Cecilia Gallerani) met hermelijn (1492), Czartoryski-museum, Kraków

De nieuwe tijd begon met de Italiaanse renaissance en inspireerde gelijksoortige ontwikkelingen elders, zoals de Spaanse renaissance, de Engelse renaissance, de Duitse renaissance, de Franse renaissance en de renaissance in de Nederlanden. In de periode van de renaissancekunst waren heel wat kunstschilders actief met het maken van schilderijen. Door economische vooruitgang was het ook mogelijk om onder patronaat realistische schilderijen te laten maken. Deze schilderijen waren zeer kostbaar omdat het veel tijd kostte om ze te maken. Vooral in Italië was er een periode van artistieke hoogtepunten. Het waren tijden van opvallende technische inventiviteit; de olieverftechniek werd uitgewerkt tot een ultieme verfijning, houtsnede en kopergravure waren veelgebruikte nieuwe technieken, de boekdrukkunst nam een hoge vlucht door de uitvinding rond het midden van de 15e eeuw van de lettergieterij, en het wiskundig en esthetisch uitwerken van het lineair perspectief. In de Lage Landen, vooral in Brussel, verschoof de belangstelling naar het uitbeelden van het alledaagse leven. Wat ook heel kenmerkend was voor de Renaissance was dat kunstwerken gesigneerd werden, een uiting van het opkomend individualisme. In de middeleeuwen werd dit nooit gedaan, omdat men vond dat de kunstenaar het werk deed in de naam van God en niet in de naam van zichzelf. In de beeldhouwkunst kwamen een aantal aan de oudheid ontleende ontwikkeling op: de portretbuste en het ruiterstandbeeld. Prominente figuren uit de Italiaanse renaissance zijn Donatello, Michelangelo en Leonardo da Vinci. Te onderscheiden is de vroegrenaissance en de hoogrenaissance. De gebouwen van de voorbije eeuwen moesten verdwijnen: Constantijns hoofdkerk boven Petrus' graf moest plaatsmaken voor een nieuwe kerk. De herleefde belangstelling voor de oudheid kwam vooral naar voren in de architectuur. Men bestudeerde de verhandeling van de Romein Vitruvius en mat antieke gebouwen op om zich vertrouwd te maken met de 'taal' van die architectuur (met vormen zoals frontons, eierlijsten, Dorische, Ionische, Korinthische zuilen; met de 'grammatica', de regels voor het bijeenvoegen van de onderdelen). Italiaanse architecten waren onder anderen Filippo Brunelleschi, Andrea Palladio en Donato Bramante. Ook in andere landen is de renaissancearchitectuur terug te zien in vele grote Franse kastelen, vooral in het departement Loire. Het bekendste renaissancekasteel in Frankrijk is het kasteel van Fontainebleau, dat vanaf 1528 aanzienlijk uitgebreid en verfraaid werd door koning Frans I.

## Nieuwe Tijd (± 1500 – ± 1800)
Rond 1500 liepen de middeleeuwen af en begon de Nieuwe Tijd. Historici zijn het er niet over eens wanneer de Nieuwe Tijd precies begon, maar er zijn verschillende gebeurtenissen rond 1500 die aangemerkt kunnen worden als het begin ervan. Gebeurtenissen die dikwijls als beginpunt worden genomen zijn onder andere de Val van Constantinopel (1453), de ontdekking van Amerika door Columbus (1492) en het begin van de Reformatie (1517).
Een nieuwe wereld, een nieuwe tijd. Christoffel Columbus ontdekte Amerika en daar was Johan II van Portugal niet mee opgezet, hij verwees naar het verdrag van Alcáçovas. Paus Alexander VI, een Spanjaard, kon de twee partijen, Portugal en Spanje bedaren, met het Verdrag van Tordesillas in 1494 waar hun invloedssferen werden afgebakend. Spanje kon zich richten op Amerika en Portugal op Afrika en Azië.
Toen Gian Galeazzo Sforza, Hertog van Milaan, in 1494 stierf, eiste koning Karel VIII van Frankrijk, via de lijn van het Huis Anjou-Sicilië en koning Alfons II van Napels, via zijn vrouw Ippolita Maria Sforza, de troon op, het begin van de Italiaanse Oorlogen (1494-1559).
De grondwet van het Heilig Roomse Rijk was begin 15e eeuw nog niet vastgelegd. Hoewel enkele procedures en instellingen vastlagen, gedroegen de hertogen zich onafhankelijk. Het oude regeringsorgaan, de Hoftag, viel uit elkaar. De Rijksdag bestond nog niet, waardoor het rijk onbestuurbaar werd. Uiteindelijk ontstonden zelfs interne oorlogen. Tijdens deze drastische veranderingen gingen dan ook stemmen op om de structuur van het Rijk te veranderen. Regels uit een ver verleden waren niet meer relevant; een versterking van het gecentraliseerd bestuur werd noodzakelijk geacht. Tijdens de Rijksdag van Worms (1495) werd de Reichstag voor het eerst samengebracht. De Rijkshervorming werd goedgekeurd, hierdoor kreeg het Rijk een nieuwe structuur.

### Zestiende eeuw
De 16e eeuw was de tijd van de reformatie en de koloniale expansie. Gedurende de 16e eeuw was Spanje, dat geregeerd werd door de Habsburgers, de dominante macht in Europa. Ook het Ottomaanse Rijk was een macht van betekenis.
Het jaar 1500 was een Heilig Jaar, voor de pelgrim een bonusjaar. Paus Alexander VI liet de vier Heilige Deuren openen. Paus Julius II haatte de Borgia's, maar niet hun territoriale veroveringen. Toen de veroverde gebieden hulp vroegen aan de Republiek Venetië brak de Oorlog van de Liga van Kamerijk (1508-1513) uit.
Met het Concordaat van Villafáfila in 1506, kwam Spanje en met het Eerste Wener Congres in 1515, kwam Oost-Europa in het Huis Habsburg en legde zo de basis van een rijk waar de zon nooit ondergaat.

#### Reformatie

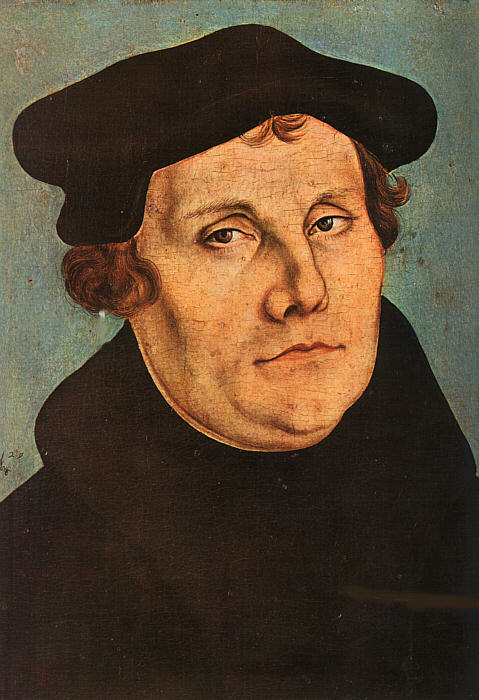
Maarten Luther

De reformatie was een baanbrekende ontwikkeling die de Nieuwe Tijd inluidde. Het was aanvankelijk een beweging die de Katholieke Kerk wilde hervormen. Maarten Luther leidde vanaf 1517 in Duitsland de reformatie, Huldrych Zwingli deed dat in Zwitserland en de een generatie jongere Fransman Johannes Calvijn leidde de reformatie in Frankrijk en Zwitserland. Door de Rooms-Katholieke Kerk werd de hervorming afgewezen en bestreden, met de steun van katholieke vorsten onder leiding van de jonge keizer Karel V. De aanhang van de reformatoren groeide echter snel, onder andere dankzij de verbreiding van de, in de middeleeuwen uitgevonden, boekdrukkunst. De reformatie voedde de politieke tegenstellingen tussen Europese vorsten en edelen, met als gevolg verschillende godsdienstoorlogen en opstanden. De Kerk zette een contrareformatie in, die zich onder meer richtte op verbetering van priesteropleidingen, rechtzetten van misstanden, invloed op het onderwijs, geloofspropaganda en bestrijding van de protestantse ketterij. Vooral dominicanen en jezuïeten waren de oprichters en leiders van de Inquisitie, een instituut dat de verdediging van de katholieke leer tegen ketterijen organiseerde, vaak in samenwerking met wereldlijke machthebbers. De reformatie maakte een einde aan de religieuze eenheid van West- en Midden-Europa. Niet alleen werden de staten verdeeld door religie, maar sommige staten werden ook intern verscheurd door oorlogen tussen katholieken en protestanten.

#### Monarchia Universalis
Als zijn grootvader langs moederszijde en zijn grootvader langs vaderszijde stierven werd Karel van Habsburg respectievelijk, Carlo I van Spanje (1516) en Karl V van het Heilige Roomse Rijk (1519). Zijn eeuwige rivaal Frans I van Frankrijk had zichzelf als tegenkandidaat bij de keurvorsten, naar voren geschoven. Karel erfde een hele lijst aan titels en gebieden, waaronder het machtige Spanje met een enorm koloniaal rijk, zodat hij vanaf circa 1540 naar schatting over de helft van de bevolking van het westelijk halfrond heerste. De Habsburgse macht in Europa was ongeëvenaard, hooguit Frankrijk kwam in de buurt. Dit land voelde zich omsingeld door de Spaanse en Duitse gebieden van de Habsburgers en probeerde die te doorbreken, de voortzetting van de Italiaanse Oorlogen. Na de Slag bij Pavia (1525) moest Frans I de Vrede van Madrid ondertekenen en moest hij zijn aanspraken op Milaan, het Koninkrijk Napels, Franche-Comté, Kroon-Vlaanderen en Artesië opgeven. Slecht verliezer, startte hij onmiddellijk de Oorlog van de Liga van Cognac (1526-1530). Na een nieuwe nederlaag moest hij deze maal de Damesvrede van Kamerijk ondertekenen. Karel had nog een eitje te pellen met Paus Clemens VII, die de kant van Frankrijk had gekozen. De plooien werden gladgestreken met de keizerskroning op 24 februari 1530 te Bologna.
In Oost-Europa verscheen een andere dreiging. Sinds 1520 was de nieuwe sultan van Ottomaanse Rijk, Süleyman I. In 1521 veroverde hij Belgrado. De reactie van de zwakke Lodewijk II van Hongarije was traag. Gestaag veroverden de Ottomanen terrein, richting Boedapest. Beiden partijen troffen elkaar in de Slag bij Mohács (1526), waarbij Lodewijk het leven liet en de Ottomanen, Boedapest veroverden. Johan Zápolya, vojvoda van Zevenburgen, nam de vrijgekomen plaats in. Aartshertog Ferdinand van Habsburg heroverde Boedapest en verdreef Johan Zápolya, die vluchtte naar het Ottomaanse kamp. De tegenreactie zal niet lang op zich laten wachten, wat volgde is het Beleg van Wenen (1529), wat mislukte en een tweede maal in 1532.
Aangezien Paus Clemens bleef talmen om een concilie bijeen te roepen, om het christelijk vraagstuk op te lossen, deed Karel het dan maar zelf. Tijdens de Rijksdag van Augsburg (1530) probeerde hij de eenheid in de Kerk te herstellen. De uitkomst zal juist de tweespalt duidelijk stellen, beginnende met de oprichting van het Schmalkaldisch Verbond, een alliantie van protestantse vorsten en steden . Het verbond werd steeds sterker en zal uiteindelijk leiden tot de Schmalkaldische Oorlog. Ook het onhandige optreden van Paus Clemens in de echtscheiding van Hendrik VIII van Engeland, die hij in 1533 excommuniceerde, leidde ook tot de afscheiding van de Anglicaanse Kerk.
Pact met de duivel. Frans I steunde financieel het Schmalkaldisch Verbond en sloot een Franco-Ottomaanse Alliantie, alles om zijn rivaal te treffen. De dood van Francesco II Sforza, de laatste hertog van Milaan was het startschot voor de Italiaanse Oorlog (1535-1538). Frans I viel aan via land en de Ottomaanse vloot, onder leiding van Barbarossa, via zee.

#### Contrareformatie
Wat Maarten Luther was voor de reformatie, was Ignatius van Loyola voor de contrareformatie. In 1539 richtte hij de jezuïetenorde op. Paus Paulus III riep het Concilie van Trente (1545-1563) bijeen. Het had tot doel de misstanden en misbruiken binnen de Katholieke Kerk aan te pakken. Ook moest duidelijkheid worden geschapen omtrent verschillende door de protestanten betwiste geloofspunten. De besluiten van het concilie vatten de positie van de Rooms-Katholieke Kerk ten opzichte van de protestanten samen in 126 Anathema's (vervloekingen). Men kan dit concilie beschouwen als het hart van de contrareformatie.
Keizer Karel had ongelofelijke veel pijn, hij had last van jicht en dacht aan aftreden. Naar goede Habsburgse gewoonte huwelijkte hij zijn zoon uit aan een strategische partner, Marie Tudor. Voor hij aftrad regelde hij de opvolging. Zij zoon kreeg Spanje en de koloniën en de Nederlanden. Zijn broer, Ferdinand, de titel en het Heilig Roomse Rijk. Ook zocht hij naar een oplossing voor de godsdiensttwisten. Hij hoopte dat de Godsdienstvrede van Augsburg een oplossing zou bieden. In 1556 trok hij zich terug in het Klooster van Yuste, Spanje, waar hij stierf op 21 september 1558.
Midden de 16e eeuw kwam een nieuwe speler op het Europees toneel. Ivan IV van Rusland had zijn rijk ferm uitgebreid en had er een tsaardom van gemaakt. Nu was hij op zoek naar een toegang tot de Oostzee. Graag deed hij mee aan de Noordse Oorlogen.

#### Absolute monarchieën en godsdienstoorlogen
De Vrede van Cateau-Cambrésis werd bezegeld in 1559 met het huwelijk tussen Filips II en Elisabeth van Valois, dochter van Catharina de' Medici, koningin van Frankrijk en zal het Habsburg-Franse conflict eindigen. Deze twee katholieke mogendheden konden zich nu focussen op het bestrijden van de reformatie. De Hugenotenoorlogen in Frankrijk begon in 1562. Het calvinisme waaide van Frankrijk over naar de Spaanse Nederlanden via Valencijn en Doornik. De instelling van de Raad van Beroerten in 1567 door de hertog van Alva is de druppel en in 1568 brak de Tachtigjarige Oorlog uit.
Na het Beleg van Szigetvár, waar sultan Süleyman I stierf, werd het verdrag van Adrianopel (1568) getekend. Met het verdrag van Adrianopel werd Oost-Europa herverdeeld. In het noorden werd het Pools-Litouwse Gemenebest gecreëerd, het Ottomaans Hongarije bestond uit het Vorstendom Transsylvanië, Vorstendom Walachije en het Vorstendom Moldavië, de Habsburgers hielden nog het Koninkrijk Hongarije en het Koninkrijk Kroatië over. Tijdens de Slag bij Lepanto in 1571 werd de Ottomaanse vloot vernietigd, de aanleiding was de verovering van Cyprus door de Ottomanen.
De laatste koning van Portugal uit het Huis Aviz, was een kardinaal en tevens de broer van de moeder van Filips II van Spanje. In 1580 werden Spanje en Portugal verenigd in de Iberische Unie. Op papier was Filips II nu de machtigste man ter wereld. Heerser over Spanje en Portugal en al zijn koloniën en handelsposten, heerser over Italië en de Lage Landen en zijn vrouw was de dochter van Keizer Rudolf II van het Heilig Roomse Rijk. Niet alleen politiek zwaaide hij de scepter, maar ook religieus. Hij was groot voorvechter van het katholiek geloof en had daarbij de steun van de paus.
De barst kwam uit een kleine hoek. In 1581 scheurden zeven provincies zich af van de Zeventien Provinciën. 1584, het jaar dat Willem van Oranje werd vermoord, stierf ook Frans van Anjou, gekozen Heer der Nederlanden, maar ook broer van de Franse koning. De kinderloze Hendrik III van Frankrijk duidde nu zijn zwager, Hendrik van Navarra leider van de hugenoten, aan, als mogelijke troonopvolger. De Drie-Hendriken-oorlog (1585-1598) brak uit, Filips II steunde de Heilige Liga.
De inmenging van de Engelsen in de Nederlandse Opstand en de intensieve kaapvaart tegen het Spaanse handelsmonopolie in Amerika leidden tot de Spaans-Engelse Oorlog (1585-1604). Het is in dit conflict dat Spanje in 1588 een derde van zijn Spaanse Armada verloor.
In 1589 werd Hendrik III van Frankrijk vermoord, nu intervenieerde Spanje rechtstreeks in de Franse opvolgingskwestie. Paus Clemens VIII startte vredesonderhandelingen tussen beide partijen. Hendrik van Navarra bekeerde zich in 1593 tot het katholiek geloof. Op 27 februari werd hij gekroond in de kathedraal van Chartres als koning van Frankrijk. Hij zou de woorden "Parijs is wel een mis waard" ("Paris vaut bien une messe") volgens overlevering uitgesproken hebben. De oorlog duurde nog vijf jaar. Het Edict van Nantes regelde het conflict tussen katholieken en protestanten. De oorlog tussen Frankrijk en Spanje eindigde hetzelfde jaar met de Vrede van Vervins.
Filips II stierf in zijn Escorial op 13 september 1598. Hij was een van de sleutelfiguren uit de tweede helft van de 16e eeuw. Zijn bestuurlijke, militaire en economische hervormingen zullen door de Bourbons in de 17e eeuw worden verfijnd.

#### Maniërisme en vroegbarok
Maniërisme is de kunststijl tussen 1520 en 1580. De maniëristen geven de voorkeur aan "bewegende" figuren, en dan met name aan de figuur "s", de slangvormige figuur die niet binnen geometrische cirkels of vierhoeken kan worden gevangen. Berekenbaarheid en meetbaarheid worden niet langer beschouwd als objectieve criteria en zijn uitsluitend instrumenten voor de verwezenlijking van steeds ingewikkeldere technieken (perspectivische verschuivingen, vertekeningen) en voor het verbeelden van ruimtes waarin niet langer sprake is van een vlakverdeling op grond van de "juiste proporties". De neiging tot een irrealistische weergave van lichamen, ruimten en perspectief. De zogenaamde figura serpentinata is een goed voorbeeld van beide aspecten. De kunstenaars maakten veelvuldig gebruik van lichamen in een zeer onnatuurlijk aandoende, gedraaide pose. Gekende figuren zijn El Greco en Giorgio Vasari.
Paus Sixtus V hervormde het stadsplan van Rome. De hoofdgedachte bij dit plan bestond erin de zeven hoofdkerken van Rome te verbinden door middel van assen. Het wordt beschouwd als een van de effectiefste uitbreidingsplannen van Rome en als het begin van de moderne stadsplanning. De barokarchitectuur vindt hier zijn intrede. De kerk Chiesa del Gesù wordt beschouwd als het eerste barokke gebouw (1584). De stijl werd benut door de Kerkelijke Staat in dienst van de contrareformatie.
Engeland beleefde onder koningin Elizabeth I een periode van grote culturele bloei. Het magistrale werk van William Shakespeare is hiervan slechts één voorbeeld.

#### Veranderd wereldbeeld en wetenschap
De ontdekking van Amerika en de rondreis om de wereld door Ferdinand Magellaan veranderde ons wereldbeeld. Nieuwe atlassen waren nodig. De Duitse cartograaf Martin Waldseemüller tekende in april 1507 zijn Waldseemüllerkaart, de Universalis Cosmographia, waarop voor het eerst het continent Amerika voorkwam, genoemd naar de ontdekkingsreiziger Amerigo Vespucci. Martin Waldseemuller publiceerde ook gedrukte stroken, om uit te knippen en op een bol te kleven om zo een wereldbol te vormen. Gerardus Mercator (1512-1594) bracht zijn wereldkaart uit en bedacht de mercatorprojectie, die navigatie vereenvoudigde, omdat een vaste kompaskoers met een rechte lijn op de kaart overeenkwam.
Abraham Ortelius (1527-1598) bracht de eerste atlas Theatrum Orbis Terrarum uit met telkens een kaart en op de achterkant de uitleg erbij. Ortelius merkte in 1596 in het woord vooraf bij zijn Thesaurus Geographicus al op, dat de westkust van Afrika paste in de oostkust van Zuid-Amerika, wat leidde tot de hypothese dat ze ooit één continent geweest waren.
Een nieuw wereldbeeld, een nieuw hemelbeeld. Copernicus introduceerde het heliocentrisch wereldbeeld. Ook kregen we nieuwe tijdrekening, de Gregoriaanse kalender werd in 1582 ingevoerd.
De vernieuwing in de wetenschap zette door. Andreas Vesalius sneed zelf in lijken ter onderzoek van de anatomie (wat lange tijd taboe was geweest), en kwam tot de conclusie dat Galenus op bepaalde punten fout was geweest.
Langzamerhand drong het besef door dat men de kennis uit de Oudheid waar men zo bewonderend naar opkeek aan het voorbijstreven was. Dit stimuleerde flink het zelfvertrouwen en zelfbewustzijn van de onderzoekers en men ging enthousiast steeds vaker de tot dan toe geaccepteerde 'waarheden' van de autoriteiten uit de antieke cultuur in twijfel trekken en toetsen op waarheid. En zo groeide eind 16e, begin 17e eeuw het besef bij wetenschappers dat niet contemplatie op de historische grootheden van het vakgebied, maar eigen observatie en experiment de sleutels tot kennis waren. De moderne wetenschap was geboren.

#### Mercantilisme
Met de ontdekking van de Nieuwe Wereld en het ontstaan van het Spaanse Rijk, veranderde de inzichten op de economie. Vooral Martín de Azpilcueta uit de School van Salamanca boog zich over de impact van de zilver en goud instroom uit de overzeese gebieden in de Spaanse economie. De middeleeuwse theorie was gebaseerd op de productiekosten als enige determinant voor een rechtvaardige prijs. Diego de Covarrubias en Luis de Molina ontwikkelden een subjectieve theorie van waarde en prijs, die beweerde dat het nut van een goed, varieerde van persoon tot persoon, zodat alleen de prijzen zouden voortvloeien uit wederzijdse beslissingen in de vrije handel. Monopolie, fraude of overheidsinterventie houden dit tegen. Zij waren de voorlopers van de vrije markt, waar een eerlijke prijs van een goed bepaald wordt door vraag en aanbod.
Een andere bepalende factor, bij het ontstaan van het mercantilisme, is het handelsmonopolie en de daarbij horende kaperij.

### Zeventiende eeuw
De belangrijkste machten in het 17e-eeuwse Europa waren het koninkrijk Frankrijk, het koninkrijk Spanje, het koninkrijk Engeland en de Nederlandse Republiek. Andere belangrijke machten waren de Habsburgse monarchie, het koninkrijk Zweden en het keurvorstendom Beieren.
Gedurende de 17e eeuw begon in West-Europa een ontwikkeling met verstrekkende gevolgen: een geleidelijk steeds snellere toename van wetenschappelijke en technische kennis. Tegelijkertijd nam aan de kusten van de Atlantische Oceaan de welvaart toe. Het nieuwe vooruitgangsgeloof bevorderde kritisch onderzoek en ondermijnde traditionele autoriteiten.

#### Spaanse en Portugese handelsmonopolie doorbroken
Vanaf het einde van de 16e eeuw gingen Engeland en de Republiek en in iets mindere mate Frankrijk zich bemoeien met de buiten-Europese handel en ook zij vestigden de nodige handelsposten.
De Spaanse bezetting van Portugal (1580-1640) had grote gevolgen voor de Nederlanden. Omdat er geen specerijenhandel met de Portugezen meer kon worden gevoerd werden Nederlanders gestimuleerd zelf de zo gewenste producten in Indië te gaan halen. De overzeese handelsactiviteiten van de Republiek buiten Europa groeiden hierdoor sterk. De in 1602 opgerichte Vereenigde Oostindische Compagnie (VOC) verjoeg de Portugezen uit het overgrote deel van Oost-Indië, Ceylon en een deel van Zuid-Azië, terwijl de West-Indische Compagnie (WIC) een gedeelte van het Portugese bezit in Brazilië en Westelijk Afrika veroverde. De Nederlandse strijd met de Portugezen werd aanvankelijk gelegitimeerd door de Tachtigjarige Oorlog die in Europa woedde tussen de Nederlanden en Spanje.
Eerder hadden de Engelsen de Britse Oost-Indische Compagnie opgericht. In beperkte mate wisten ook Denemarken, Brandenburg-Pruisen en Zweden buiten Europa handelsposten te vestigen.
In Afrika en Azië werd het grondbezit rond de handelsposten steeds groter. De koloniale expansie droeg bij aan de welvaart en rijkdom van de landen met veel bezit en handel buiten Europa, maar kon soms negatief uitwerken op de welvaart in de koloniën (zie ook Moderne tijd, tweede koloniale expansie). Met name monopolies, zoals dat van de Nederlandse VOC op specerijen zoals nootmuskaat en kruidnagel, bleken zeer winstgevend. De Republiek der Nederlanden liep in het mercantilisme, een variant op het kapitalisme, in de Gouden Eeuw voorop. Hoewel het continent staatkundig geen eenheid ging vormen, begon er wel een Europese economie te ontstaan uit de verbinding van de handelsnetwerken.

#### Absolute monarchieën en godsdienstoorlogen (vervolg)
Filips III van Spanje sloot vrede met de Engelsen en een Twaalfjarig Bestand met de Zeven Provinciën. In 1615 huwde zijn dochter Anna met Lodewijk XIII van Frankrijk. Eind van hetzelfde decennium kwam hij in aanmerking om Rooms-Duits koning te worden. Goed beseffende dat hij weinig kans maakte om door de keurvorsten te worden verkozen, steunde hij de kandidatuur van zijn zwager, de ultraconservatief Ferdinand II, koning van Bohemen.
Op het grondgebied van het Heilige Roomse Rijk woedde van 1618 tot 1648 de Dertigjarige Oorlog. Deze oorlog ging aanvankelijk tussen de protestanten en de katholieken, maar na verloop van tijd werd het een puur machtspolitieke oorlog. De meeste Europese grootmachten namen deel aan deze oorlog. Kardinaal de Richelieu, eerste minister onder Lodewijk XIII, wou zich ontdoen van de Spaans-Oostenrijkse wurggreep. Hij steunde daarom de vijanden van de Habsburgers, zoals Zweden en de Zeven Provinciën, religie was voortaan niet meer bepalend voor bondgenootschappen binnen Europa. Tegen de Vrede van Praag (1635) was het Roomse Rijk zijn bekwaamste generaals kwijt, Johan t'Serclaes van Tilly en Albrecht von Wallenstein. Spanje nam nu het heft over en Frankrijk besloot nu rechtstreeks in de oorlog te stappen, de Frans-Spaanse Oorlog (1635-1659).
Voor de tweede maal verloor Spanje zijn armada. Deze maal bij Duins. Spanje kon zijn zilvervloot niet meer vrijwaren en was verplicht, om de oorlogskosten verder te kunnen financieren, de belastingen te verhogen in eigen land. Het gevolg was de Catalaanse Opstand (1640-1659) en de Portugese Restauratieoorlog, beide gesteund door Frankrijk.
De Slag bij Rocroi (1643) en de Slag bij Jankov (1645) zijn de keerpunten in de Dertigjarige Oorlog. De slagkracht van de Zweedse troepen was doorslaggevend. Als de Zweedse troepen in 1648 voor de poorten van Praag stonden, was Keizer Ferdinand III gedwongen de Vrede van Westfalen te ondertekenen.
De overwinnaars waren Zweden, die kreeg Pommeren en Bremen, Frankrijk, die kreeg Elzas en Lotharingen en de Republiek der Zeven Verenigde Nederlanden, die door Spanje als soevereine staat erkend werd. De verliezer was de keizer van het Heilige Roomse Rijk. Het Heilige Roomse Rijk hield de facto op te bestaan; de keizerstitel had nog slechts symbolische betekenis. Duitsland was voortaan een lappendeken van ongeveer 300 onafhankelijke staten en staatjes. Voor de Duitse bevolking was de oorlog een catastrofe: naar schatting een derde van de bevolking kwam om.

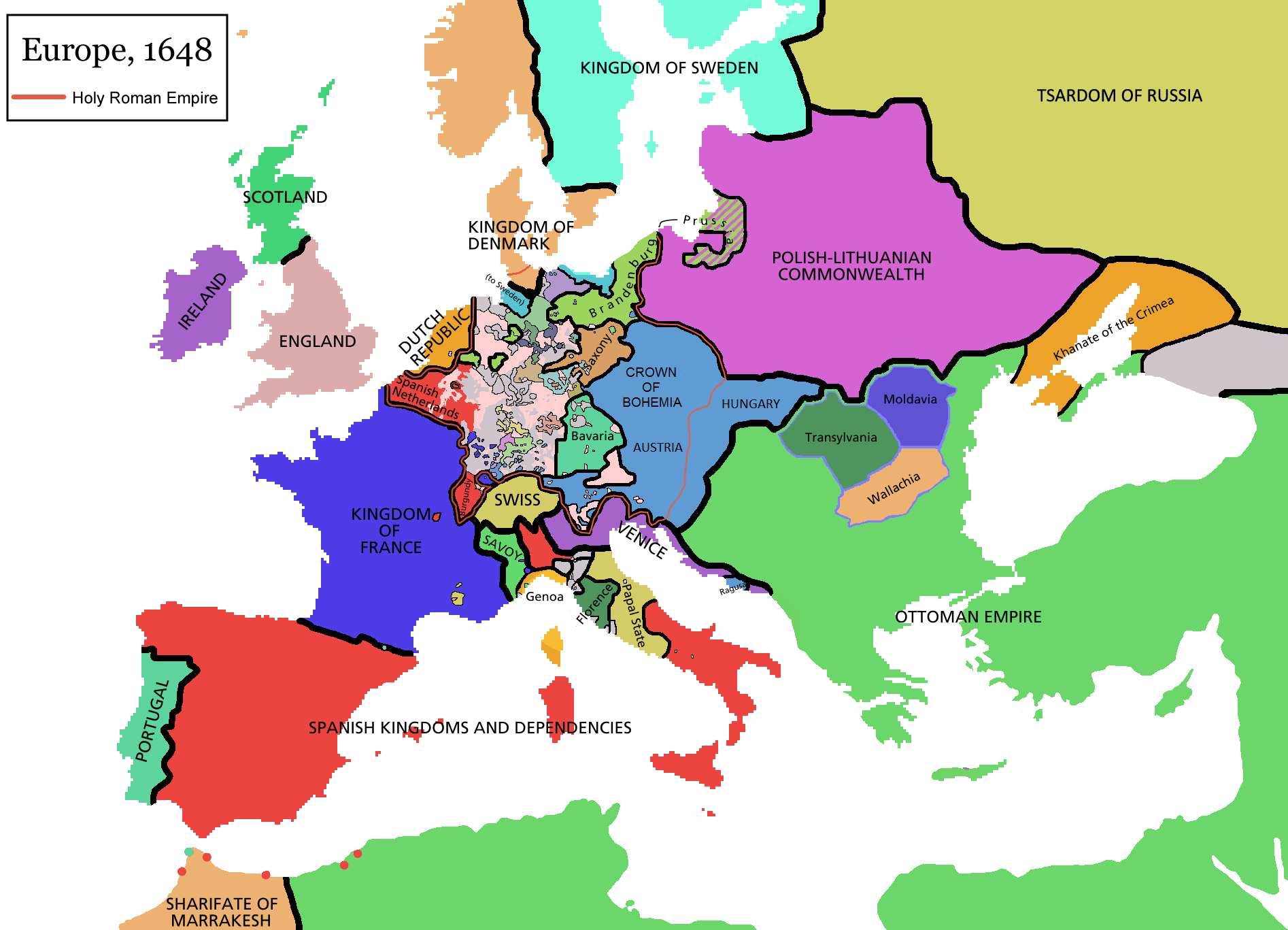
Europa in 1648

De Europese en wereldbevolking in deze tijd worden als volgt geschat door Braudel:
| Jaar | Europa (× 1 mln.) | Wereld (× 1 mln.) |
| ---- | ----------------- | ----------------- |
| 1650 | 100 à 103         | 470 à 545         |
| 1750 | 140 à 144         | 660 à 694         |
| 1800 | 187               | 836 à 916         |

Dat absolutisme niet zaligmakend was, ondervond Karel I van Engeland, die tijdens Engelse Burgeroorlog werd onthoofd en de monarchie werd vervangen door het Engelse Gemenebest. Ook in Frankrijk rees er een opstand tegen de absolute monarchie van Jules Mazarin, La Fronde.
Het tegenovergestelde van het absolutisme, was de Gouden Vrijheid, een quasi-democratie, in Polen-Litouwen. Ook dit systeem kon een burgeroorlog niet tegenhouden. De buurlanden van Polen-Litouwen roken bloed en vielen het land binnen. De Pools-Russische Oorlog (1654-1667) en de Zweedse Zondvloed verwoestten het land. Oekraïne verschoof van Poolse naar Russische invloedssfeer. De Joden, die in Europa het best in Polen getolereerd werden, waren het grootste slachtoffer.
Tijdens de 17e en 18e eeuw werden de Engels-Nederlandse Oorlogen gevoerd om de controle over de zee- en handelsroutes en in 1654 werd de Frans-Spaanse Oorlog hervat. Deze werd beëindigd met de Vrede van de Pyreneeën en bezegeld met het huwelijk van Lodewijk XIV van Frankrijk met Maria Theresia van Spanje in 1659.
Het Heilige Roomse Rijk mag dan nog een symbolische eenheid zijn, maar de Oostenrijkse tak van de Habsburgse monarchie was nog lang niet afgeschreven. Keizer Leopold I was niet alleen Rooms-koning, maar ook vorst van het aartshertogdom Oostenrijk, koninkrijk Hongarije, koninkrijk Bohemen en koninkrijk Kroatië. Hij begon zijn lange regeerperiode met het steunen van de Polen in hun rampspoed.

#### Institutionalisering
Na de dood van kardinaal Mazarin (1661) nam Lodewijk XIV zelf de touwtjes in handen. Lodewijk XIV wordt beschouwd als het prototype van het absolutisme, voornamelijk door zijn eigen propaganda en gekleurde geschiedschrijving. Hierbij werd de macht geconcentreerd in de koning, die steunde op een professionele bureaucratie. Zijn grote verdienste is het vervangen van de noblesse d'épée, die zich tegen de versterking van de koninklijke macht verzette, door de noblesse de robe. De administratieve hervormingen onder het beleid van Jean-Baptiste Colbert, de Franse minister van Financiën en François-Michel le Tellier, oorlogsminister zullen toonaangevend zijn in Europa. Onder zijn bewind voerde Frankrijk een op expansie gerichte politiek. Op cultureel gebied keken alle ogen in Europa bewonderend naar de Franse uitstraling.
Een groot deel van zijn regeringsperiode zal Lodewijk de Spaanse kaart trekken. Toen Filips IV van Spanje, de vader van zijn vrouw in 1665 stierf, kwam de
geestelijk als lichamelijk gehandicapte Karel II aan de macht. Lodewijk deed onmiddellijk beroep op zijn devolutierecht. Kort daarna brak de Devolutieoorlog uit, de eerste van de vijf oorlogen van Lodewijk XIV.
Ook in 1667 werd het Verdrag van Androesovo getekend, het einde van de Pools-Russische Oorlog. Een gevolg van dit bestand was het ontstaan van het Ottomaans-Oekranië, die de balans in de regio verstoorde. Gesterkt door de interne ruzie in het Pools-Litouwse Gemenebest vielen de Ottomanen Polen binnen. De man die Europa zal redden van een nieuwe Ottomaanse inval is Jan III Sobieski.
De magere buit na de devolutieoorlog en de klinkende overwinning van de Republiek tijdens de Tweede Engels-Nederlandse Oorlog brachten Frankrijk en Engeland samen. Raadpensionaris Johan de Witt, die zijn landleger had verwaarloosd, leek een gemakkelijke prooi voor Lodewijk, het begin de Hollandse Oorlog. De Republiek zou de oorlogen overleven, maar zou veel van de macht verliezen die het tijdens de Gouden Eeuw had opgebouwd.
De oprichting van het prinsdom Opper-Hongarije, door de protestantse leider Imre Thököly was de aanleiding voor de Grote Turkse Oorlog (1683-1699).
Opnieuw stonden de Ottomanen voor de poorten van Wenen in 1683. Wenen werd succesvol ontzet door de keizerlijke en Poolse troepen onder leiding van koning Jan Sobieski van Polen. Onder impuls van paus Innocentius XI werd een nieuwe Heilige Liga (1684) opgericht.
Lodewijk XIV maakte van de gelegenheid gebruik om een nieuwe oorlog tegen Spanje te beginnen.
Het misplaatst opportunisme en het Edict van Fontainebleau, de veroordeling van de hugenoten in Frankrijk, maakte Lodewijk XIV zeer impopulair binnen Europa. Toen hij via zijn schoonzus, Liselotte van de Palts, aanspraak maakte op Keur-Palts, richtte keizer Leopold I, de Liga van Augsburg op. Op 27 september 1688 viel Frankrijk de Palts binnen, het begin van de Negenjarige Oorlog (1688-1697).
Willem III, prins van Oranje, had de reputatie verworven als de belangrijkste leider van de protestantse zaak in Europa en groot tegenstander van de Franse expansiepolitiek. Zijn schoonvader, de katholiek Jacobus II van Engeland probeerde in 1687, de Test Act van 1673 af te schaffen, zocht toenadering met Frankrijk en beide sloten in april 1688 een marine-overeenkomst. Genoeg om een invasie te plannen. Op 28 december 1688 trokken de toekomstige nieuwe koning en koningin van Engeland Londen binnen; vijf dagen later vluchtte Jacobus met medeweten van Willem naar Frankrijk, de Glorious Revolution. Wel moest Willem de Bill of Rights van 1689 ondertekenen, deze bewerkstelligde dat de koning voortaan niet kon regeren zonder de toestemming van parlement en volk. In hetzelfde jaar sloten Engeland en de Nederlandse republiek zich aan bij de anti-Franse Liga van Augsburg, de Grote Alliantie.
Europa stond terug in vuur en vlam, de negenjarige oorlog in het westen en de Grote Turkse Oorlog in het oosten. Vanaf 1693-1694 kwam Frankrijk in geldnood. Een nieuwe speler op het toneel was Peter I van Rusland. Na de Azovveldtochten (1695-1696) en de Slag bij Zenta (1697) begonnen de vredesonderhandelingen. De Vrede van Rijswijk beëindigde de Negenjarige Oorlog en was een overwinning voor Willem III, hij werd erkend als koning van Engeland en de Republiek kreeg het recht om in de zogenaamde barrièresteden in de Zuidelijke Nederlanden militairen te legeren. De Vrede van Karlowitz betekende het officiële einde van de Grote Turkse Oorlog, die de Turken verloren. Zij moesten heel wat terrein prijs geven in Oost-Europa.

#### Moderne filosofie en moderne wetenschap

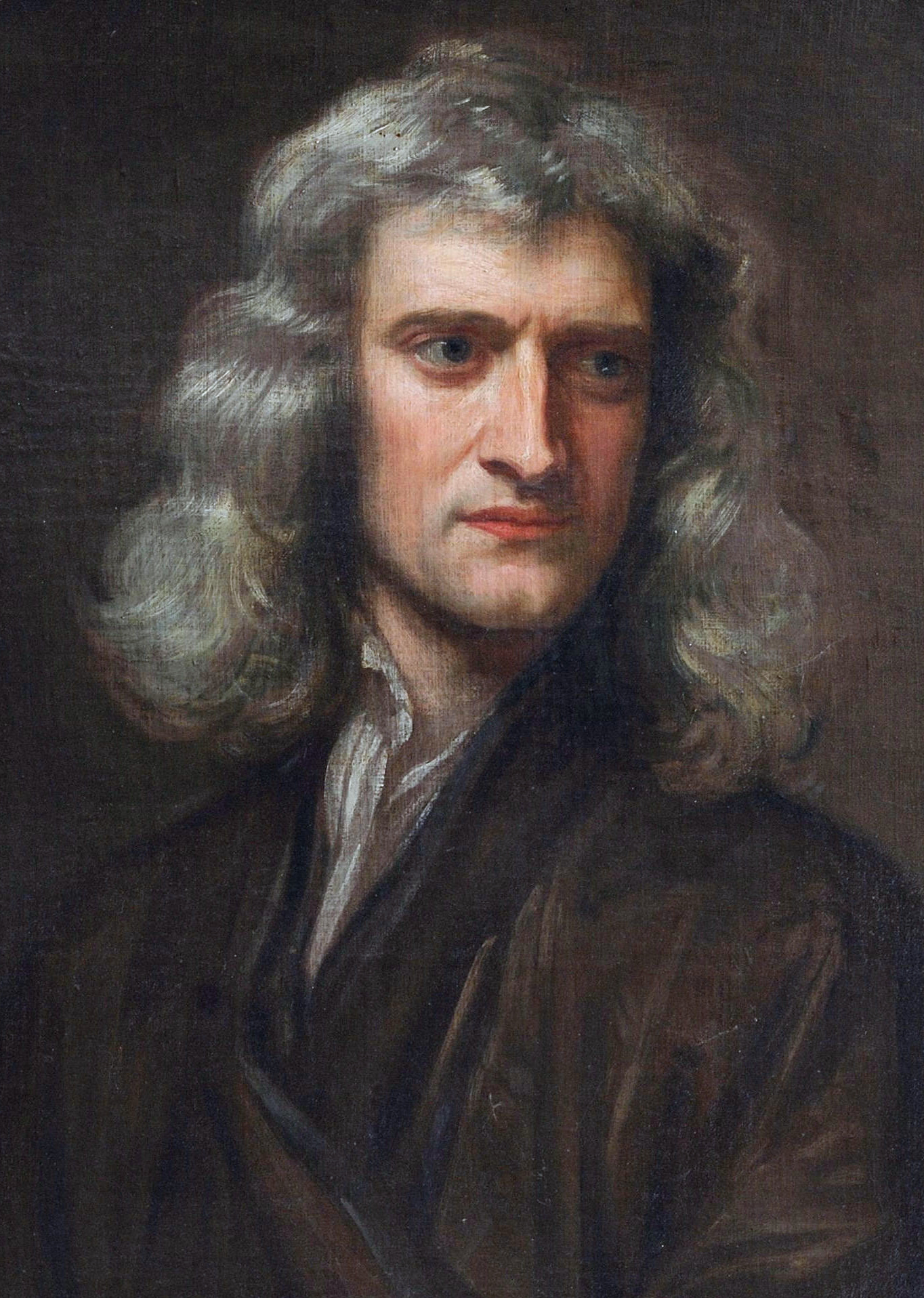
Isaac Newton

Moderne filosofie is de filosofie na de renaissance, ze bevat ook vanaf eind 17e eeuw de filosofie van de verlichting en het liberalisme van onder meer Locke. De verlichting, een politieke en filosofische beweging die de opvattingen over politiek, filosofie, wetenschap en religie grondig wijzigde. Het belangrijkste principe van de aanhangers van de verlichting was dat men de waarheid omtrent bepaalde zaken kon vinden met behulp van de ratio, in plaats van wat bijvoorbeeld kerkelijke autoriteiten zeiden zonder meer voor waar aan te nemen. René Descartes ontwikkelde een radicale systematische twijfel en werd de grondlegger van het rationalisme en de wetenschappelijke methode.
Het is ook de eeuw waar belangrijke wetenschappelijk genootschappen worden opgericht. Jean-Baptiste Colbert richtte na de Académie française, de Académie des inscriptions et belles-lettres en de Académie des sciences op. In Engeland werd de Royal Society opgericht. Geleerden als Isaac Newton meenden dat in het heelal wetten golden die door de mens ontdekt konden worden. In 1687 publiceerde Newton zijn belangrijkste werk, "Philosophiae Naturalis Principia Mathematica". Het tegenovergestelde van de visie van de verlichting wordt wel obscurantisme genoemd. Vele aanhangers van de verlichting hebben vanwege hun ideeën in de gevangenis gezeten of moesten vluchten naar het buitenland.
De verlichting deed zich overwegend gelden in West-Europa. In Frankrijk was het vanwege de strenge censuur vooral een tegenbeweging, waardoor velen moesten vluchten. Zo ontstonden er bijvoorbeeld in Amsterdam, waar veel hugenoten naartoe waren gevlucht, enkele Franse drukkerijen, waarvan de producten terug naar Frankrijk werden gesmokkeld.

#### Hoogbarok en classicisme

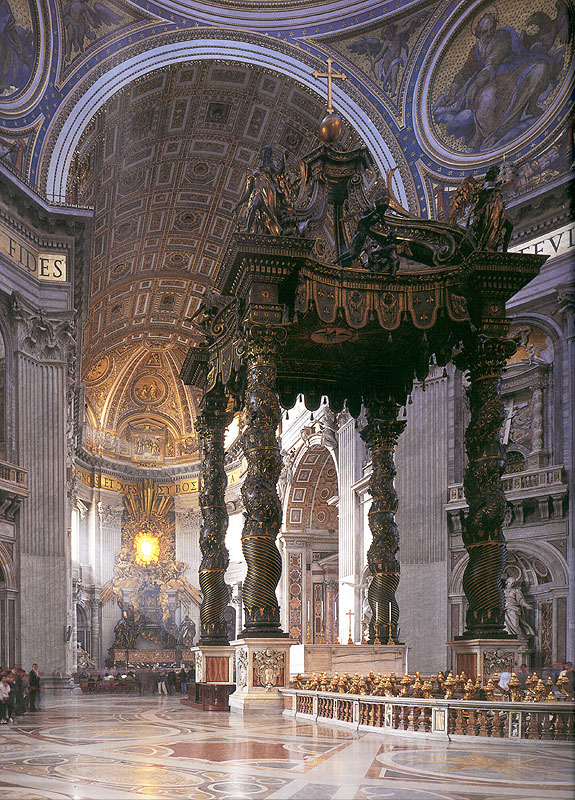
De Baldakijn van Bernini.

De dramatische barok kenmerkt zich door veel pracht en praal te gebruiken in de bouwstijl van de kerken en in de daarin tentoongestelde kunstwerken probeerde de katholieke Kerk haar gezag terug te winnen. De bouwkunst uit de barokperiode wordt gekenmerkt door het gebruik van dieptewerking met perspectieven en door veelvuldig gebruik van ovalen. Verder wordt er gebruikgemaakt van rijk en weelderig materiaal, asymmetrie, veel versieringen en ingewikkelde patronen. De schilderkunst tijdens de barok kenmerkt zich door het gebruik van extreem realisme, dramatische effecten en clair-obscur. Belangrijke schilders van de barok zijn Caravaggio en Peter Paul Rubens.
In Frankrijk werd de barok aan het koninklijk hof toegepast. De periode van Lodewijk XIV wordt ook wel het classicisme genoemd. Lodewijk XIV maakte dankbaar gebruik van deze stijl, die hij leerde kennen dankzij kardinaal de Mazarin, om zijn absolutistische ideeën kracht bij te zetten. Hij liet het Kasteel van Versailles bouwen. De barok werd dus vooral gebruikt om het publiek te imponeren en het nietig te doen voelen bij het betreden van het kasteel.

### Achttiende eeuw
In deze eeuw hielden het Pools-Litouwse Gemenebest, de republiek Venetië en de republiek der Zeven Verenigde Nederlanden op te bestaan. Andere landen zoals Rusland, Pruisen en het Britse Rijk werden grootmachten.
Het is ook een eeuw waar vrouwen mede de politiek bepaalden. Elisabetta Farnese, Maria Theresia van Oostenrijk, Madame de Pompadour, Elisabeth en Catharina II van Rusland. Dit zal niet leiden tot minder conflict.

#### Territoriale- en successieoorlogen
De 18e eeuw begon met wat het in de 17e eeuw eindigde, oorlog. Deze maal begon het in het noorden. De opzet was de Zweedse suprematie te doorbreken, de Grote Noordse Oorlog (1700-1721). In hetzelfde jaar 1700 stierf Karel II van Spanje kinderloos. Terug vochten de Bourbons en de Habsburgers, nu over de Spaanse troonopvolging (1701-1713). 1709 was een kanteljaar. Na de Slag bij Poltava vluchtte Karel XII van Zweden naar het Ottomaanse Rijk en de Slag bij Malplaquet bleek achteraf de bloedigste van de Spaanse Successieoorlog. Bij de Vrede van Utrecht (1713) werd besloten dat Oostenrijk de Spaanse Zuidelijke Nederlanden en de Spaanse gebieden in Italië zou regeren, behalve Sicilië. De Vrede van Utrecht was de eerste vrede die gebaseerd was op het principe van het machtsevenwicht. Een voorwaarde was dat de twee takken van het Huis van Bourbon nooit de tronen van Frankrijk en Spanje zouden combineren en dat Frankrijk eindelijk verlost was van de omsingeling door Duitse, Oostenrijkse en Spaanse Habsburgers.
Een andere successiestrijd vond plaats in het koninkrijk Groot-Brittannië. Als het huis Stuart werd vervangen door het huis Hannover in 1714, kwam Jacobus III Stuart, The Old Pretender, in opstand.
De Grote Noordse Oorlog eindigde in 1721 met de Vrede van Nystad. De grote verliezer was Zweden, de winnaar was Peter de Grote, die Rusland omdoopte tot keizerrijk.
Toen August II van Polen in 1733 stierf, werd Stanislaus Leszczyński, de schoonvader van Lodewijk XV van Frankrijk terug afgestoft om koning van Polen te worden, het begin van de Poolse Successieoorlog (1733-1738), een nieuwe ronde Bourbons versus Habsburgers. Het Verdrag van Wenen (1738) bepaalde dat Frederik August II keurvorst van Saksen, de nieuwe koning van Polen werd. Het hertogdom Lotharingen, het hertogdom Bar, het koninkrijk Napels en het koninkrijk Sicilië kwamen in het Bourbon kamp. Ter compensatie kregen de Habsburgers het groothertogdom Toscane. Een ander heikel punt dat op tafel kwam, was de Pragmatieke Sanctie.
Keizer Karel VI ijverde zijn leven lang, dat ook vrouwelijke nakomelingen als erfgenamen in aanmerking zouden komen. Veel Europese monarchen gingen akkoord met deze Pragmatieke Sanctie, maar toen Maria Theresia de troon wilde bestijgen, vielen Beieren en Pruisen toch aan en begon de Oostenrijkse Successieoorlog (1740-1748). Opnieuw kozen de Bourbons partij voor de Habsburgse tegenstanders. Met de Vrede van Aken (1748) verloor Maria Theresia, het rijke en industrieel vooruitstrevend Silezië aan Frederik II van Pruisen en werd haar man Frans III Stefan hertog van Lotharingen erkend als keizer.
George II van Groot-Brittannië was niet alleen koning van Groot-Brittannië, maar ook keurvorst van Hannover. De grenzen van Noord-Amerika waren nog niet getrokken en Britten kwamen in conflict met de Fransen over territoria. Schrik dat de Fransen zijn keurvorstendom in Europa zouden aanvallen, sloot George II een verdrag met Pruisen. Het ondenkbare gebeurde, de erfvijanden, de Habsburgers en de Bourbons, sloten een bondgenootschap, een diplomatieke revolutie. Kort daarna brak de Zevenjarige Oorlog (1756-1763) uit. De grote overwinnaar was Groot-Brittannië en betekende het begin van de suprematie van het Britse Rijk. Groot-Brittannië veroverde nog meer koloniën op Frankrijk in Noord-Amerika en Zuid-Azië.
Oostenrijk maakte zich zorgen over de Russische opmars, vooral toen Catharina II van Rusland haar stroman Stanislaus August Poniatowski op de Poolse troon zette. De Pruisische koning Frederik de Grote buitte de situatie uit en stelde zich als bemiddelaar op. Hij stelde voor Polen op te delen. Dit gebeurde in drie stappen. Rusland, Oostenrijk en Pruisen verdeelden het land onder elkaar en in 1795 hield het Pools-Litouwse Gemenebest op te bestaan. Veel joden kwamen naar West-Europa, aangezien het tolerante Polen-Litouwen was verslagen en de Jodenvervolging haast niet meer bestond in West-Europa.
Een van de laatste successieoorlogen in de 18e eeuw was de Beierse Successieoorlog. Toen de laatste telg van de Beierse tak van het huis Wittelsbach uitstierf, deed Oostenrijk aanspraak op de opvolging. Frederik II van Pruisen wilde een verdere machtsuitbreiding van Oostenrijk echter voorkomen en greep in. Een andere maatregel dat hij nam was het oprichten van de Vorstenbond.
Na de 5e en 6e Russisch-Turkse Oorlog ging het bergafwaarts met het Ottomaanse Rijk. Het rijk bleek economisch steeds afhankelijker van het westen te worden (de handelsbalans met westerse staten was sterk negatief), en het kon ook militair niet meer bijbenen. Rusland drong steeds verder naar het zuiden op. Langzaamaan werden door Europese christelijke staten meer gebieden heroverd op de Ottomanen. Hoewel het Ottomaanse Rijk nog veel invloed zou uitoefenen op Europa, zou het niet meer meestrijden in Oost-Europa.

#### De Verlichting

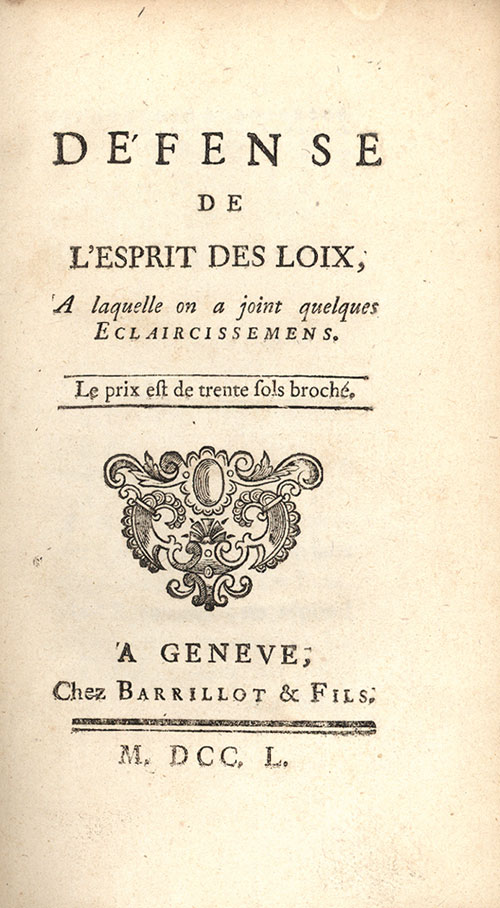
Montesquieu: Défense de l'Esprit des loix

De 18e eeuw was bij uitstek de eeuw van de verlichting. Men probeerde de ideeën van de moderne filosofen te implementeren.
In het recht en de staatsorganisatie werden onredelijke tradities bestreden en hervormingspogingen ondernomen. Verlichtingsdenkers keerden zich tegen macht die alleen op het goddelijke of de traditie berust: de aristocratie, de monarchie en de Kerk. De afwijzing van goddelijk gezag introduceert de scheiding tussen Kerk en Staat.
In 1748 publiceerde Montesquieu zijn De L'Esprit des Lois, waarin hij concludeert dat de scheiding der machten de vrijheid en gelijkheid van de burger garandeert. De trias politica bestaat uit drie elkaar controlerende machten: de wetgevende macht, de uitvoerende macht en de rechtsprekende macht. Het idee was niet nieuw: John Locke formuleerde de scheiding der machten al eerder. Deze nieuwe ideeën over recht, staat en politiek waren een inspiratiebron voor revoluties zoals de Amerikaanse onafhankelijkheid, de Franse Revolutie en de Belgische Revolutie, etc. De respectievelijke grondwetten zijn grotendeels op deze theorie gebaseerd.
In plaats van het goddelijke gezag kwam de theorie van het maatschappelijke verdrag – het contrat social van Jean-Jacques Rousseau. De meeste Verlichtingsdenkers bepleitten de vervanging van de standenstaat door de democratie.
Omdat iedereen verantwoordelijk is voor zijn leven en omdat men zich verzet tegen overgeërfd en van God gegeven gezag, verliest de monarchie haar legitimiteit. De kritiek op de monarchie leidde doorgaans niet tot afschaffing maar tot aanpassingen van de leiderschapsstijl van de vorsten. Deze stijl, die men verlicht despotisme noemt, werd met name door Frederik de Grote, Catharina de Grote, keizer Jozef II en Adolf Frederik van Zweden gepropageerd.

#### Laatbarok, rococo en neoclassicisme

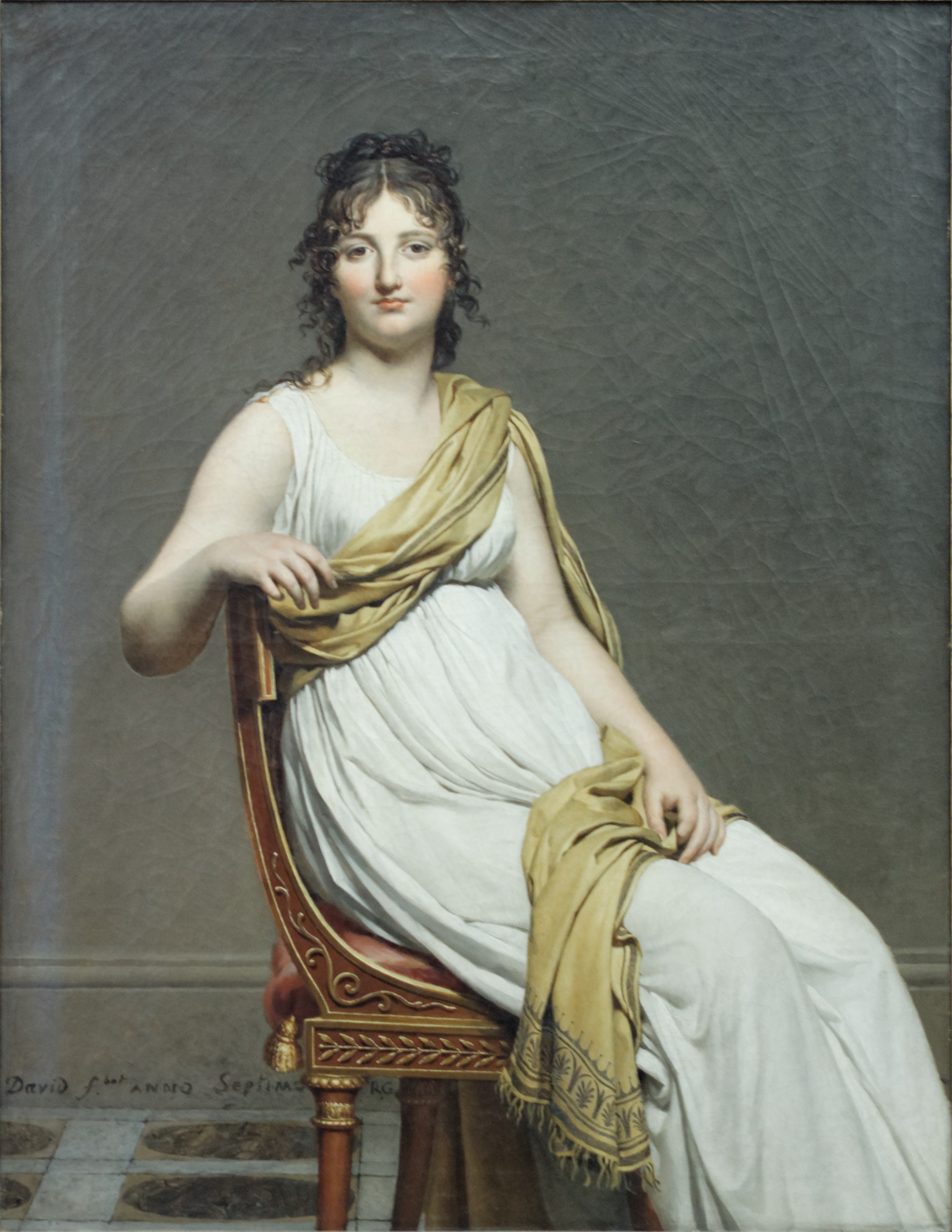
Portret van Madame de Verninac door Jacques Louis David

Als uitloper van de barok ontstond de rococo. Soms wordt rococo echter ook weleens gezien als laatste fase van de barok. Kenmerkend voor de rococo is de genoemde asymmetrie, de nadruk op elegantie en het lieflijke en luchtige karakter. Het kleurgebruik typeerde zich door de zachte tinten, met veel gebruik van pastel. Bekende kunstschilders die in deze stijl werkten waren Jean Antoine Watteau en Canaletto. Met betrekking tot de decoratie zette de beweging van de barok zich in de rococo voort, maar werd op kleinere schaal uitgedrukt. Monumentaliteit werd vervangen door lossere vormen, vrolijkheid en frivoliteit; de onderwerpen worden minder ernstig. Dit viel samen met het minder streng worden van de sociale en morele codes in de samenleving. In de muziekgeschiedenis verstaat men onder rococo de stijl die zich ontwikkelde uit de barokmuziek. Rococo kenmerkte zich door intieme kamermuziek met uiterst verfijnde versieringsvormen. Bekende rococo-componisten waren Johann Christian Bach en Carl Philipp Emanuel Bach.
Tijdens de regering van Karel Bourbon, koning van Napels en van Sicilië (1735-1759) werden de ruïnes van Herculaneum en Pompeï opgegraven. Deze opgravingen zullen de inspiratiebron worden voor een nieuwe kunststijl, het neoclassicisme, waarin opnieuw de vermeende puurheid van de klassieken werd nagestreefd. Waar de grens tussen classicisme en neoclassicisme ligt, is niet altijd even duidelijk. Met neoclassicisme omschrijft men het werk van laat-18e- en 19e-eeuwse kunstenaars als Jean Auguste Dominique Ingres en Jacques Louis David in Frankrijk. We zien het herleven van de stijl van literatuur, beeldende kunst en architectuur van de klassieke oudheid en dus ook van de renaissance.

#### Industriële revolutie in Groot-Brittannië
Door verbeterde agrarische technieken, de wetenschappelijke revoluties vanaf de 17e eeuw en een ondernemend klimaat vond er vanaf 1750 in Groot-Brittannië de industriële revolutie plaats; de stoommachine speelde een zeer belangrijke rol, bijvoorbeeld voor het aandrijven van weefmachines. Niet iedereen was het eens met de invoering van sneller werkende machines. Er waren verscheidene boycotacties tegen fabrikanten en zelfs regelrechte opstanden van werkloos geworden thuiswerkers zoals veel kleine wevers. Deze werden veelal uit de markt gedrongen door de goedkoper werkende nieuwe fabrieken. Pas in de loop van de 19e eeuw volgde de rest van Europa het voorbeeld van Groot-Brittannië.

#### Klassieke economie
Het liberalisme kwam als gevolg van de verlichting op. John Locke wordt over het algemeen gezien als de grondlegger van het liberalisme. Andere filosofen die bijgedragen hebben aan het liberalisme zijn David Hume, Immanuel Kant, John Stuart Mill en Adam Smith.
Zij waren getuigen van de eerste economische en sociale transformatie teweeggebracht door de Industriële Revolutie: ontvolking van het platteland, onzekerheid, armoede, verschijning van een arbeidersklasse. Ze verwonderde zich over de bevolkingsgroei, mede doordat in Groot-Brittannië in die tijd de demografische transitie was begonnen. Ze stelde ook veel fundamentele vragen over de bron van waarde, de oorzaken van economische groei, en de rol van geld in de economie. Ze steunden een vrijemarkteconomie op grond van het argument, dat het een natuurlijk systeem was gebaseerd op vrijheid en eigendom.
Klassieke economen zijn er gedeeltelijk in geslaagd om economische groei en ontwikkeling te verklaren. De klassieke economie heeft tijdgenoten een begrippenkader geboden waarbinnen zij de ontwikkelingen om zich heen konden begrijpen gedurende een lange periode waarin het kapitalisme geleidelijk aan tevoorschijn kwam uit een vervagende feodale samenleving, een periode waarin de industriële revolutie over een perspectief van een generatie tot grote veranderingen in de samenleving leidde. Deze veranderingen deden de vraag rijzen hoe een samenleving georganiseerd kon worden rondom een systeem waarin elk individu zijn of haar eigen (geldelijke) gewin zocht.

### Het dagelijks leven in de nieuwe tijd
In de nieuwe tijd begon in West-Europa geleidelijk aan de welvaart toe te nemen. Dit uitte zich op allerlei manieren en bevorderde weer de economische activiteit. Het bankwezen begon zich te ontwikkelingen en er ontstonden nieuwe vormen van krediet. De landbouw werd productiever en dankzij technische verbeteringen nam ook de productiviteit in de mijnbouw en de ijzergieterijen toe. Er werden meer zeewaardige schepen gebouwd, evenals grotere havens en pakhuizen. Huizen werden ruimer en comfortabeler, terwijl het voedselaanbod meer divers van aard werd.
Ondanks de toenemende welvaart gingen de leefomstandigheden van de armen er niet noemenswaardig op vooruit. Omdat er meer monden gevoed moesten worden werd een groter deel van het landbouwareaal dan voorheen gebruikt voor akkerbouw. Er werd minder vlees gegeten dan in de middeleeuwen. De tarwe die de boeren verbouwden werd opgegeten door de welgestelden. Zelf aten zij voornamelijk brood gemaakt van rogge, gerst of haver en in tijden van voedselschaarste eikels en wortels. In Frankrijk at men in de 18e eeuw hoofdzakelijk brood, ongeveer een pond per dag. Het menu werd aangevuld met bonen en kool. Na 1750 konden meer mensen zich witbrood permitteren.
Ook wat betreft hun huisvesting waren de verschillen tussen rijk en arm groot. Het was in de regel ongezond om in de dicht opeen gebouwde steden te leven. Alleen de welgestelden konden zich spiegels en vensterruiten van glas veroorloven. Op het platteland was zelfs een schoorsteen een teken van maatschappelijk succes. De armen aten uit houten kommen, die langzamerhand werden vervangen door vaatwerk van tin. Porselein werd in toenemende mate aangeschaft door de welgestelden. Ook meubels waren een luxeartikel. De middenklasse bezat gewoonlijk een bed en stoelen.
In 1600 waren geïmporteerde producten zoals koffie, thee, suiker en tabak een noviteit. Rond 1800 was de consumptie hiervan sterk toegenomen en voor iedereen behalve de allerarmsten betaalbaar. Ook wijn en bier werden goedkoper. Het aantal taveernes en koffiehuizen nam toe. In de grote steden waren dit populaire ontmoetingsplaatsen. De verschillende koffiehuizen hadden elk hun eigen clientèle. In de 17e eeuw begon men ook brandewijn, jenever en whisky te verhandelen.
Hierdoor werden -vooral in de steden- drankmisbruik en openbare dronkenschap onder de lagere klassen meer en meer een probleem. Het toenemend aantal onwettige kinderen, die vervolgens vaak te vondeling werden gelegd, zal hierdoor mede veroorzaakt zijn. In 1780 werden in Parijs ongeveer 30.000 kinderen geboren en 7000 te vondeling gelegd. Hierbij moet wel opgemerkt worden dat deze deels afkomstig geweest zullen zijn van het omringende platteland.
Bij de maatschappelijke elites kreeg de vrouw een nieuwe positie: talrijker werden de vrouwen die een sociale rol speelden. Tegelijkertijd echter eiste de heksenvervolging ook in Italië slachtoffers onder het volk, alleen de republiek Venetië bleef hiervan gevrijwaard.
Dankzij de toenemende welvaart ontvingen regeringen grotere belastingopbrengsten, zodat zij grotere legers en meer ambtenaren konden bekostigen. De vraag naar boeken en kranten nam toe. Bovendien kon een groter deel van de bevolking dan voorheen zich met andere zaken bezighouden dan het primaire productieproces; meer mensen konden zich toeleggen op bestuur en organisatie, op onderwijs en wetenschap, op het doen van uitvindingen en het maken van ontdekkingsreizen, en op kunst en literatuur.

## Moderne tijd (± 1800 – ± 1945)
Rond 1800 begon de moderne tijd. Zoals vaker bij periodisering is er geen algemeen geaccepteerd beginpunt. Jaartallen die vaak gehanteerd worden zijn 1789 (Franse Revolutie), 1815 (nederlaag van Napoleon), 1848 (Revolutiejaar) en 1870 (het begin van de Frans-Duitse Oorlog). Het gebruikelijkst is om de Moderne tijd met de Franse Revolutie te laten beginnen.
De Europese en wereldbevolkingen in deze tijd worden als volgt geschat door Braudel:
| Jaar | Europa (× 1 mln.) | Wereld (× 1 mln.) |
| ---- | ----------------- | ----------------- |
| 1800 | 187               | 836 à 916         |
| 1850 | 266 à 274         | 1091 à 1176       |
| 1900 | 401 à 423         | 1530 à 1608       |
| 1950 | 594               | 2416              |

#### Franse Revolutie

De bestorming van de Bastille

In juni 1789 werden na meer dan 175 jaar de Staten-Generaal werden bijeengeroepen. Op 14 juli werd de Bastille bestormd. De macht van adel en geestelijkheid werd teruggedrongen en in het derde jaar van de revolutie werd het koningshuis afgeschaft. Frankrijk werd een republiek met een grondwet waarin de burgerij de macht overnam.
De Franse Revolutie werd veroorzaakt doordat de klassenverschillen te groot werden, de situatie van de gewone man structureel niet verbeterde en doordat de Franse staat al twee jaar bankroet was. De verlichting en het liberalisme waren een extra impuls voor de Franse Revolutie. De Franse Revolutie was een opstand tegen het ancien régime en zorgde ervoor dat de heerlijkheden werden opgeheven en vervangen door één algemeen lokaal bestuursmodel, de gemeente. Verder zorgde ze voor de invoering van de burgerlijke stand, de opheffing van het leenstelsel en het tiendenstelsel. Daarnaast werden alle ambtelijke en adellijke titels afgeschaft en werd het gewoonterecht vervangen door de Code Napoléon.

### Negentiende eeuw

#### Napoleontische oorlogen
Na de Franse Revolutie kwam Napoleon Bonaparte aan de macht. In 1799 wierp deze generaal de regering omver en verving die door het Franse Consulaat. Op 2 december 1804 kroonde hij zich, na een mislukte aanslag, tot keizer. Napoleon probeerde tevergeefs als onderdeel van de Derde Coalitieoorlog Groot-Brittannië binnen te vallen. Vervolgens werd de Franse vloot verslagen in de Zeeslag bij Trafalgar, die een honderdjarige hegemonie ter zee van Groot-Brittannië inluidde. Op 2 december 1805 wist Napoleon de Derde Coalitieoorlog uiteindelijk in zijn voordeel te beslissen en versloeg hij een in aantallen superieur Oostenrijks-Russisch leger in de Slag bij Austerlitz. Dit zorgde voor de terugtrekking van Oostenrijk uit de Derde Coalitie en de ondergang van het Heilige Roomse Rijk. Napoleon liet in plaats daarvan in 1806 de Rijnbond onder Frans gezag oprichten. In 1806 werd ook een anti-Franse Vierde Coalitie opgericht, maar Napoleon versloeg de Pruisen in de Slag bij Jena-Auerstedt en de Russen in de Slag bij Friedland. De Vrede van Tilsit verdeelde Europa tussen Frankrijk en Rusland. Na de Vijfde Coalitieoorlog (1809) bereikte Napoleons Franse keizerrijk zijn grootste omvang. Bijna heel Europa was nu Frans, een vazalstaat, bondgenoot, vriend of verslagen vijand. In 1810 trouwde Napoleon met de Oostenrijkse aartshertogin Marie Louise, waarmee hij een langdurende vrede tussen Frankrijk en Oostenrijk hoopte te bereiken. Deze vrede hield echter niet lang stand, want de Russen wilden niet meewerken aan het continentaal stelsel, een handelsboycot waarmee de nog altijd weerspannige Britten op de knieën gedwongen moesten worden.

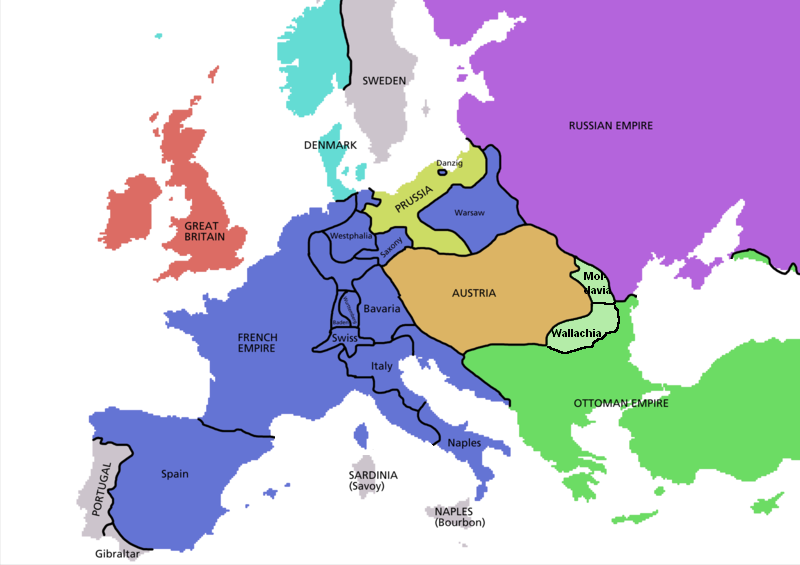
Europa in 1812

Napoleons terugtocht uit Rusland (door Northern)

Napoleon viel met een leger van 500.000 man op 24 juni Rusland binnen vanuit Polen, waarna de Russen de tactiek van de verschroeide aarde toepasten. Er waren betrekkelijk weinig directe confrontaties met het Russische leger; deze werden door Napoleon wel gewonnen, maar een beslissende overwinning bleef uit, terwijl zijn leger door de eindeloze marsen uitgeput en uitgehongerd raakte. Op het moment dat Napoleon Moskou bereikte was hij al de helft van zijn leger kwijt. Moskou werd door de Russen zelf platgebrand; voedsel was er al helemaal niet en de tsaar capituleerde niet. In november zat er voor Napoleon niets anders op dan zich terug te trekken.
Slechts 18.000 soldaten overleefden de winterse terugtocht vanuit Rusland. De rampzalig verlopen veldtocht leidde tot een anti-Franse stemming. In augustus 1813 rukten drie tegen Napoleon verbonden legers op naar Saksen. Napoleon werd verpletterend verslagen in de grote Volkerenslag en verbannen naar Elba.

#### Congres van Wenen
Nadat Napoleon verslagen was moest Europa opnieuw verdeeld worden. Dit gebeurde op het Congres van Wenen. Dat was een congres in 1814 en 1815 gehouden door de overwinnende mogendheden Pruisen, Oostenrijk, Rusland en Engeland. Reactionaire machten achtten een dergelijke herordening noodzakelijk, om het gedachtegoed van de Franse Revolutie te bestrijden en de natuurlijke hegemonie van Frankrijk in te dammen. Napoleon had veel staatjes en staten samengevoegd en het veelal plaatselijke recht vereenvoudigd en nationaal gelijkgeschakeld.

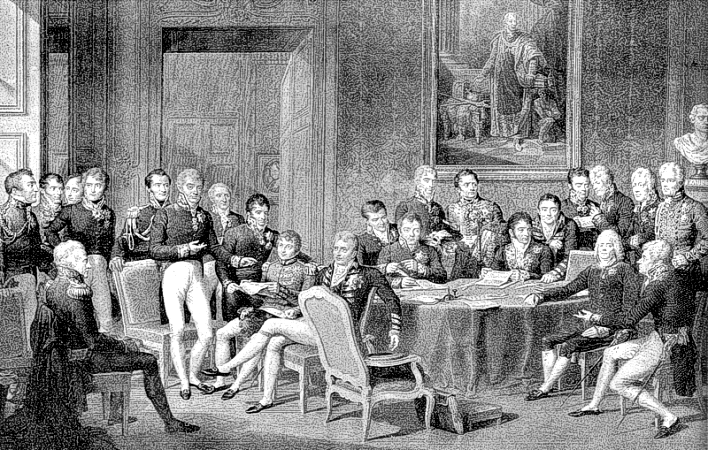
Het congres van Wenen (tekening door J. B. Isaben)

Europa werd opnieuw verdeeld. Noorwegen kwam toe aan Zweden, Lombardije-Venetië aan Oostenrijk, Polen werd weer verdeeld over Rusland, Pruisen en Oostenrijk. Het Heilige Roomse Rijk werd niet hersteld, maar er werd een Duitse Bond opgericht, die onder leiding kwam van Pruisen en Oostenrijk. Noord-Italië ging naar het huis Habsburg, maar in de rest van Italië werden veel oude staten hersteld. Het verenigde Koninkrijk der Nederlanden werd gesticht, waarin de Noordelijke en de Zuidelijke Nederlanden voor het eerst een staat gingen vormen, die voldoende sterk zou moeten zijn om Frankrijk in het noorden af te grenzen.

#### Restauratie en revolutiegolven

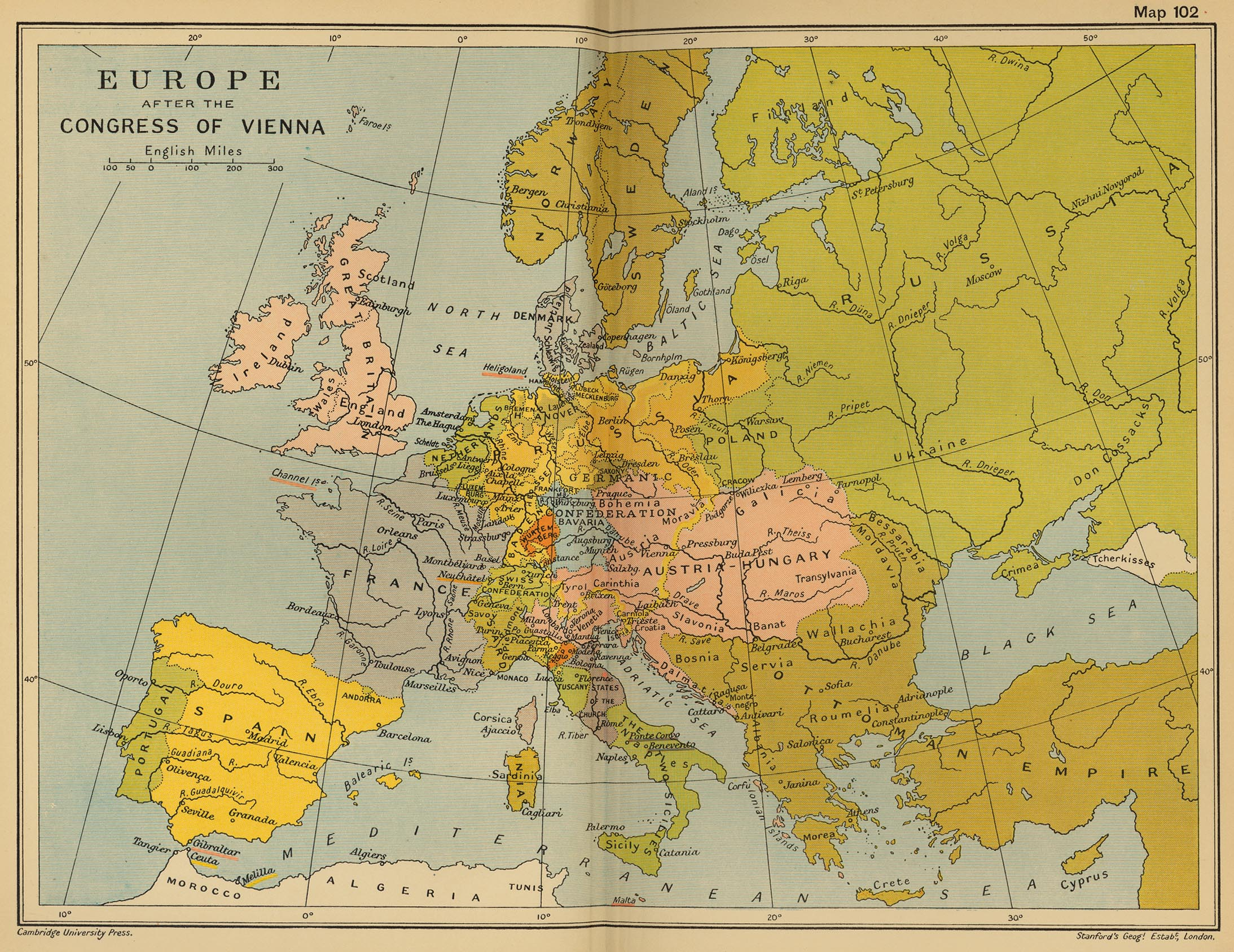
Europa na het Congres van Wenen.

Na de val van Napoleon en het Congres van Wenen kwam er in Europa een ontwikkeling op gang die vaak wordt aangeduid als de Restauratie, die een terugkeer behelsde naar de oude aristocratische orde, het ancien régime van vóór de Franse Revolutie. In Frankrijk werd de monarchie in ere hersteld en het katholicisme wederom staatsgodsdienst. Lodewijk XVIII nam de macht in Frankrijk over en ging over tot de Witte Terreur om zich te ontdoen van alle resterende aanhangers van Napoleon.
De nieuwe orde zou echter niet lang standhouden. De ideeën van de Franse Revolutie hadden overal al wortel geschoten, en leidden tot staatkundige veranderingen. De eerste revolutiegolf in de jaren 20, vond plaats in Italië (de Carbonari), in Portugal (de eis tot terugkeer van het hof uit Brazilië) en de Griekse Onafhankelijkheidsoorlog.
De tweede golf begon in juli 1830 in Frankrijk en deinde uit naar het Verenigd Koninkrijk der Nederlanden met de Belgische Revolutie als gevolg. Ook in Polen, Zwitserland en Italië braken er opstanden uit.
Na de Zeeslag bij Navarino, waar de Ottomaanse vloot werd gekelderd, werd het duidelijk dat het Osmaanse Rijk de zieke man van Europa was en daarmee kwam de Grote Oosterse Kwestie op tafel. In 1832 ontstond het Koninkrijk Griekenland en in 1833 het Vorstendom Servië.
De derde golf begon opnieuw in Frankrijk met de Februarirevolutie (1848). Het aftreden van burgerkoning Lodewijk Filips I van Frankrijk ging als een schokgolf door Europa. Veel regeringen werden omvergeworpen of aan het wankelen gebracht. De bevolking eiste een liberalere grondwet of het vertrek van vreemde heersers. De revoluties die in 1848 in Europa plaatsvonden mislukten veelal, waarna de meeste liberale concessies weer teruggedraaid werden. Enkele verworvenheden, zoals het afschaffen van de lijfeigenschap in de gebieden waar dat nog niet was gebeurd en een grotere rechtszekerheid, bleven echter behouden. De pers won na het versoepelen van de censuur tijdens de revoluties aan invloed. De opstanden vonden plaats in : de Duitse Bond (Maartrevolutie), Hongarije, Italië, Bohemen. In Pruisen werd het Frankfurter Parlement opgericht. Klemens von Metternich ontvluchtte Wenen en keizer Ferdinand I van Oostenrijk werd gedwongen af te treden. Er zou voortaan veel centraal bestuurd worden. In Oostenrijk begon na 1849 de periode van het neo-absolutisme en kwam er een centraal bestuur. In Nederland zorgde Thorbecke ervoor dat er een constitutionele monarchie kwam. In Frankrijk maakten de Bourbons, na een kort intermezzo van de Tweede Franse Republiek, in 1852 plaats voor het Tweede Franse Keizerrijk.
Eenmaal het stof gaan liggen, ging de aandacht terug naar het Ottomaanse Rijk. Onder het mom, wie de beste hoeder van het christendom was, gingen Rusland en Frankrijk redetwisten. De geopolitiek was de werkelijke inzet. De waakhond over de Middellandse Zee, Groot-Brittannië, volgde de situatie op de voet. In 1853 viel Rusland, de Donauvorstendommen binnen, het begin van de Krimoorlog. Het werd voor Rusland een pijnlijke nederlaag. Tijdens de Vrede van Parijs (1856) werd onder ander de Donaucommissie opgericht, over de bevaarbaarheid van de Donau en de teruggave van Bessarabië aan Moldavië, ingepalmd door Rusland. Onder instigatie van Alexander Jan Cuza werd er gestreefd naar een vereniging van Walachije, Moldavië en Roemenië (1859). In 1862 vormden deze gebieden samen Roemenië.

#### Hertekening van Europa

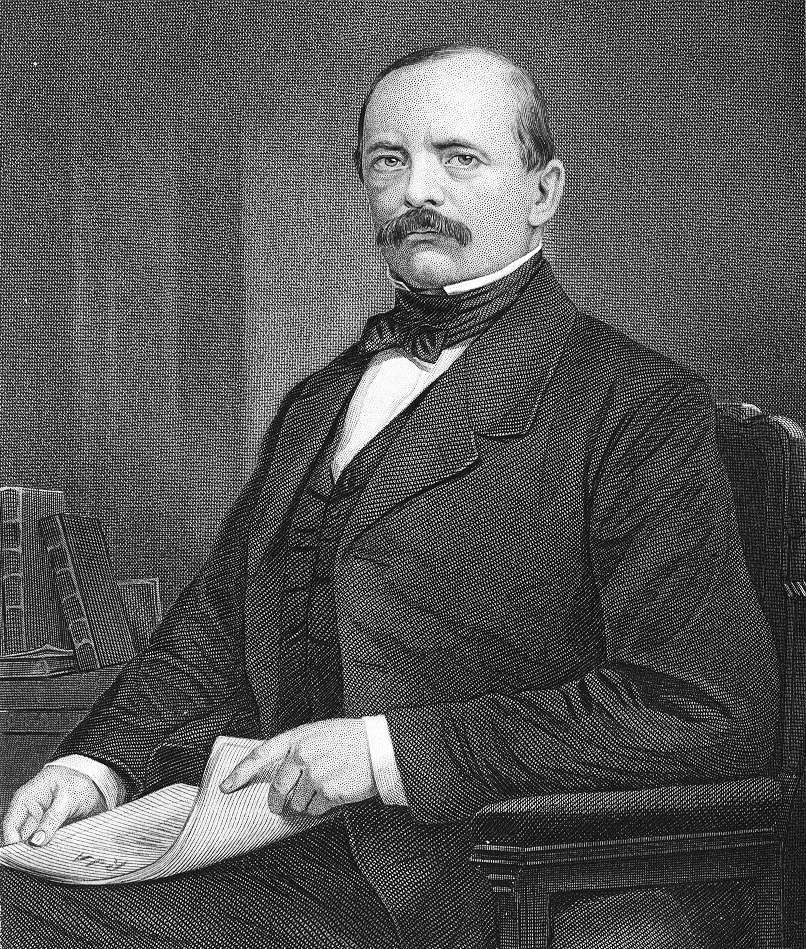
Otto von Bismarck

Giuseppe Mazzini, Victor Emanuel II van Italië, Camillo Cavour en Giuseppe Garibaldi worden beschouwd als de grondleggers van de Italiaanse eenheidsstaat, het Koninkrijk Italië. Otto von Bismarck probeerde door middel van zijn zogeheten Realpolitik een verenigd Duitsland te realiseren. Hij lokte oorlogen uit tegen Denemarken, Oostenrijk en Frankrijk uit, zodat in 1870 het Duitse Keizerrijk kon worden gesticht onder Pruisische leiding, met Berlijn als hoofdstad. De door Frankrijk gevreesde Duitse eenwording vond dus bijna zestig jaar na het Congres van Wenen toch plaats.
De Frans-Pruisische oorlog eindigde met de gevangenneming van Napoleon III en de Vrede van Frankfurt. Frankrijk verloor Elzas-Lotharingen en moest een schadevergoeding betalen van 5 miljard goudfranken. Het Revanchisme was ontloken. De grote geldstroom naar Duitsland veroorzaakte inflatie en leidde in 1873, niet alleen in Duitsland, tot een economische crisis die jaren zou duren, de Grote Depressie (1873-1896).
Tweede helft 19e eeuw zat het Ottomaanse Rijk in financiële moeilijkheden. De beslissing om de belastingen te verhogen, om de buitenlandse schuldeisers te vergoeden, leidde tot opstanden in de Balkanprovincies. Het begon met de Opstand van Herzegovina in 1875, die culmineerde in de Russisch-Turkse Oorlog (1877-1878). De Britten konden het niet vinden met de Vrede van San Stefano en de creatie van Groot-Bulgarije, waarmee Rusland volgens de Britten te veel macht verwierven, in de Balkan. Bismarck loste dit op met het Congres van Berlijn. De vorstendommen Roemenië, Servië en Montenegro werden onafhankelijk. Het vorstendom Bulgarije werd autonoom, maar bleef wel onder het formele bewind van het Ottomaanse Rijk staan. De Britten kregen voor hun dreigementen, Cyprus. Bismarck zorgde ervoor dat door zijn verdeel-en-heers politiek, de andere Europese grootmachten tegen elkaar werden uitgespeeld. De kans op een anti-Duitse coalitie werd hierdoor kleiner dan ooit; Bismarcks grootste zorg voor de toekomst van het Duitse Rijk was hiermee (voorlopig) bezworen.

#### Hertekening van de wereld
In de 2e helft van de 19e eeuw gingen steeds meer Europese mogendheden ertoe over om koloniën onder hun bestuur te brengen. Voortaan zouden de Europeanen niet meer alleen handelsposten op de kust van de koloniën plaatsen, maar de uitgestrekte gebieden zouden ingelijfd worden in het rijk. Deze manier van kolonisatie zou bekend worden als imperialisme. Het imperialisme werd gemotiveerd door de toenemende industrialisering en nationalisering van de handel, waarbij het gevaar aanwezig leek dat grondstoffen- en afzetgebieden onbereikbaar of veel duurder zouden worden. Daarnaast werd imperiumvorming belangrijk. Een kolonie gaf veel aanzien, waardoor er koloniën ontstonden waarvan de kosten hoger waren dan de opbrengsten. De veroveringen werden mede mogelijk door de snelle technische ontwikkeling die in Europa had plaatsgevonden, waardoor moderne snelvuurwapens beschikbaar waren, waartegen een pre-moderne legermacht niet opgewassen was. Dankzij de stoomlocomotief en de telegraaf konden enorme gebieden worden ontsloten en het ijzeren stoomschip maakte de verbindingen met overzeese gebieden veel sneller en betrouwbaarder dan voorheen.
In de 19e eeuw was Centraal-Afrika grotendeels Terra incognita. Leopold II van België had onder het mom van een humanitair project de idee het Kongobekken te exploreren. Toen na Tunesië, Frankrijk ook een protectoraat installeerde in Frans-Congo, ging er een schokgolf door Europa, de Wedloop om Afrika was begonnen. Bismarck probeerde tijdens de Koloniale Conferentie van Berlijn (1884-1885) de verdeling van Afrika in goede banen te leiden.
Terwijl de Europese landen de wereld, Afrika, Azië en Oceanië onder elkaar verdeelden, hield het Spaanse Rijk op te bestaan. Begin 19e eeuw had Spanje al een groot deel van Latijns-Amerika verloren. Het onhandig optreden van Spanje tijdens de Cubaanse Onafhankelijkheidsoorlog leidde tot een Amerikaanse interventie. Met de Vrede van Parijs (1898) speelde Spanje, de Filipijnen, Puerto Rico, Guam kwijt en Cuba werd onafhankelijk.
De gevolgen voor Europa waren groot. De koloniën betekenden een uitbreiding van de Europese economie op wereldniveau. Doordat er nieuwe grondstoffen en nieuwe markten beschikbaar kwamen heeft dit het economische leven sterk gestimuleerd. Psychologisch gezien betekende het modern imperialisme dat de superioriteitsgevoelens en het zelfvertrouwen van de Europeanen sterk werden gestimuleerd.
Maar ook de gevolgen voor de koloniën waren groot. Vooral vanaf de 19e eeuw zou de westerse uitbuiting van de koloniën de daar bestaande traditionele economische structuren ernstig verstoren, waardoor die gebieden minder goed konden voorzien in de eigen binnenlandse behoeften, afhankelijk werden van importen, en verarmden.

#### Romantiek, realisme en impressionisme

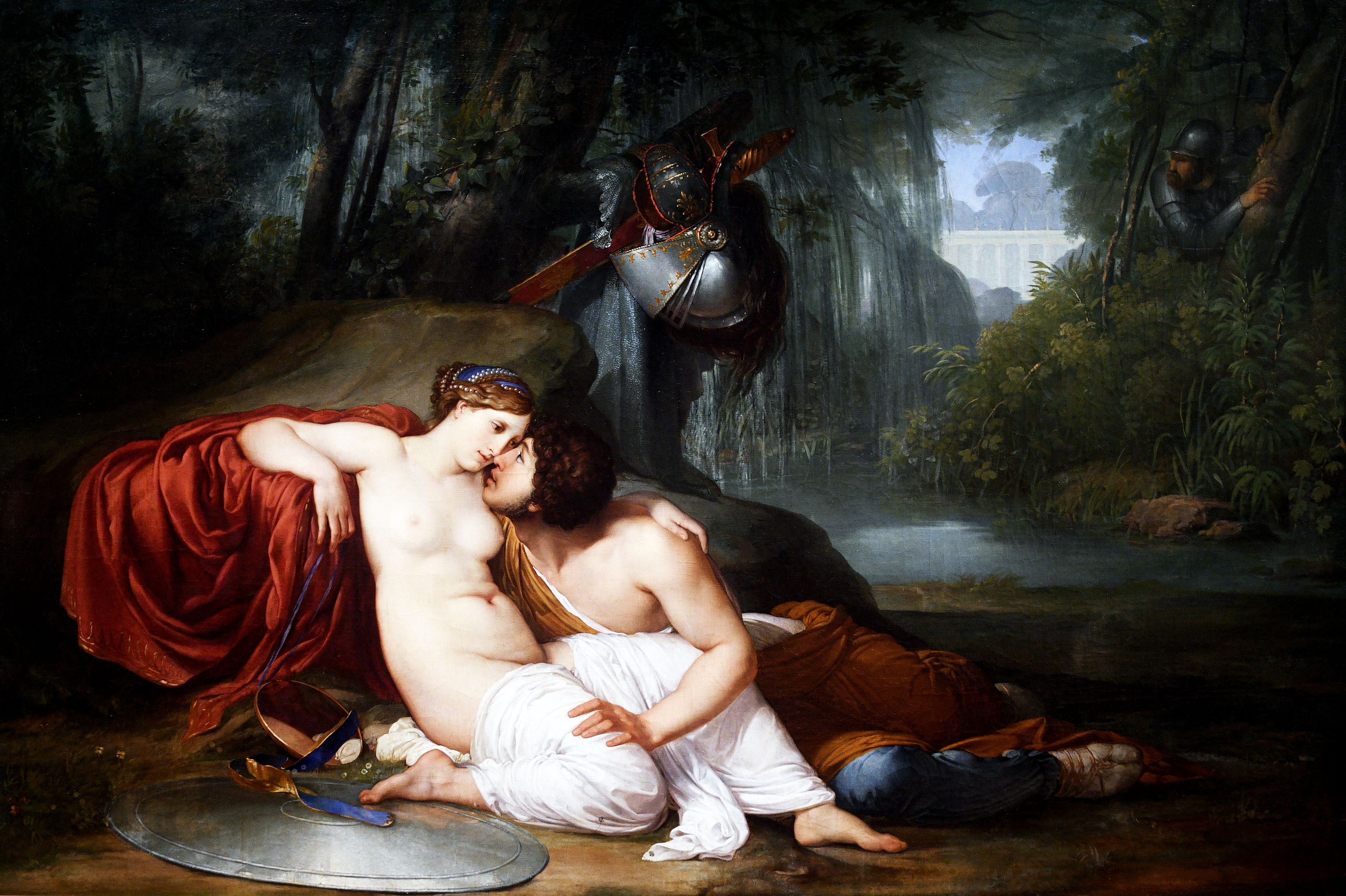
Francesco Hayez als voorbeeld van de romantiek.

Vanaf het einde van de 18e eeuw kwam de romantiek op. Dit was een stroming in het westerse denken die zich sterk deed gelden in de kunst en het intellectuele leven van met name Duitsland, Frankrijk en het Verenigd Koninkrijk. In de Romantiek werd, onder invloed van de verlichting en de filosofie van Immanuel Kant, de subjectieve ervaring als uitgangspunt genomen. Hierdoor kwamen introspectie, intuïtie, emotie, spontaniteit en verbeelding centraal te staan.
Als reactie op de romantiek ontstond het realisme. Het realisme streefde naar het weergeven van de (maatschappelijke) werkelijkheid. Het is ook de opkomst van de fotografie. Dit was een grote verandering ten opzichte van de romantiek. In de bouwkunst uitte het realisme zich doordat men liet zien hoe een bouwwerk is gemaakt, door middel van moeren, bouten en stalen binten.
Als reactie op het classicisme en als voortzetting van het realisme ontstond het impressionisme. Qua inhoud en techniek was het impressionisme een reactiebeweging tegen de heersende conservatief-classicistische opvattingen van de salonjury's.

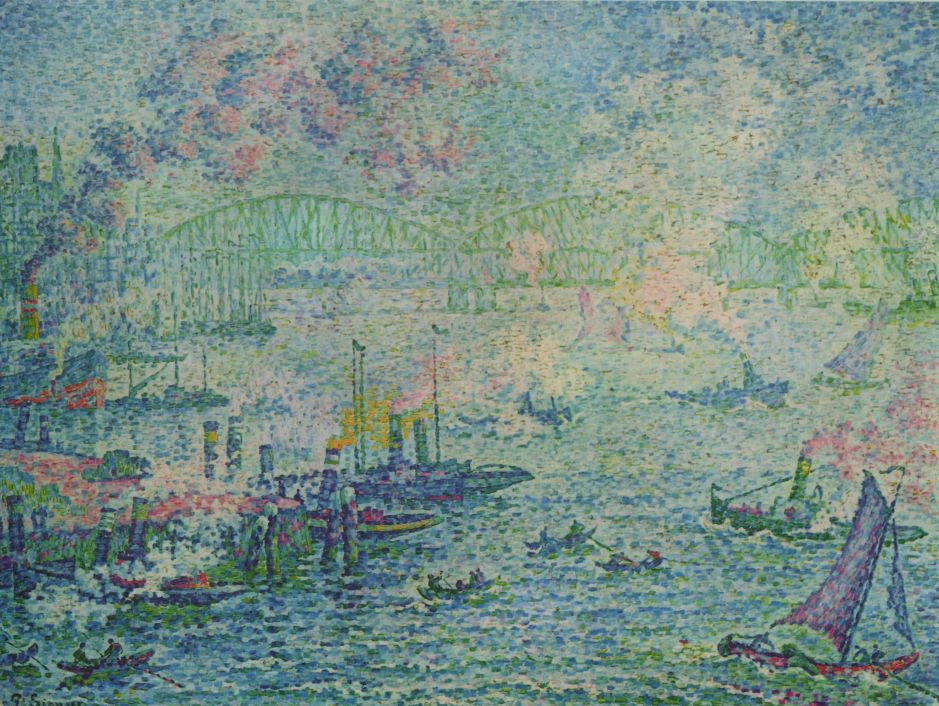
Paul Signac: De haven van Rotterdam, 1907

Als uitloper van het impressionisme ontstond het pointillisme. Het was de bedoeling het licht te accentueren door het analyseren van de kleuren. In het pointillisme werden verfstippen in primaire kleuren op het doek aangebracht. De werking van de menselijke hersenen maakt dan dat er een secundaire kleur wordt waargenomen.
In de 19e eeuw werd de architectuur (men mag eigenlijk spreken van gesamtkunstwerk) gedomineerd door de neostijlen, het kopiëren of combineren van vroegere bouwstijlen. Twee nieuwe stijlen springen eruit, aan het begin, de empirestijl en aan het eind, de jugendstil of art nouveau. Het jugendstilornament was samengesteld uit motieven die gewoonlijk asymmetrische composities vormen met een tweedimensionaal karakter, zoals men dit ziet op meubels, sieraden, lampen, bedrukte stoffen enz. De jugendstil werd in veel kunstvormen toegepast, omdat het heel gebruikelijk was dat een architect ook meubels, zilver, glaswerken, wandversieringen en affiches ontwierp.

#### Eerste wereldtentoonstelling en tweede industriële revolutie
Op het vasteland volgden na 1830 eerst België, Frankrijk en Pruisen, Engeland in de industriële revolutie. Omstreeks 1880 volgde aarzelend pas de rest van Europa. Veel Europese landen bleven voornamelijk agrarisch tot na de Eerste Wereldoorlog. De Tweede industriële revolutie begon in de tweede helft van de 19e eeuw. De nieuwe technologische toepassingen van elektriciteit en chemie, zoals de Olie-industrie zien het licht. Om dit allemaal te illustreren worden de Wereldtentoonstellingen georganiseerd. Ook de communicatiemiddelen nemen een grote sprong voorwaarts, niet alleen de middelen om te communiceren, maar ook de transportmiddelen. De eerste spoorwegen in het begin van de 19e eeuw en aan het einde van de 19e eeuw zou ook de auto ontwikkeld worden, waardoor het landschap nooit meer hetzelfde zou zijn.

#### Sociale kwestie
De gevolgen van de industrialisatie waren te zien in het proces van de snelle verstedelijking van voorheen relatief kleine dorpen en stadjes waar de nieuwe fabrieken kwamen. Verarmde plattelanders stroomden er massaal heen voor werk. Er ontstond daardoor een nieuwe sociale klasse: de arbeiders, oftewel het industriële proletariaat. De groei van de arbeidersbevolking, de concentratie in de steden en verbeteringen op het gebied van onderwijs maakten in de loop van de 19e eeuw een politieke beweging mogelijk, op socialistische of anarchistische grondslag. Tegen het einde van de eeuw begon de arbeidersbeweging in sommige staten een serieuze bedreiging voor de gevestigde orde te vormen. Ook het feminisme vond hier zijn voedingsbodem. Een ander fenomeen van de veranderende maatschappelijk structuur was het ontstaan van de sportverenigingen. De eerste Olympische Spelen vond plaats in Athene in 1896.
Het kapitalisme, de handel stond niet meer in dienst van de staat, maar in dienst van de bedrijven.

### Twintigste eeuw

#### Prelude

De krachtverhoudingen voor WO I

Vijf internationale crises, begin 20e eeuw, tussen de Europese grootmachten zullen uiteindelijk uitmonden in de Eerste Wereldoorlog. De spanningen tussen het Britse Rijk en het Duitse Rijk liepen op, met het vlootplan van admiraal Alfred von Tirpitz. Het voorzag in een verhouding van twee Duitse tegen drie Britse oorlogsschepen in een periode van 20 jaar. Dit leidde tot een samenwerkingsverdrag tussen Groot-Brittannië en Frankrijk. Toen Frankrijk de ambitie had Marokko in te lijven, brak de eerste crisis uit. Rusland die de Russisch-Japanse Oorlog had verloren en te maken had met een opstand in eigen land voelde zich bedreigd en sloot zich aan bij Groot-Brittannië en Frankrijk.
De tweede crisis speelde zich af in de Balkan, toen na de moord op de Servische koning Alexander Obrenović in 1903, het Koninkrijk Servië zich richtte op Rusland in plaats van Oostenrijk-Hongarije. Eerst dwong Oostenrijk-Hongarije, Servië met een economische oorlog op andere gedachten, maar in 1908 annexeerden ze Bosnië en Herzegovina en erkenden ze Bulgarije tot koninkrijk.
De drie volgende crises hebben te maken met het uiteenvallen van het Ottomaanse Rijk. In juli 1908 pleegde een groep Turkse officieren (Jong-Turken) een staatsgreep en een jaar later werd sultan Abdul Hamid II afgezet. Van de zwakte van het regime maakte Frankrijk gebruik om een Tweede Marokkaanse Crisis uit te lokken en op hun beurt Italië. Intussen verenigden de Balkanlanden zich in de Balkanliga om zich te ontdoen van de restanten van het Ottomaanse juk. Op 8 oktober 1912 verklaarde het Koninkrijk Montenegro, het Ottomaanse Rijk de oorlog, de eerste Balkanoorlog. Onvrede over de verdeling van de door het Ottomaanse Rijk verlaten gebieden (met name omtrent Macedonië) leidde in 1913 tot de Tweede Balkanoorlog.

#### Eerste Wereldoorlog

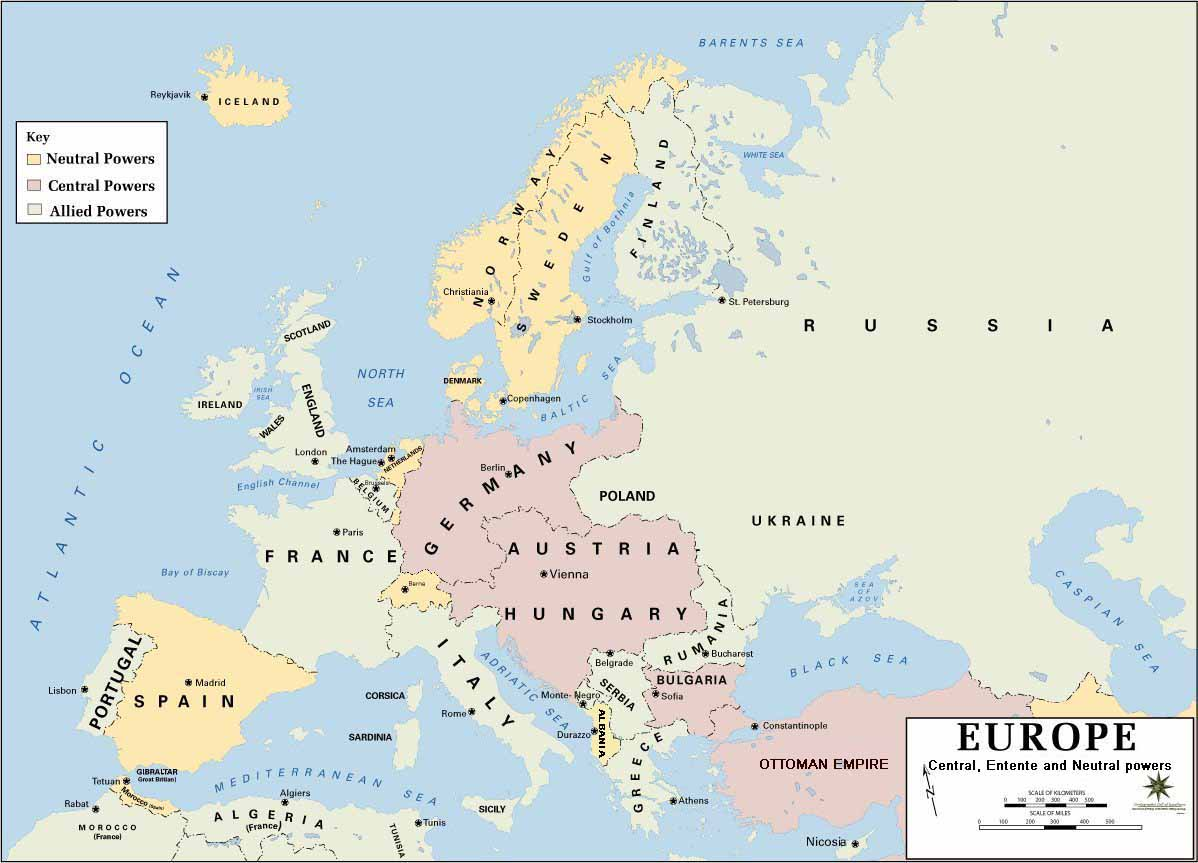
Europa in 1914

In 1914 brak de Eerste Wereldoorlog uit. De oorlog had veel aanleidingen en het grootschalige karakter ervan is te verklaren door de vorming van allianties die geleid werden door de grote mogendheden Duitsland en Oostenrijk enerzijds en Frankrijk, Groot-Brittannië en Rusland anderzijds. Het Duitse Keizerrijk was een laatkomer in het imperialisme en voelde zich achtergesteld in de verdeling van de koloniën. Het kreeg er enkele in Afrika en in de Stille Oceaan, maar dat was weinig vergeleken met Frankrijk, het Verenigd Koninkrijk en zelfs Nederland. Verder kwamen er steeds meer sterk nationalistische stromingen op. Veel volken wilden hun eer en/of onafhankelijkheid herstellen. Duitsland had een grote bevolking en had de Britten ingehaald in industriële ontwikkeling en de Fransen achter zich gelaten en het had een sterk en gemoderniseerd landleger. Het was vol vertrouwen in het winnen van een oorlog. Bij sommige landen, zoals Italië en Roemenië, bestond bereidheid om met de meestbiedende zijde mee te gaan. Oorlog werd daarnaast door nationalisten, sociaal darwinisten, militairen en andere groeperingen gezien als "zuivering". Door oorlog zou de sterkste cultuur (de eigen) overwinnen, en zouden "ziektes" als feminisme, homoseksualiteit, marxisme, socialisme en vrijmetselarij worden uitgebannen. Het woord 'militarisme' had nog niet de negatieve klank die tegenwoordig vanzelfsprekend is.
Na de moord op kroonprins Frans Ferdinand van Oostenrijk en zijn vrouw door een Servische nationalist stelde Oostenrijk-Hongarije ultimatums aan Servië. Toen deze niet ingewilligd werden, verklaarde Oostenrijk-Hongarije op 28 juli 1914 aan Servië de oorlog. De gesloten verbonden zorgden ervoor dat de andere landen bij de oorlog betrokken werden.

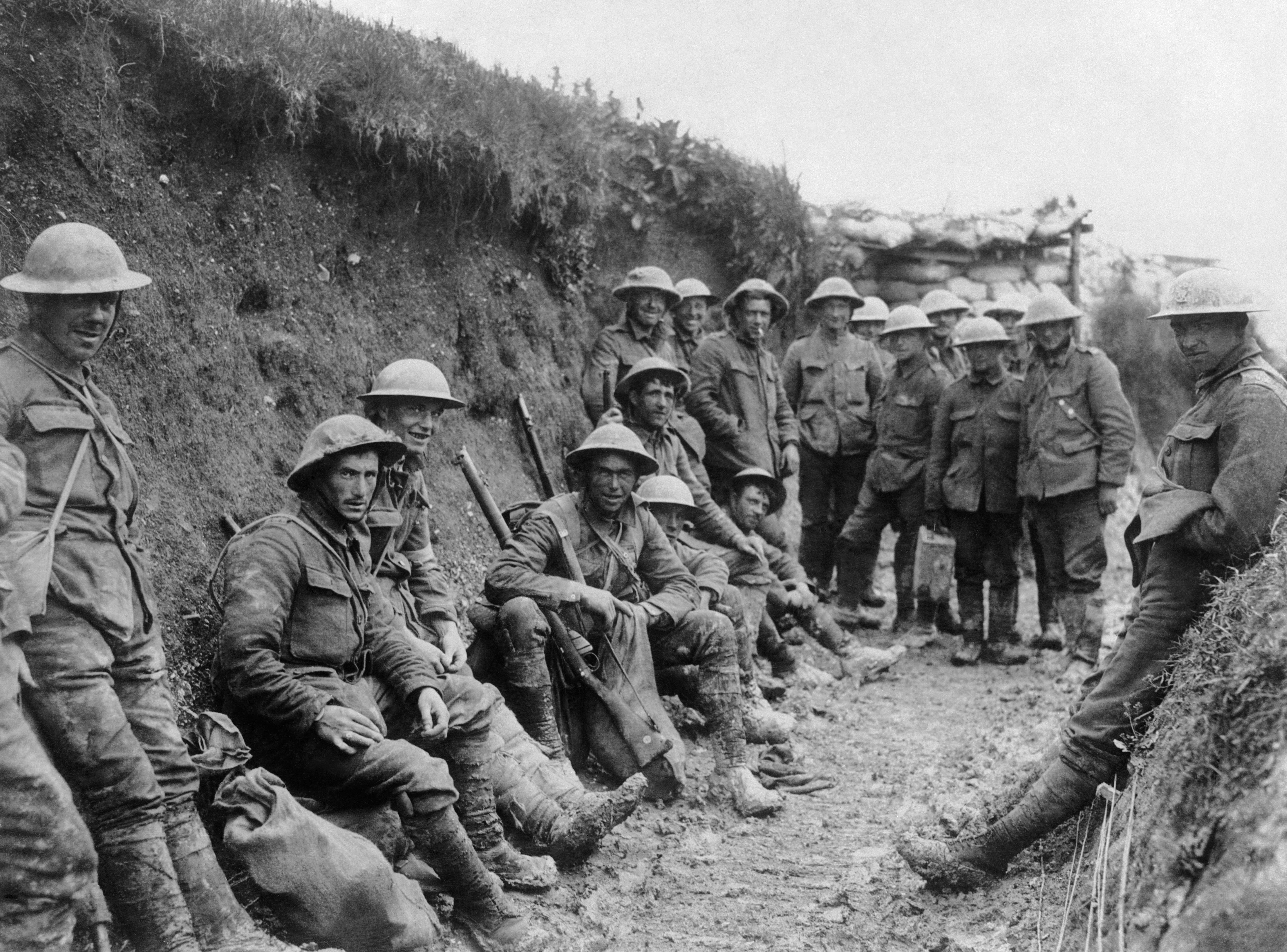
Soldaten in een loopgraaf

In het westen voerden de Fransen een vergeefse aanval uit richting het Ruhrgebied. Onderwijl trokken de Duitse legers door de Ardennen, volgens het aangepaste von Schlieffenplan, België de oorlog in slepend. De Duitse opmars naar Parijs werd echter door Franse troepen tot staan gebracht. Het Westfront kwam muurvast te zitten in de loopgravenoorlog. Gifgas, prikkeldraad, mitrailleurs, bunkers en artillerie maakten dat elk offensief tot het verlies van tienduizenden soldaten leidde.
Ter zee wist de Duitse marine de numeriek veruit superieure Britse marine in de Slag bij Jutland in juni 1916 en bij kleinere acties stevige klappen te geven, maar kon niet de Britse blokkade doorbreken. De Duitsers begonnen zich toen op de onderzeeboten te richten en begonnen effectief handelsschepen uit te schakelen. Tot afgrijzen van Engeland, waar de voedselvoorraden snel slonken. De Engelse marine kwam met het antwoord dat schepen in konvooien moesten gaan varen, dit bleek erg effectief. Ook bleven de Engelsen de Duitse havens blokkeren en zo de Duitse bevolking uithongeren. De Duitse onbeperkte duikbotenoorlog leidde in april 1917 tot deelname van de Verenigde Staten aan de oorlog. Het zou tot 1918 duren voordat verse Amerikaanse troepen het westelijke front bereikten.
Aan het oostfront sloot de grote frontlengte een loopgravenoorlog zoals in het westen uit. Rusland had wel een groot leger, maar kwalitatief was het veel minder dan het Duitse en het Oostenrijkse en verloor gestaag gebied aan Duitsland; de voortdurende verliezen leidden tot de val van het tsarenregime in de Februarirevolutie (1917). De Voorlopige Regering werd zelf ten val gebracht tijdens de bolsjewistische Oktoberrevolutie. Het nieuwe Sovjet-regime sloot op 3 maart 1918 met Duitsland en Oostenrijk de Vrede van Brest-Litovsk, waarbij het veel grondgebied opgaf. Hierna zetten de Duitsers de vrijgekomen troepen in aan het westfront, waar de Amerikanen de uitgeputte Britten en Fransen te hulp waren gekomen. De Duitse offensieven tussen maart en juli 1918 liepen echter met veel verlies aan manschappen vast, waardoor de westelijke geallieerden in november 1918 een wapenstilstand konden afdwingen en de oorlog in hun voordeel konden beslissen met de Vrede van Versailles (1919). De regimes van de verliezende keizerrijken Duitsland en Oostenrijk kwamen ten val en werden vervangen door republikeinse regimes. Het Ottomaanse Rijk had aan de kant van de Centrale mogendheden meegestreden en in 1915 een Brits-Franse expeditie afgeslagen in de Slag om Gallipoli, maar moest ook tot de verliezers gerekend worden. In 1922 werd het definitief ten val gebracht door het seculiere bewind van Mustafa Kemal Atatürk.

#### Interbellum

Europa in 1929-1939

De periode tussen de twee wereldoorlogen wordt het interbellum genoemd. In de Vrede van Versailles (1919) straften de winnaars Duitsland hard. Ze perkten het leger van Duitsland enorm in, 100.000 manschappen en geen luchtmacht en een kleine vloot.
Ook werd de Volkenbond opgericht en er werden nieuwe staten erkend, zoals Polen, Tsjecho-Slowakije, Hongarije, Oostenrijk, Joegoslavië, Finland, Estland, Letland en Litouwen. Deze landen werden opgericht in gebieden die voordien in handen waren van Rusland, Duitsland en Oostenrijk-Hongarije. Ze werden opgericht op basis van het zelfbeschikkingsrecht.
De meeste van deze landen raakten verstrikt in oorlogen, zoals de Pools-Russische Oorlog. Het Ottomaanse Rijk zou vanaf 1921 Turkije heten. Het zou een seculiere democratie worden met Atatürk als eerste president. De grenzen werden bepaald in de Vrede van Lausanne, die getekend zou worden na de door de Turken gewonnen Grieks-Turkse Oorlog.
In Rusland was het communisme aan de macht gekomen, de Sovjet-Unie zou ontstaan. Autoritaire ideologieën zoals het communisme en fascisme kwamen op. Nationalistische leiders wilden het prestige van hun land herstellen. Zij vonden hun heil in diverse knokploegen die zich lieerden aan politieke bewegingen. Gematigden zaten klem tussen deze twee gewelddadige vuren. In veel landen werd de democratie dan ook door een autoritair regime vervangen. Er ontstonden fascistische regimes in Italië (Benito Mussolini; 1922), Duitsland (Adolf Hitler; 1933), Spanje (Francisco Franco; 1939, na de Spaanse Burgeroorlog) en andere landen als Hongarije.
Vrouwen hadden de open plaatsen in fabrieken en werkplaatsen moeten invullen, dit vanwege de totale oorlog. Dit leverde hun een vrijheid op die ze vroeger nooit hadden gehad. Ze beseften dat ze veel mannenwerk best zelf konden doen, en kregen meer zelfvertrouwen. Vrouwen gaven na de oorlog hun positie niet op, waardoor het feminisme een enorme impuls kreeg.

#### Economische depressie
Naast de vele bepalingen in de Vrede van Versailles moest Duitsland een schadeloosstelling van 66 miljard pond betalen in gelijke delen, dit zal duren tot in de jaren 80. De grootte van deze betalingen bleek te veel om door de tanende Duitse economie opgebracht te kunnen worden. In 1923 besloot Duitsland de herstelbetalingen stop te zetten omdat het een te grote belasting was voor de nationale economie. Als reactie hier op bezetten Franse en Belgische troepen het industriële Ruhrgebied binnen de landsgrenzen van Duitsland. Deze bezetting van het centrum van de Duitse steenkolen- en staalindustrie dreef de Duitsers tot grote woede, als 'passieve tegenaanval' beloofde de Duitse regering stakers uit te betalen. Dit legde een zware last op de Duitse economie en zorgde voor een enorme geldontwaarding. Om gelijktijdig de gespannen situatie te verlichten en de kansen tot herstelbetalingen van Duitsland te vergroten werd het Dawesplan opgesteld.
De economie van Duitsland begon terug op te leven. De herstelbetalingen werden hoofdzakelijk gefinancierd door Amerikaans kapitaal. De lasten van de Duitse oorlogsschade werd nu gedragen door Amerikaanse obligatiebeleggers en gecontroleerd door een consortium van Amerikaanse investeringsbanken, onder leiding van J.P. Morgan & Co. Als gevolg hiervan stegen de koersen van aandelen en andere effecten tot enorme hoogten; aandelen werden op de beurs veel meer waard dan redelijk was. De onderliggende economie was echter ongemerkt in kracht verminderd zonder dat dit op de beurs tot uiting kwam. Beleggers verkeerden in euforie en de prijzen van de aandelen werden steeds maar verder opgejaagd — tegen alle economische logica in. Dit leidde tot de Beurskrach van 1929 en de daaropvolgende crisis van de jaren 30.

#### Tweede Wereldoorlog

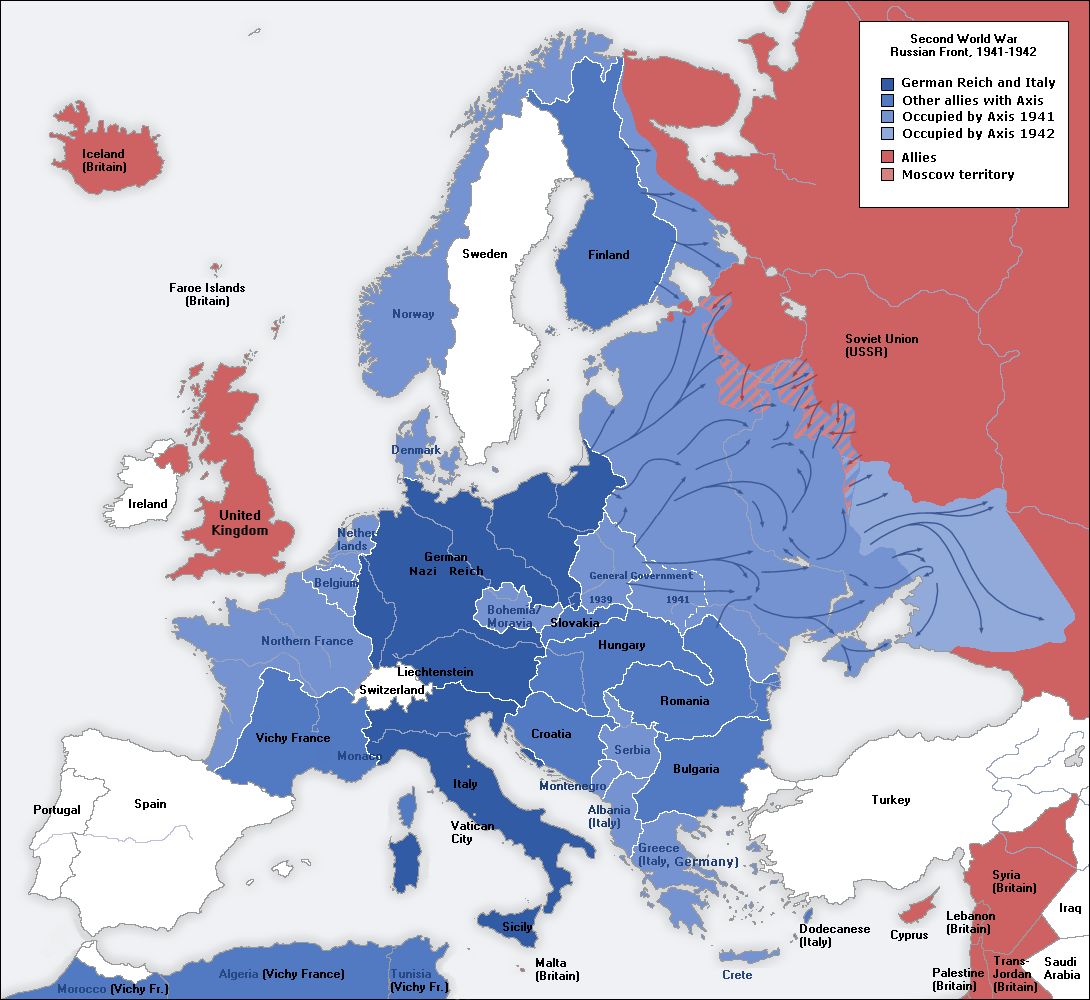
Europa in 1941-42

Nadat nazi-Duitsland met Italië een alliantie vormde door middel van het Staalpact en een non-agressiepact sloot met de Sovjet-Unie onder de naam Molotov-Ribbentroppact, startten Jozef Stalin en Adolf Hitler de Tweede Wereldoorlog. Op 1 september 1939 viel nazi-Duitsland Polen binnen, op 17 september 1939 gevolgd door de Sovjet-Unie. Hitler had in de loop vanaf 1934, terwijl dit in Versailles verboden was, een behoorlijk leger opgebouwd. Nadat Polen, delen van Scandinavië, Frankrijk en de Balkan nog voor 1941 veroverd werden, begonnen de asmogendheden zichzelf te overschatten. Hitlers ideologische tegenstanders waren de communisten in de Sovjet-Unie, maar vanwege het Duitse falen in het Verenigd Koninkrijk en de Italiaanse nederlagen in Noord-Afrika en het gebied rondom de Middellandse Zee, werden de troepen van de asmogendheden verdeeld. De ene helft moest Europa bewaken, terwijl de andere helft Afrika moest aanvallen. Hierdoor bleven er niet genoeg krachten over om de Sovjet-Unie aan te vallen, maar Hitler deed toch een poging in juni 1941, aangezien er weinig tegenslagen waren. Ondanks het aanvankelijke succes van het Duitse leger, werd het leger in december 1941 gestopt voor de poorten van Moskou. Tijdens deze zelfde periode begon Hitler de systematische genocide van elf miljoen mensen in de Holocaust, onder wie het merendeel van de Europese Joden.
In 1943 keerde het tij. De Duitsers werden onder andere verslagen in de Slag om Stalingrad en de Slag om Koersk. In de rest van de wereld barstte de oorlog nu ook los en Duitsland maakte zijn zelfoverschatting compleet door eind 1941 de Verenigde Staten de oorlog te verklaren, nadat deze door Duitslands bondgenoot Japan waren aangevallen. De oorlog liep nu hoog op tussen de asmogendheden en de geallieerden. De geallieerden wonnen in Noord-Afrika en vielen in 1943 Italië binnen. In 1944 werd het bezette Frankrijk binnengevallen. In de lente van 1945 werd Duitsland zelf via het oosten binnengevallen door de Sovjet-Unie. De westelijke geallieerden zouden hierna in maart de Rijn oversteken. Hitler pleegde op 30 april zelfmoord en op 8 mei 1945 werd de oorlog in Europa beëindigd.

#### Kunst, begin twintigste eeuw
In de 20e eeuw ontstond het modernisme. Het modernisme uitte zich in heel nieuwe vormen op alle culturele gebieden, zoals beeldende kunst, muziek en film. Binnen het modernisme waren er talloze richtingen. De belangrijkste waren expressionisme, dadaïsme, surrealisme, kubisme, futurisme, constructivisme en nieuwe zakelijkheid. De beeldende kunst veranderde hierdoor het meest. Een schilderij hoefde in het modernisme niet meer realistisch te zijn. In de muziekwereld liet een vergelijkbare evolutie zich gelden. In de jaren 20 kwam jazz overwaaien uit de VS, een genre waarin muziek eerder een verzameling van klanken was dan een echte melodie.

## Eigentijdse tijd (± 1945 – heden)
De periode na de Tweede Wereldoorlog wordt de eigentijdse tijd genoemd. Deze wordt gekenmerkt door de opkomst van moderne elektronica, een massacultuur in West-Europa, communistische dominantie in Oost-Europa tot circa 1990 en een stapsgewijs proces van Europese eenwording.

### Twintigste eeuw (vervolg)

#### Koude Oorlog
Nog voordat in Europa de Tweede Wereldoorlog op 8 mei 1945 was geëindigd, werd de Conferentie van Jalta gehouden. In de zomer van 1945 volgde de Conferentie van Potsdam. Daar werd de toekomst van Duitsland besproken en het land werd in vier bezettingszones opgedeeld: een Sovjet-Russische in het oosten en drie in het westen: een Amerikaanse, Franse en Britse. Ook werden de grenzen van Polen vastgelegd. Waar het Rode Leger de Duitsers had verdreven kwamen als snel na de oorlog communistische regimes naar sovjetmodel aan de macht. Tot ergernis van Moskou ontstonden in Joegoslavië en Albanië onafhankelijke communistische regimes, omdat de partizanen daar zichzelf bevrijd hadden. Het Verenigd Koninkrijk en de Verenigde Staten lieten Griekenland niet vallen. De burgeroorlog tussen het communistische en niet-communistische verzet, die door de communisten verloren werd dankzij westerse steun. Dit conflict kan als het begin van de Koude oorlog worden beschouwd. Ook Turkije kreeg hun steun. Beide landen traden in 1952 toe tot de NAVO, een militair verdrag dat wederzijdse verdediging en samenwerking van de legers van de westerse landen regelt. Er ontstond een Oostblok met steun van de Sovjet-Unie en aan de andere kant West-Europa met steun van de Verenigde Staten.

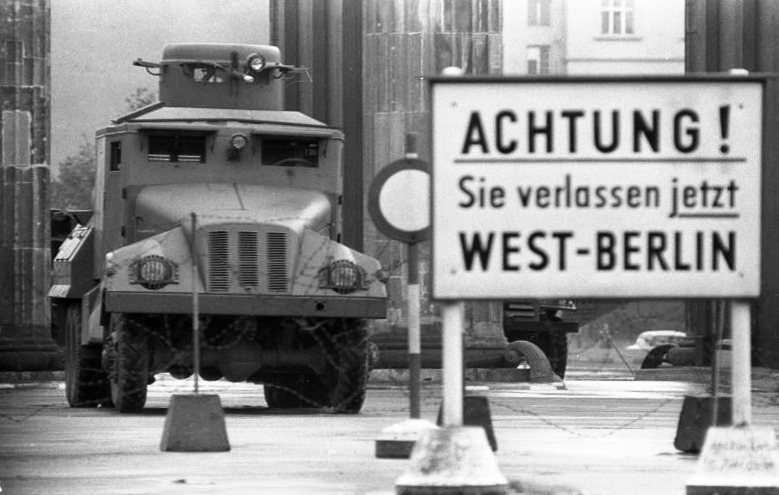
De Berlijnse Muur was het bekendste symbool van de Koude Oorlog en de deling van Duitsland

De Blokkade van Berlijn maakte de scheidingslijn duidelijk. Jean Monnet (nog altijd bekend als de grootvader van de Europese Unie) besefte goed dat West-Europa eerst orde op zaken moest stellen vooraleer het een blok zou kunnen vormen. Zijn idee, om het heikel punt tussen Frankrijk en Duitsland, Elzas-Lotharingen, op te lossen, was een samenwerking om de middelen van het grensgebied (kolen en ijzererts) te delen. In 1952 werd de Europese Gemeenschap voor Kolen en Staal opgericht, de eerste aanzet tot de vorming van de Europese Unie. Met het Verdrag van Rome (1957) werd de Europese Economische Gemeenschap opgericht.
De destalinisatie begon met Nikita Chroesjtsjov. Dissidenten en Duitse krijgsgevangenen werden vrijgelaten, de inwoners kregen meer vrijheden. Deze maatregelen hadden wel tot gevolg dat er in Oost-Duitsland, Polen en Hongarije opstanden uitbraken, die werden hardhandig door het Rode Leger de kop ingedrukt. Het Westblok bleef afzijdig. Het voorkomen van een Derde Wereldoorlog was het belangrijkst. De West-Duitse herbewapening in 1955 was de aanleiding voor de oprichting van het communistische Warschaupact. Dit was het begin van de Nucleaire wapenwedloop. Een op termijn positieve competitie was de ruimtewedloop, waar de Sovjet-Unie in het begin een voorsprong had. In 1961 stond Joegoslavië aan de wieg van de Organisatie van Niet-gebonden Landen of Derde wereldlanden.

#### Dekolonisatie
De twee wereldoorlogen hadden de Europese mogendheden volledig uitgeput. Vooral Frankrijk sloeg een mal figuur en was tijdens de Tweede Wereldoorlog reeds verplicht de onafhankelijkheid te verlenen aan Syrië en Libanon. Het Verenigd Koninkrijk was al vlug verplicht te volgen. 1947, het jaar waarin India onafhankelijk werd door inspiratie van vooral Mahatma Gandhi, wordt wel gezien als beginpunt van deze naoorlogse dekolonisatie. De naoorlogse dekolonisatie verliep in drie fasen. Tussen 1946 en 1956 kregen landen in Zuid- en Zuidoost-Azië en het Midden-Oosten hun onafhankelijkheid. Van 1956 tot 1965 ging het vooral om de onafhankelijkheid van verschillende Afrikaanse landen en na 1965 zijn vooral nog Caribische en Oceanische landen onafhankelijk geworden.
De nieuwe landen werden nu verdeeld in de drie invloedssferen, de Verenigde Staten, de Sovjet-Unie of niet-gebonden aan een van beide. Wapenleveringen en militaire basissen zullen vanaf nu een belangrijke rol spelen.

#### Keynesianisme vs Vijfjarenplan
West-Europa schaarde zich achter de Verenigde Staten en ondertekende de Bretton Woods-akkoorden, die werden geleid door John Maynard Keynes. Het keynesianisme was gebaseerd op het streven naar volledige werkgelegenheid. Keynes betoogde dat alleen overheidsingrijpen volledige werkgelegenheid zou kunnen scheppen; dit advies werd na de Tweede Wereldoorlog een speerpunt van de sociaaldemocratie. Daarnaast voorzag het Systeem van Bretton Woods in de oprichting van het IMF en de Wereldbank. Het IMF kreeg als rol om snel en doeltreffend in te grijpen bij een acute financiële crisis. De Wereldbank was vooral bedoeld om investeringen in onderontwikkelde landen te financieren.
De economie in het Oostblok werd gedirigeerd door de Vijfjarenplannen vanuit de Sovjet-Unie. In het begin bereikte het Oostblok hoge percentages van economische en technische vooruitgang, gebaseerd op de zware industrie en dit zorgde voor een gestage groei van de arbeidsproductiviteit en een stijging van de levensstandaard Het nadeel was dat het Oostblok volledig afhankelijk was van de Sovjet-Unie voor de grondstoffen. Het ontbreken van de signalen van de vrije markt zal evolueren naar verkeerde ontwikkelingen en uiteindelijk tot algemene tekorten.

#### Welvaartsstaat
De middenklasse kreeg een beter loon, een sociale zekerheid en meer vrije tijd. Consumeren werd belangrijker dan duurzaamheid. De wegwerpmaatschappij werd de norm. Het massatoerisme kreeg vorm. De televisie kreeg een belangrijke plaats in huis en werd ons venster op de maatschappij. Het verwerven van een eigen auto werd standaard en vergrootte de mobiliteit.
De ontwikkeling van de anticonceptiepil en de wegwerpluier zullen een grote bijdrage leveren aan de tweede feministische golf. In mei 1968 kwam de naoorlogse jeugd in Parijs op straat en protesteerde tegen het establishment. Het einde van de Trente Glorieuses kwam in zicht. Ook in het Oostblok waaide er een revolutionaire wind, de Praagse Lente. De hervormingen werden hardhandig beëindigd.

#### Ecologie en energie
De ongebreidelde verspilling van grondstoffen had zijn impact op het milieu. In 1961 werd het WWF opgericht met Prins Bernhard aan het roer. De Club van Rome schreef een rapport, De grenzen aan de groei en de allereerste VN-milieuconferentie kwam samen in Stockholm in 1972. Het zal uiteindelijk de Oliecrisis van 1973 zijn, die de wereldbevolking zal wakker schudden. Een nieuwe energiebron vond nu versneld zijn intrede, de kernreactor.

#### Detente
Tussen 1969 en 1979 werden er tussen de Verenigde Staten en de Sovjet-Unie ontwapeningsgesprekken gevoerd, dit leidde tot een detente tussen de twee kampen.

#### Europese eenwording

De groei van de Europese Unie tussen 1957 tot 2013

Op 1 juli 1967 trad het Fusieverdrag in werking en bepaalde dat er voortaan één Commissie, één Raad van Ministers en één budget was voor de drie, tot dan toe gescheiden organisaties EGKS, EEG en Euratom. In 1973 vervoegden Denemarken, Ierland en het Verenigd Koninkrijk de Europese Unie. Griekenland volgde in 1981, Spanje en Portugal in 1986. In 1985 werden de Akkoorden van Schengen getekend, waardoor vrij reizen in Europa mogelijk werd.

#### Digitale Revolutie

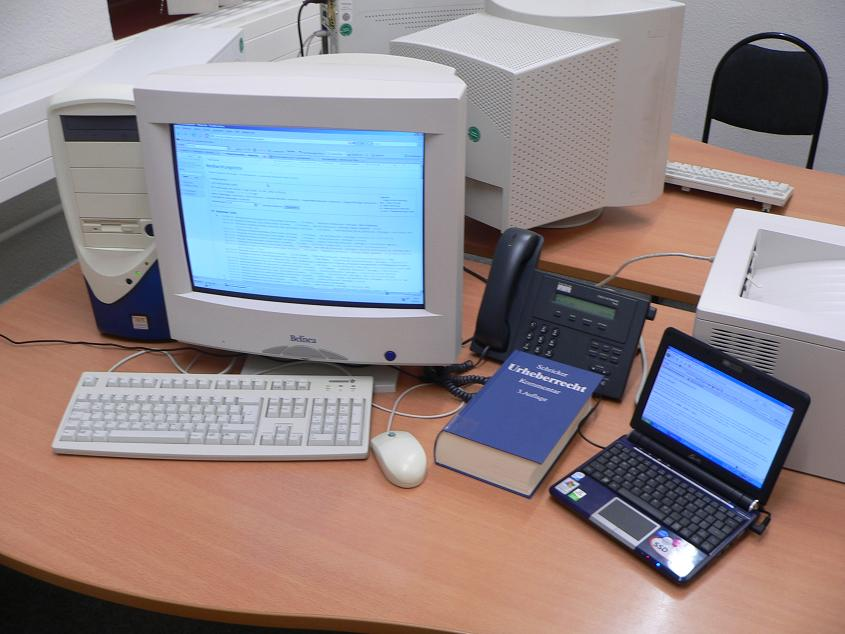
Werkplek met computers en telefoon

De uitvinding van de geïntegreerde schakeling veranderde ons dagelijks leven, sommige spreken van de ʽDerde Industriële Revolutie. IC's zijn tegenwoordig in bijna alle elektrische toestellen van enige complexiteit (computers, mobiele telefoons, wasmachines, auto's) aanwezig. Ook is een microchip aanwezig in een betaalkaart, de OV-chipkaart en in transponders die gebruikt worden om huisdieren te kunnen identificeren. Er werd een computer op de markt gebracht voor individueel gebruik, de PC. De bijhorende computertaal ontwikkelde zich razendsnel. Voor bijna alles ontstond er een toepassing.

#### Val van de Sovjet-Unie
De inmenging van de Sovjet-Unie in Afghanistan luidde de tweede fase in van de Koude Oorlog. Margaret Thatcher in het Verenigd Koninkrijk en Ronald Reagan in de Verenigde Staten kwamen aan de macht. In de jaren 1980 verzwakte de economie van de Sovjet-Unie zichtbaar en kan men spreken van economische stagnatie. Er werd meer uitgegeven aan het militair apparaat dan aan de economie. Michail Gorbatsjov, vanaf 1985 de leider van de Sovjet-Unie, begon de perestrojka en de glasnost, wat de invloed van de Sovjet-Unie op Oost-Europa drastisch verminderde. Reagan antwoordde met zijn doctrine. Op het Star Wars Programma had de Sovjet-Unie geen antwoord. In 1990 en 1991 viel het Sovjet-regime en al snel daarna alle daarvan afhankelijke regimes in de lidstaten van het Warschaupact, dat zelf ook uiteenviel. Zelfs de Sovjet-Unie viel in 1991 uiteen, betrekkelijk onverwacht. De grootste staat die uit de splitsing van de Sovjet-Unie voortkwam was de Russische federatie.
De val van het communisme begon al zingend in de voormalige Sovjet-republieken Estland, Letland en Litouwen. Het eerste land dat zich onafhankelijk verklaarde was Polen in 1989. Daarna volgden Hongarije, Die Wende in de DDR, Bulgarije, Tsjecho-Slowakije en Roemenië. De overgang van een planeconomie naar een markteconomie verschilde van land tot land. Dit was deels toe te schrijven aan de mate van democratisering na de omwenteling. Bijna alle landen voerden wel direct democratische vrijheden in, dat wil zeggen persvrijheid, algemeen kiesrecht, enz. De bevolking, die grotendeels achter de omwentelingen stond, was aanvankelijk zeer enthousiast, maar dat enthousiasme werd enigszins getemperd toen ze de gevolgen van de nieuwe markteconomie ondervond. Desondanks is er weinig nostalgie naar de periode vóór de omwenteling en is er een groeiende middenklasse in de meeste voormalige Oostbloklanden.
Joegoslavië, dat geen deel uitmaakte van het Sovjetblok, had de grootste moeite met het streven naar onafhankelijkheid. Dit leidde tot een oorlog, die tien jaar zou duren (1991-2001). De oorlog ging gepaard met massale etnische zuivering.

#### Pijlers van de Europese Unie
In 1992 werd het Verdrag van Maastricht getekend, waar de Pijlers van de Europese Unie werden bepaald. Naast de Europese Gemeenschappen kwam er ook een Gemeenschappelijk buitenlands en veiligheidsbeleid en een Politiële en justitiële samenwerking in strafzaken. In 1995 traden Finland, Oostenrijk en Zweden toe tot de Europese Unie, er waren nu vijftien lidstaten. Tsjechië, Hongarije en Polen vervoegden de NAVO in 1999. Met het Goedevrijdagakkoord kwam er een eind aan het Iers conflict.

#### Kunst, tweede helft twintigste eeuw

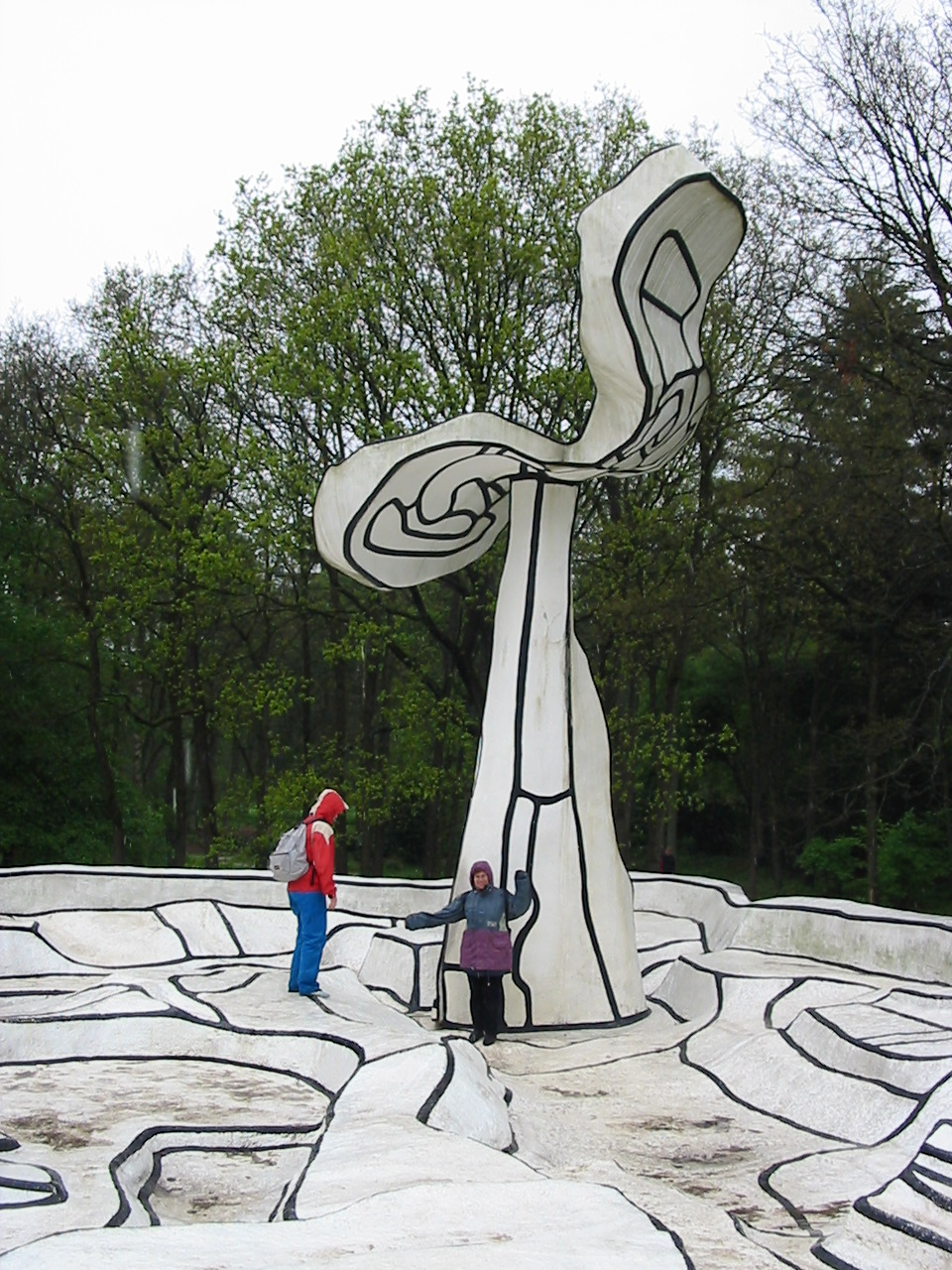
Jardin d'émail door Jean Dubuffet. Een voorbeeld van popart.

De ontnuchtering na de Tweede Wereldoorlog zorgde tevens voor een nieuwe opvatting in de kunst: kunst moest niet alleen maar interessant zijn voor de elite, maar ook voor de 'gewone man'. Een van de eerste stromingen die zich duidelijk profileerde met dit idee was popart, een stroming die was ontstaan in de Verenigde Staten en in het Verenigd Koninkrijk, al enkele jaren na de Tweede Wereldoorlog. De 'handreiking aan de gewone man' werd bereikt door thema's te kiezen die aansloten bij die cultuur, zoals reclame, televisie, kranten en tijdschriften.
De voor de oorlog ingeslagen weg van abstracte kunst werd verder verkend, maar daarnaast werden ook andere soorten kunst belangrijker. In musea kwamen performances, videokunst, lichtkunst en minimal art aan bod, ten koste van de traditionele schilderkunst. In de conceptuele kunst werd de gebruikte techniek minder belangrijk. Deze trend bereikte zijn hoogtepunt tijdens de jaren zestig en zeventig bij conceptuele bewegingen als happening, fluxus, videokunst, en kunstenaars als Joseph Beuys, Nam June Paik, Wolf Vostell en in Nederland Wim T. Schippers.
Kunst vanaf de jaren 60 wordt in de kunstgeschiedenis aangemerkt als actuele of hedendaagse kunst. De laatste decennia van de twintigste eeuw werden gekenmerkt door het postmodernisme, een brede culturele stroming (ook in onder andere filosofie, literatuur en architectuur) die zich afzette tegen het modernisme uit het begin van de twintigste eeuw. De 'grote verhalen' en ideologieën waren voorbij: in plaats daarvan moest de kunst zich richten op kleinere gebeurtenissen en onderwerpen en werd subjectiviteit weer belangrijker geacht dan de ratio (tijdens de Romantiek was dat ook al eens gebeurd). De maakbaarheid van de samenleving werd bestreden. De versmelting tussen hoge en lage cultuur was een ander kenmerk van het postmodernisme. Het postmodernisme is overigens niet zo'n duidelijk afgebakende stroming als bijvoorbeeld de barok. Typisch voor de hedendaagse kunst is dan ook het grote pluralisme: het is moeilijk om nog duidelijke kunststromingen te onderscheiden, die zo karakteristiek waren voor de moderne kunst.

### Eenentwintigste eeuw

#### Globalisering
Opnieuw veranderde een technologische uitvinding de wereld, met name het wereldwijde web. Dankzij de ontwikkeling van de mobiele apparaten kwam die wereld nu in handbereik met E-commerce, sociaalnetwerksites, webvideos, en geolocatiesystemen. Een tegengeluid is het antiglobalisme.

#### Oost en West samen
In 2002 kwam een Europese valuta in omloop; de euro. Maar drie landen (Denemarken, Verenigd Koninkrijk en Zweden) van de 15 leden van de Europese Unie deden niet mee met de euro. In 2004 werden er 10 staten aangesloten bij de Europese Unie, in 2007 nog twee en in 2013 nog een. Voortaan had de Europese Unie 28 lidstaten.
In 2004 werd de Europese Grondwet opgesteld, maar dit verdrag zou nooit van kracht worden, omdat referenda in Nederland en Frankrijk een afwijzing opleverden. Het Verdrag van Lissabon werd toen opgesteld, wat alle bestaande Europese verdragen amendeerde.

#### Coronapandemie
Begin 2020 verspreidde het coronavirus (COVID-19) zich over Europa.

#### Brexit
Na vier jaar van gepalaver en een overgangsperiode van een jaar stapte het Verenigd Koninkrijk (VK) uit de Europese Unie (EU) op 1 januari 2021.

#### Russisch-Oekraïense Oorlog
Op 24 februari 2022 viel Rusland Oekraïne binnen. Europa staat als een man achter Oekraïne. Rusland draait de gaskraan dicht. Finland en Zweden sluiten zich aan bij de NAVO.

## Verder lezen
- K. Alnaes: De Geschiedenis van Europa. (Bestaand uit 5 delen)
- J.A. Terraine: Het machtige werelddeel. ISBN 9010014061
- C.H. Jansen: De jongste geschiedenis van Europa. ISBN 9062837948
- A. Mirgeler: De geschiedenis van Europa.
- W. Blockmans: 5000 jaar Europa : landschap, steden, handel, politiek, religie en cultuur. ISBN 90-215-2072-9
- J. Le Goff: De geschiedenis van Europa (Oorspr. titel: L'Europe racontée aux jeunes). ISBN 90-5333-564-1
- S. Lang: Europese geschiedenis voor Dummies. ISBN 9043013102
- T. Judt: Na de oorlog. Een geschiedenis van Europa sinds 1945. ISBN 9789025434748

Geschiedenis van:
Albanië · Andorra · Azerbeidzjan · België (Vlaanderen, Wallonië) · Bosnië en Herzegovina · Bulgarije · Denemarken · Duitsland · Estland · Faeröer · Finland · Frankrijk (Bretagne, Corsica) · Georgië · Griekenland · Hongarije · Ierland · Italië (Sicilië) · Kosovo · Kroatië · Letland · Liechtenstein · Litouwen · Luxemburg · Malta · Moldavië · Monaco · Montenegro · Nederland · Noord-Macedonië · Noorwegen · Oekraïne · Oostenrijk · Polen · Portugal · Roemenië · Rusland (Tsjetsjenië) · San Marino · Servië · Slovenië · Slowakije · Spanje (Catalonië, Galicië) · Tsjechië · Turkije · Vaticaanstad · Verenigd Koninkrijk (Engeland, Schotland, Wales, Noord-Ierland) · Wit-Rusland · IJsland · Zweden · Zwitserland
Balkan · Britse Eilanden · Kaukasus · Lage Landen · Oost-Europa · Scandinavië